# Chevrolet Corvette
El Chevrolet Corvette es un automóvil deportivo producido por el fabricante estadounidense Chevrolet, división de General Motors (GM), desde 1953. Es fabricado actualmente en la planta de Bowling Green (Kentucky), donde también se encuentra el Museo Nacional del Corvette. Anteriormente era fabricado en Flint (Míchigan) y San Luis (Misuri). Fue el primer deportivo construido por la firma.
Existen ocho generaciones de este deportivo estadounidense: C1 (1953-1962), C2 (1963-1967), C3 (1968-1982), C4 (1983-1996), C5 (1997-2004), C6 (2005-2013), C7 (2014-2019) y C8 (2020-presente). Se fabrican diversas versiones con diferentes funciones dentro de cada generación. A lo largo de los años, las versiones del coche han ganado premios de revistas como Motor Trend y Car and Driver, así como de organizaciones como la Sociedad de Ingenieros Automotrices (SAE) y también se ha utilizado como coche de seguridad en las 500 Millas de Indianápolis desde 1978.
Si bien se vende bajo la marca Chevrolet en los Estados Unidos y otros lugares en el mundo, también se vende bajo su propia marca Corvette en Europa y Japón, donde es bastante raro este modelo. El automóvil se ha construido en versiones tanto cupé como descapotable.

## Primera generación (C1) (1953-1962)

### Comienzos

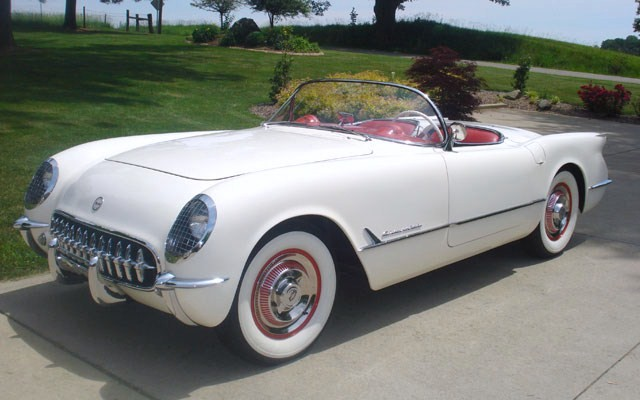
Modelo 1953 en blanco polar.

La Segunda Guerra Mundial, sin dudas impulsó la decaída industria automotriz americana, logrando que los estadounidenses desarrollaran nuevos autos deportivos.
El Corvette es fruto de una pasión por los autos, de una coyuntura comercial y de un deseo latente de demostrar que son capaces de construir un auto deportivo norteamericano con las mismas o mejores prestaciones que muchos otros autos deportivos europeos.
Su historia se remonta desde 1951, cuando empezaba a surgir la exigencia de una clientela cada vez más sofisticada y susceptible a los autos deportivos europeos como el Jaguar XK120 y otros. Es por esto que le corresponde a Europa parte del mérito de su existencia hoy día.
En 1951, Nash Motors comenzó a vender un automóvil deportivo de dos plazas: el Nash-Healey, que se realizó en colaboración con el diseñador italiano Pininfarina y el ingeniero británico Donald Healey, pero hay pocos modelos de precio moderado. El diseñador del Corvette fue Harley Earl, quien convenció a General Motors de que también necesitarían construir un deportivo de dos plazas y, con su equipo de proyectos especiales, comenzó a trabajar en el nuevo coche ese año, que fue el llamado en código "Proyecto Opel". El resultado fue el modelo 1953, dado a conocer al público en ese año en la exposición del Salón Automotor Motorama de GM, celebrada en el Hotel Waldorf-Astoria de Nueva York. El concepto original para el emblema de Corvette incorporaba una bandera de Estados Unidos en el diseño, pero se cambió mucho antes de la producción desde la asociación de la marca con un producto que fue mal visto. Fue presentado sin mucha acogida el 17 de enero de 1953, motivo por el cual casi no salió a producción.

### 1953-1955

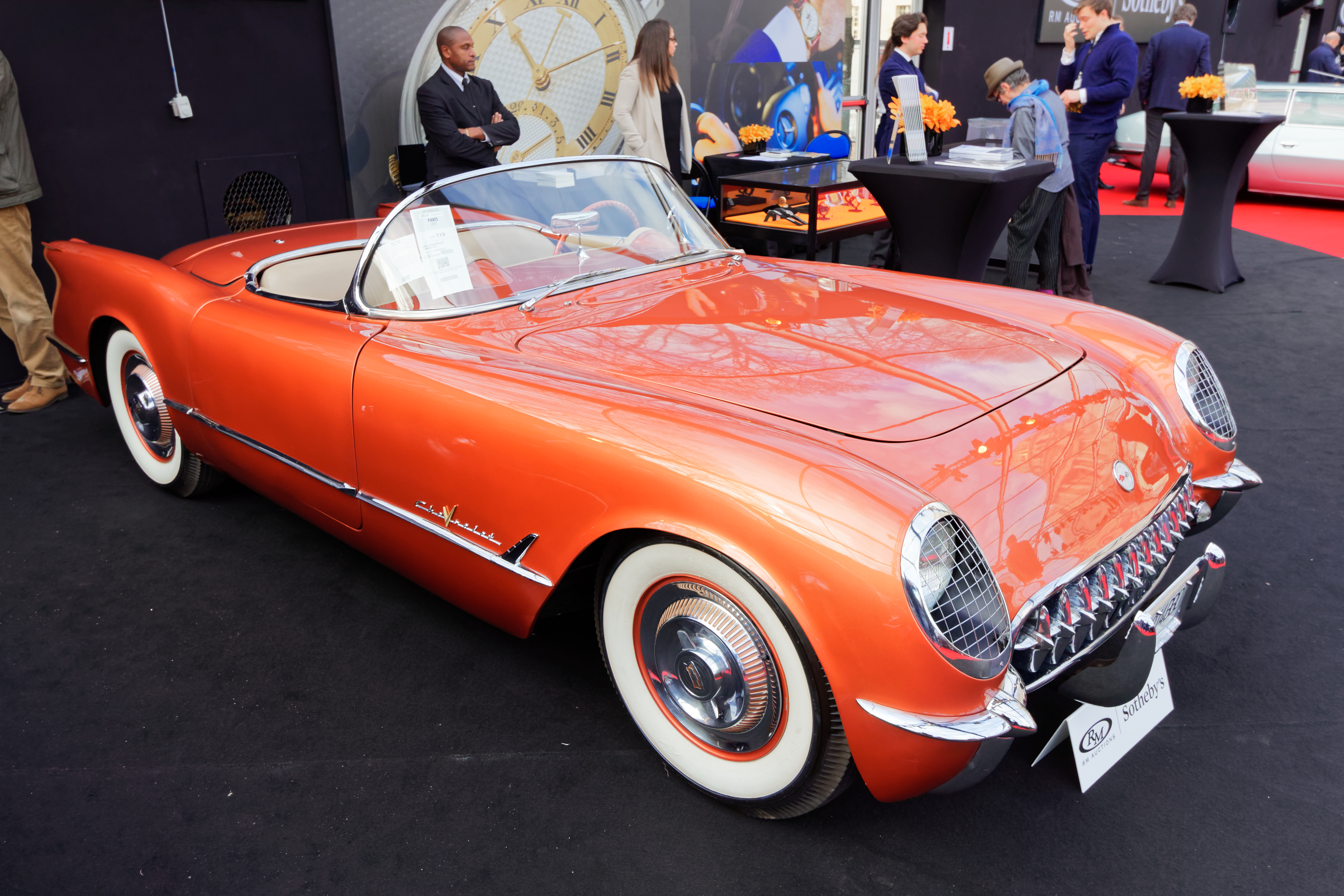
Modelo 1955 en la casa de subastas RM Sotheby's en 2017.

La fabricación de la primera generación comenzó en 1953 y terminó en 1962. El Corvette C1 es comúnmente conocido como «eje rígido», debido al hecho de que la suspensión trasera independiente no estuvo disponible hasta la aparición del "Sting Ray" C2 en 1963.
Con producción limitada por el hecho de que todas las unidades fueron construidas y montadas a mano, el modelo de 1953, con un total de solamente 300 unidades producidas, es el modelo más raro y solicitado del Corvette. Todos los Corvette C1 de 1953 fueron concebidos como descapotables y fabricados en color blanco polar, interior en cuero rojo y rines de chapa de 15 pulgadas (38,1 cm) de color rojo. La carrocería estaba fabricada en fibra de vidrio que permitió crear un vehículo de líneas curvas y continuas a lo largo de su silueta. Media 4,25 m (167,3 pulgadas) de largo, 1,77 m (69,7 pulgadas) de ancho, 1,31 m (51,6 pulgadas) de alto y pesaba 1310 kg (2888 libras). La suspensión delantera era independiente, pero la trasera era de eje rígido, el mismo que se usaba en algunos turismos de Chevrolet, aunque modificado.
Contaba con una carrocería fluida, alargada y minimalista en cuanto a adornos o añadidos. Los tiradores de las puertas eran invisibles desde el exterior y apenas contaba con parachoques, parecen meras inserciones cromadas y en el frontal tenía una enorme parrilla cromada. Los faros cubiertos por una rejilla era una clara seña de identidad de su espíritu deportivo. Atrás y al final de las aletas, de forma similar a un cohete, estaba la iluminación trasera. La doble salida de escape está integrada en la propia carrocería y forma parte del discontinuo parachoques trasero. Sobre el lateral del vehículo rezaba la palabra "Corvette" con una elegante tipografía. En el interior contaba con un panel de instrumentos simétrico propio de la época, la instrumentación estaba dispuesta sobre un fondo blanco, justo el mismo que la carrocería y las esferas situadas en el centro del salpicadero. La capota era manual y se ocultaba en un pequeño compartimento tras los asientos.
Con pocos cambios, excepto por opciones de color y los números de producción, el modelo de 1954 es el último en tener un motor de seis cilindros en línea. El año 1955 vio la introducción del motor V8 de la mano de Ed Cole, el ingeniero jefe de Chevrolet y del ingeniero Zora Arkus-Duntov, reemplazando al seis en línea "Blue Flame". Dejando a un lado los motores, el modelo de 1955 puede ser diferenciado por su logotipo: la "V" en el Corvette es ampliada y de color dorado, significando el motor V8 bajo el cofre.
Esta primera generación del C1, de 1953 a 1955, no tuvo el éxito de ventas que esperaban, ya que más de la mitad de la producción tuvo muchas dificultades en ser vendida, por lo que se impuso un cambio de motorización a un V8 de 265 pulgadas cúbicas (4,3 litros) y 195 HP (198 CV; 145 kW) con transmisión automática que sí comenzó a despertar el interés del público. Posteriormente, mejoraron el diseño y el motor de manera constante, llegando a usar inyección de combustible capaz de ofrecer 283 HP (287 CV; 211 kW), convirtiéndose en un modelo de competición por primera vez.

### 1956-1957

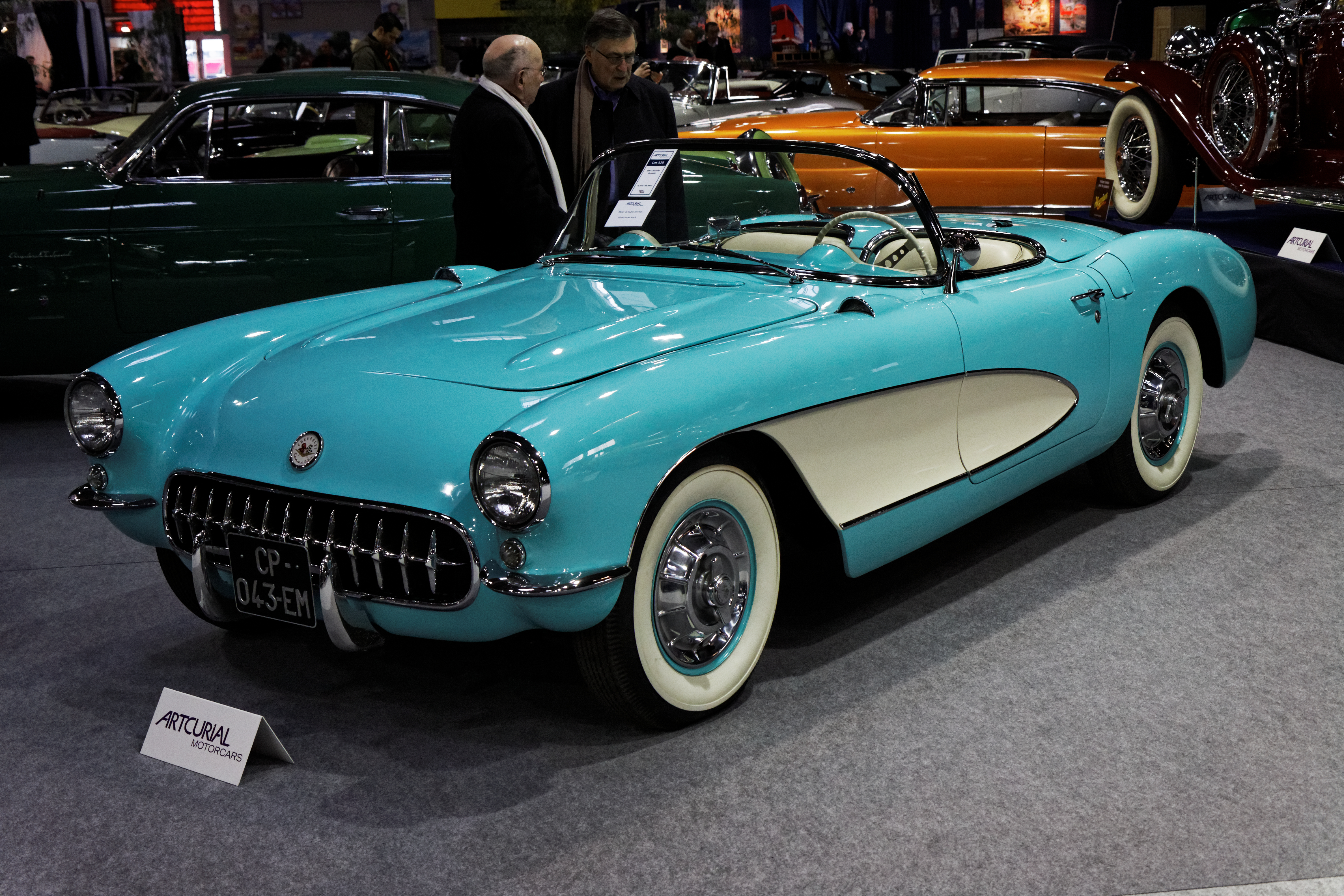
Modelo 1957 en París en 2013.

En 1956 se sometió a un rediseño profundo de su carrocería, aunque respetando las proporciones y el chasis. Los faros delanteros dejan de estar cubiertos por una rejilla, los traseros son de nuevo diseño ya que eliminaron las aletas y las salidas de escape quedan posicionadas más hacia el exterior. El peso aumentó hasta los 1433 kg (3159 lb). La carrocería podría ser bicolor y optar por un hardtop disponible en varios colores. Las opciones también aumentaron notablemente, además del ya mencionado “hardtop”, se podía equipar con techo de lona eléctrico, un motor mejorado que daba 225 HP (228 CV; 168 kW) o elevalunas eléctricos.
En 1957, los cambios fueron sobre todo en cuanto a mecánica, ya que el tamaño del V8 aumento hasta las 283 plg³ (4,6 litros) y junto a un sistema de inyección mecánica Rochester podía alcanzar los 283 HP (287 CV; 211 kW), casi el doble de potencia respecto al modelo de 1953. Además, ofrecían como opción una nueva transmisión manual Borg-Warner de 4 velocidades. Ofertaba cinco potencias diferentes: 220 HP (223 CV; 164 kW), 245 HP (248 CV; 183 kW) (250 HP (253 CV; 186 kW) con el nuevo sistema de inyección) y 270 HP (274 CV; 201 kW) (280 HP (284 CV; 209 kW) con inyección). Se mantenían las transmisiones anteriores: manual de 3 velocidades y automática de 2 y, además, añadía la nueva transmisión manual de 4 velocidades. El peso volvió a aumentar hasta los 1481 kg (3265 lb).

### 1958-1962

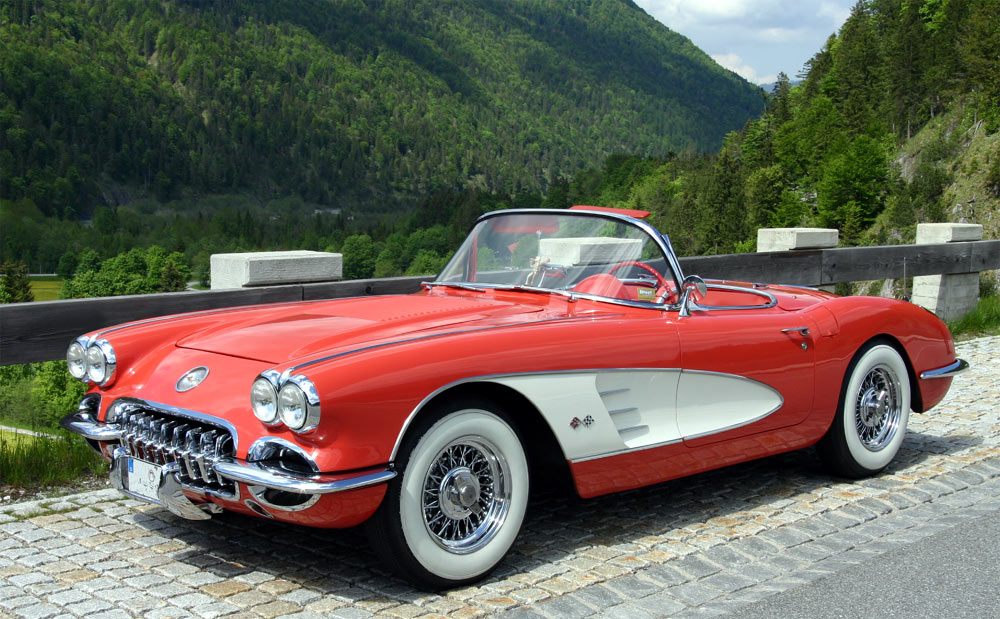
Roadster de 1958.

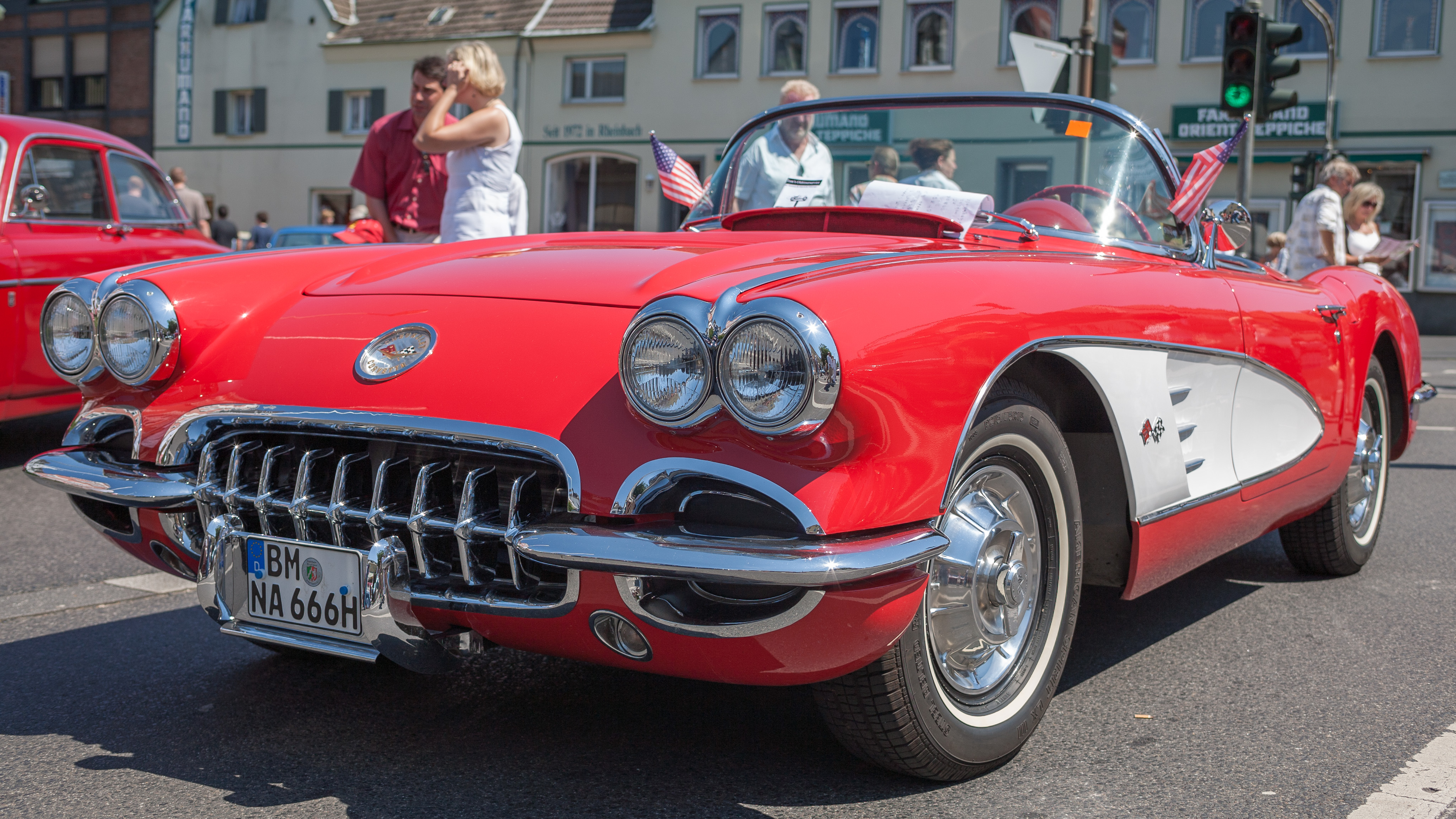
Roadster de 1960.

En 1958 llegó otra versión más alargada, llena de cromados y con motores cercanos a los 290 HP (294 CV; 216 kW). En la carrocería el cambio más significativo se encuentra en su frontal. Las ópticas dobles sustituyen al anterior faro y el parachoques adquiere mayor presencia. Además aumenta en tamaño: 229 mm (9 pulgadas) de largo y 51 mm (2 pulgadas) de ancho y en peso, unos 75 kg (165 lb). En su interior el salpicadero y relojes fueron modificados. Los asientos estrenan tapicería y por primera vez incorpora cinturones de seguridad. Se introdujo como opción una suspensión deportiva especialmente dura.
En 1959 se cambió de nuevo el diseño, haciéndolo un poco más ligero y corto. El éxito de estos modelos deportivos estaba servido, sobre todo tras la aparición de sus modelos descapotables.
La generación de 1961 recibe su último cambio exterior, casi finalizando su ciclo de vida y trajo otro de los puntos de diseño característicos que todavía se usan en los Corvette de hoy en día: la disposición rectangular de las cuatro luces traseras dobles. En cuanto a los motores, siguieron subiendo de potencia hasta alcanzar los 315 HP (319 CV; 235 kW). Se usó una suspensión hidráulica en el último de los C1, que se montó en 1962, llegando a ofrecer una versión con una potencia de hasta 360 HP (365 CV; 268 kW).
Esta primera generación C1 dejaría de fabricarse un año después, en 1962, para dar lugar al siguiente de su generación: El C2 Stingray.

### Producción
| Año   | Total  |
| ----- | ------ |
| 1953  | 300    |
| 1954  | 3,640  |
| 1955  | 700    |
| 1956  | 3,467  |
| 1957  | 6,339  |
| 1958  | 9,168  |
| 1959  | 9,670  |
| 1960  | 10,261 |
| 1961  | 10,939 |
| 1962  | 14,531 |
| Total | 69,015 |

### Motores
| Tipo de motor         | Cilindrada       | Diámetro x carrera                | Relación de compresión | Alimentación               | Potencia máxima                                       | Par máximo                                       |
| --------------------- | ---------------- | --------------------------------- | ---------------------- | -------------------------- | ----------------------------------------------------- | ------------------------------------------------ |
| 6 en línea Blue Flame | 235 plg³ (3,9 L) | 3,56 x 3,94 plg (90,4 x 100,1 mm) | 8.0:1                  | 3 carburadores Carter      | 150 a 155 HP (152 a 157 CV) (112 a 116 kW) @ 4200 rpm | 223 a 225 lb·pie (302 a 305 N·m) @ 2400 rpm      |
| V8 Small-block        | 265 plg³ (4,3 L) | 3,75 x 3 plg (95,3 x 76,2 mm)     | 8.0:1                  | 2 carburadores Carter      | 195 a 225 HP (198 a 228 CV) (145 a 168 kW) @ 5000 rpm | 260 a 270 lb·pie (353 a 366 N·m) @ 3000 rpm      |
| V8 Small-block        | 283 plg³ (4,6 L) | 3,875 x 3 plg (98,4 x 76,2 mm)    | 9.5:1                  | 1 carburador Carter        | 220 a 270 HP (223 a 274 CV) (164 a 201 kW) @ 6000 rpm | 285 a 300 lb·pie (386 a 407 N·m) @ 4200 rpm      |
| V8 Small-block        | 283 plg³ (4,6 L) | 3,875 x 3 plg (98,4 x 76,2 mm)    | 11.0:1                 | Inyección Rochester        | 250 a 315 HP (253 a 319 CV) (186 a 235 kW) @ 6200 rpm | 295 a 305 lb·pie (400 a 414 N·m) @ 4700-5100 rpm |
| V8 Small-block        | 327 plg³ (5,4 L) | 4 x 3,25 plg (101,6 x 82,6 mm)    | 10.5:1                 | 1 carburador Carter        | 250 a 300 HP (253 a 304 CV) (186 a 224 kW) @ 4400 rpm | 350 a 360 lb·pie (475 a 488 N·m) @ 2800 rpm      |
| V8 Small-block        | 327 plg³ (5,4 L) | 4 x 3,25 plg (101,6 x 82,6 mm)    | 11.25:1                | Inyección Rochester Ramjet | 340 a 360 HP (345 a 365 CV) (254 a 268 kW) @ 6200 rpm | 344 a 352 lb·pie (466 a 477 N·m) @ 4000 rpm      |

## Segunda generación (C2) (1962-1967)

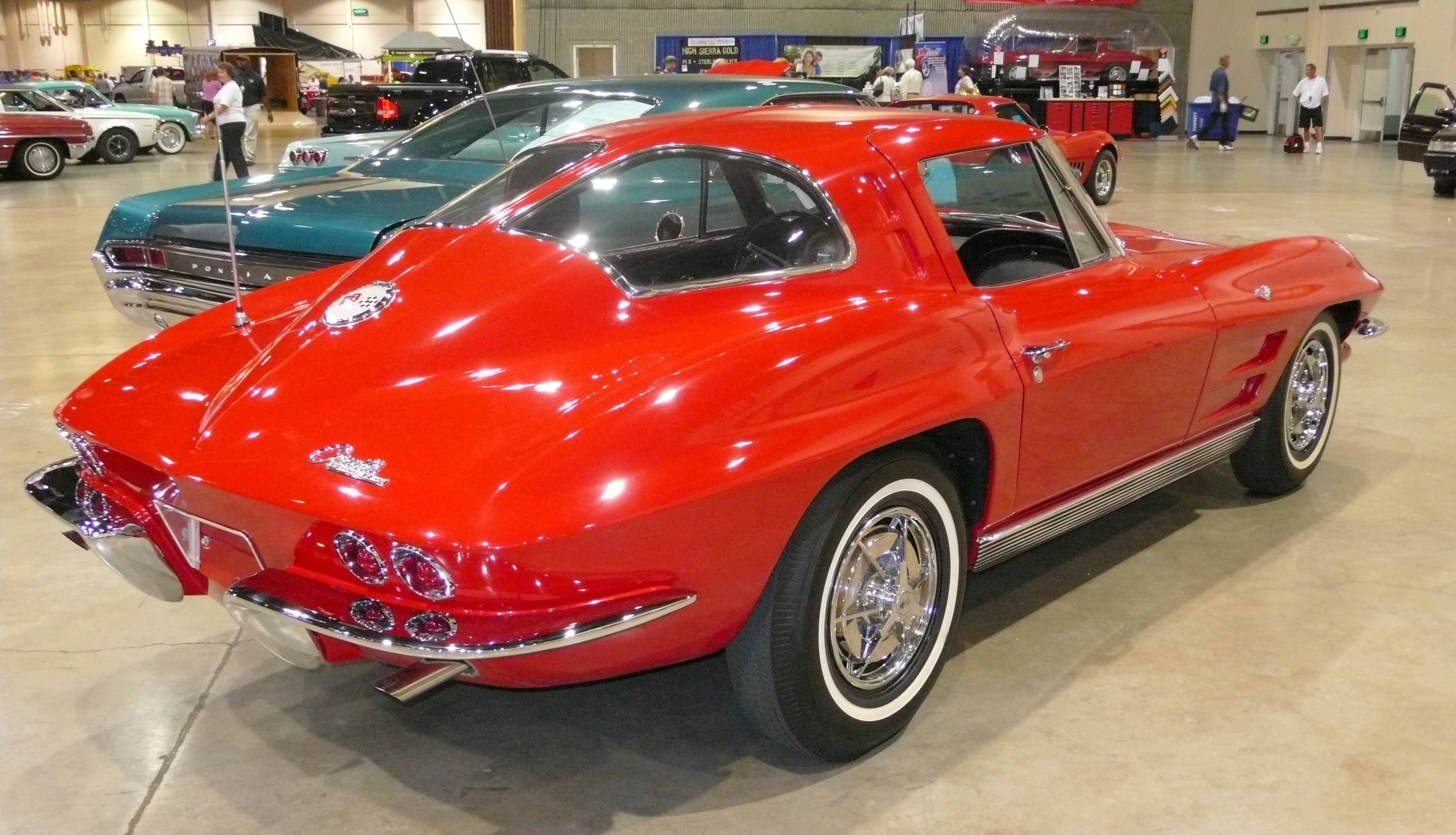
Vista trasera de un Cupé de 1963 con la luneta dividida.

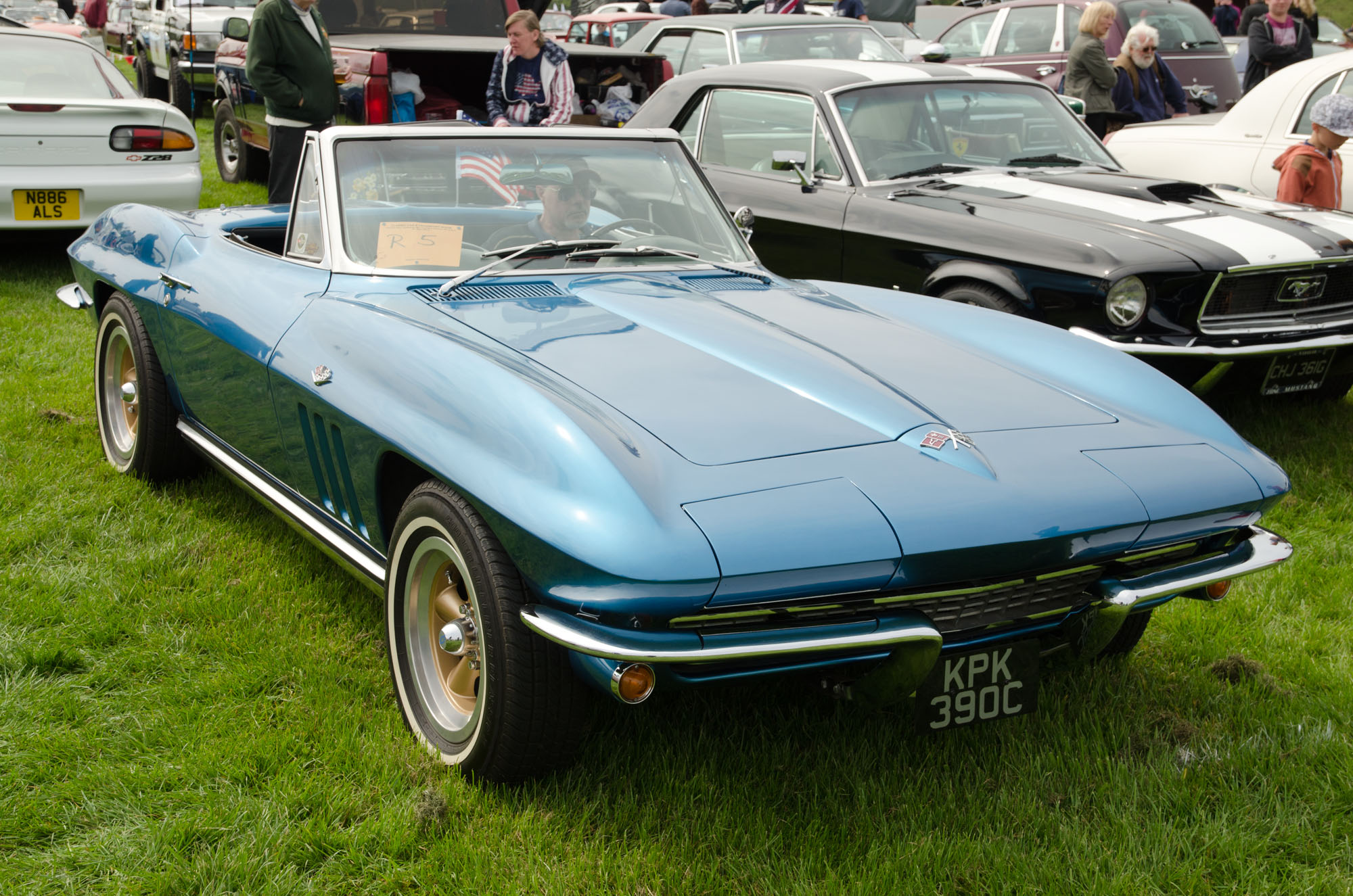
Descapotable de 1965.

La segunda generación del Corvette fue diseñada por Larry Shinoda con gran inspiración de un anterior diseño llamado «Corvette Q», creado por Peter Brock y Chuck Pohlmann bajo la dirección de Bill Mitchell. Su producción comenzó en 1963 y terminó en 1967 introduciendo un nuevo nombre: "Corvette Sting Ray" - Raya de aguijón -, en alusión a la forma ancha y plana con las ruedas semicarenadas. El 26 de septiembre de 1962 nació el C2 Stingray y fue la generación que menos tiempo de vida comercial tuvo, de solamente 4 años. Sin embargo, a diferencia del Corvette C1 ya no se trataba de un experimento, sino de un modelo ya con un nombre consolidado. Su producción inició en agosto de 1962, ya como modelo 1963 y terminó en 1967.
La potencia del motor V8 de 327 plg³ (5,4 L) subió desde los 360 HP (365 CV; 268 kW) con que fue presentado, hasta los 375 HP (380 CV; 280 kW) a partir del año siguiente, lo que le permitía una velocidad punta de 216 km/h (134 mph) con la inyección electrónica Rochester y el encendido electrónico sin platinos Delcotronic, procedente de la gama Pontiac en opción. A partir de 1965, se ofrece el motor Big-block de 396 plg³ (6,5 L) que hacía uso de carburadores en lugar de inyección, denominado "Turbo Jet", con un rendimiento de 425 HP (431 CV; 317 kW) a las 5600 rpm y un par máximo de 563 N·m (415 lb·pie) como opción, en el que ofrecía como extra un depósito de combustible adicional por un sobrecoste de menos de US$300, como alternativa más potente y económica que la inyección sobre el motor pequeño de US$538, al que terminó sustituyendo en el 1966 con una versión todavía mayor del "Big-block", pese a la economía del modelo a inyección y su capacidad para funcionar incluso bajo la fuerza g de aceleración propias de un circuito de carreras.
La evolución mecánica del C2 alcanzó también al chasis, con la introducción de los frenos de disco integrales en 1965 precedidos en años anteriores de unos frenos de tambor con aletas en la opción del pack "Z6 competition" junto con una amortiguación más firme.
En su debut, el modelo de 1963 fue presentado con una característica división de la luneta trasera en dos partes y con rejillas decorativas en el cofre, así como una novedosa suspensión trasera independiente. La división de la ventana posterior y los aditamentos decorativos se suspendieron en 1964 debido a problemas de seguridad, mientras que su inusual diseño de suspensión y transmisión se mantiene hasta la actualidad. Tras la campaña contra la suspensión independiente por ejes oscilantes del Chevrolet Corvair, para el Corvette se optó por una suspensión trasera por brazos superpuestos derivada de aquella y similar a la presentada dos años antes en el Jaguar E-Type. Esta suspensión resultó un gran éxito, pues era económica en comparación con otros sistemas y muy fácil de integrar en la cadena de producción, pues venía premontada en su propio subchasis y se acoplaba directamente a un falso tubo de empuje. Utilizaba los semiejes como multibrazos superiores en un sistema de brazos transversales superpuestos, aunque a diferencia del diseño Jaguar mantenía una ballesta, en este caso transversal, como resorte.
Una de las grandes novedades fue ofrecerlo en carrocería cupé además de la habitual descapotable. El cupé hizo que sus ventas se duplicaran al convertirse en un vehículo más práctico en lugares donde la climatología no lo permitiera. Esta nueva carrocería introducía por primera vez el acceso al maletero solamente desde el interior, diseño que todavía perdura. La versión descapotable fue introducida tiempo después viendo los buenos resultados de la generación anterior. Este estuvo disponible solamente con techo de lona y hardtop, mientras que la opción de techo eléctrico desapareció de las opciones.
Sus dimensiones eran: 4450 mm (175,2 plg) de largo, 1770 mm (69,7 plg) de ancho y 1260 mm (49,6 plg) de alto. En cuanto a su peso era de 1383 kg (3049 lb) en la versión descapotable y 1374 kg (3029 lb) para el cupé. En el interior el acceso era más cómodo, ya que el marco de la puerta se expandía por la parte superior y cubría parte del techo. El asiento del conductor era regulable en altura. Dentro del habitáculo había un salpicadero de nuevo diseño y volante de tres radios. En cuanto a la distribución de peso era casi perfecta: 49% delante y 51% atrás.
En principio la luna trasera estaba dividido en dos, pero en 1964 fue reemplazada por una única luna que fue por motivos de costes y visibilidad. Esta generación C2 sentó las bases para los futuros Corvette: carrocería cupé y cabrío, faros escamoteables, pasos de ruedas a abultados, doble faro trasero, etc.
En 1967, el último tramo del primer Stingray C2, era todo un deportivo americano, cuyas líneas poco a poco eran más cuadradas y musculosas, con una estructura puramente deportiva creada a partir de las experiencias en competición de Duntov. Finalizó su corta vida en 1967 dando paso a la segunda generación del Stingray: el Corvette C3.

### Grand Sport

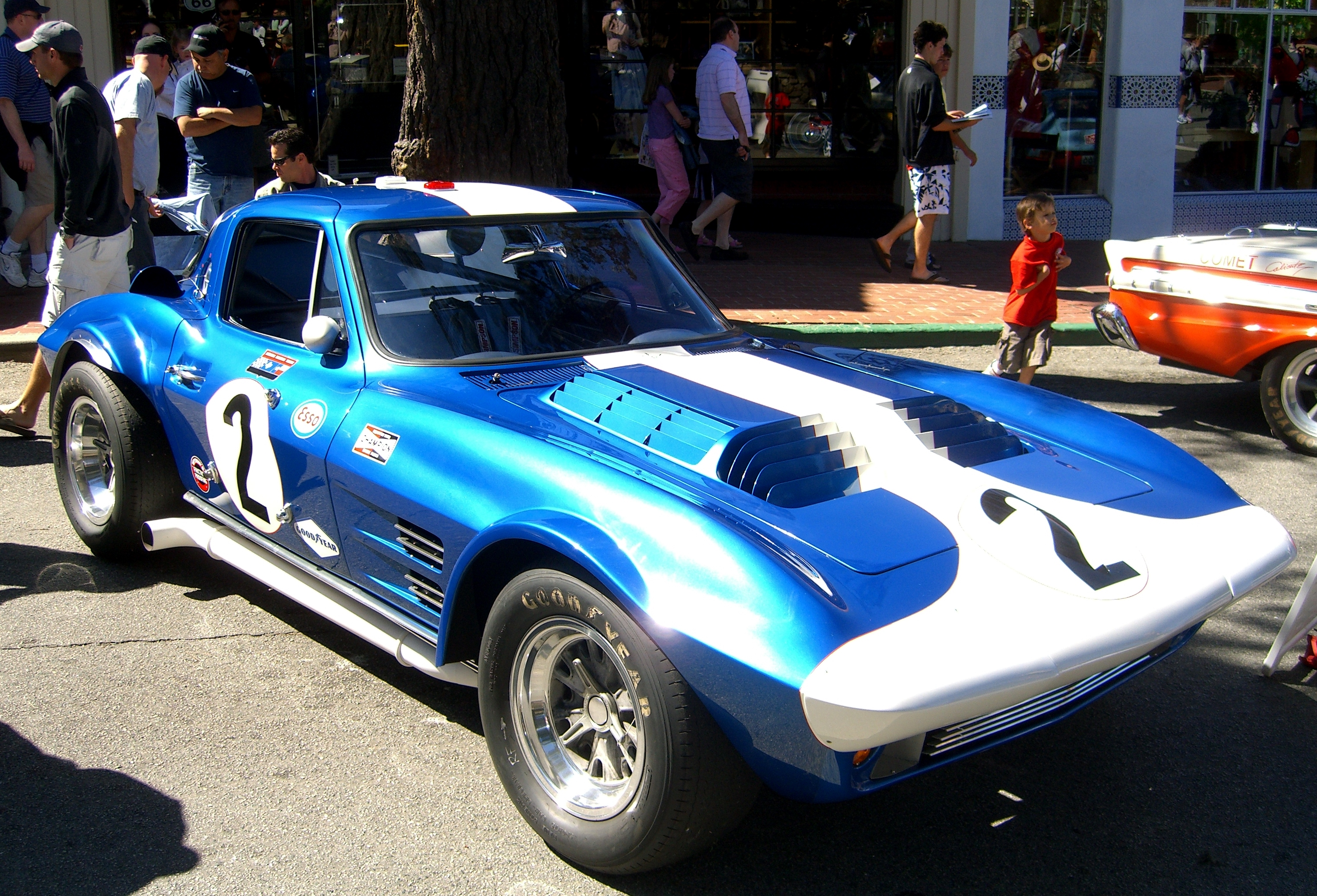
Grand Sport de 1963.

La versión Grand Sport por su parte, proviene de un proyecto de Zora Arkus-Duntov, ingeniero en jefe del Corvette, preocupado por lo que Ford estaba haciendo con el Shelby Cobra. En 1962 inició un programa para producir una versión aligerada del modelo C2 basada en un prototipo del nuevo Corvette 1963. El programa de Duntov planeaba la fabricación de 125 unidades del Corvette Grand Sport, con el fin de hacerlos elegibles para las carreras internacionales de Gran Turismo de la FIA, pero cuando los altos ejecutivos de General Motors se enteraron del proyecto secreto de Duntov, el programa fue detenido y solamente fueron construidas cinco unidades, mismos que han sobrevivido hasta el presente y forman parte de colecciones privadas. Este desarrollo en particular, se encuentra entre los más codiciados y cotizados modelos de Corvette jamás construidos.
Los cinco coches participaron en pruebas importantes como Daytona y Sebring, siendo conducidos por afamados pilotos de esos tiempos, tales como Roger Penske, Jim Hall, Dick Thompson y Don Yenko entre otros. Dick Thompson fue el primer piloto en ganar una carrera en el Grand Sport, ganando en 1963 la carrera en Watkins para autos deportivos de la SCCA con el Grand Sport 004.
El Corvette Grand Sport fue utilizado en competición desde 1963 hasta 1965 y empleó diferentes motores, pero el motor de fábrica más utilizado fue el de 377 plg³ (6,2 L), el cual utilizaba un bloque pequeño y estaba construido totalmente en aluminio, alimentado por cuatro carburadores Weber, entregando 550 HP (558 CV; 410 kW) a las 6400 rpm. Los paneles de la carrocería y puertas se hicieron de fibra de vidrio para reducir el peso y el chasis se construyó a base de tubos de acero ligero. También se hicieron 50000 réplicas de 290 HP (294 CV; 216 kW).
El Corvette Grand Sport de 1963 fue creado con materiales ligeros y la potencia de un V8 de bloque pequeño de 377 plg³ (6,2 L). Se crearon cinco prototipos, los cuales todavía existen.

### Producción
| Año   | Cupé   | Descapotable | Total   |
| ----- | ------ | ------------ | ------- |
| 1963  | 10,594 | 10,919       | 21,513  |
| 1964  | 8,304  | 13,925       | 22,229  |
| 1965  | 8,186  | 15,376       | 23,562  |
| 1966  | 9,958  | 17,762       | 27,720  |
| 1967  | 8,504  | 14,436       | 22,940  |
| Total | 45,546 | 72,418       | 117,964 |

### Motores
| Tipo de motor | Cilindrada       | Diámetro x carrera               | Relación de compresión | Alimentación                   | Potencia máxima                    | Par máximo                      |
| ------------- | ---------------- | -------------------------------- | ---------------------- | ------------------------------ | ---------------------------------- | ------------------------------- |
| Small-Block   | 327 plg³ (5,4 L) | 4 x 3,25 plg (101,6 x 82,6 mm)   | 10.5:1                 | 1 Carburador Carter de 4 bocas | 250 HP (253 CV; 186 kW) @ 4400 rpm | 350 lb·pie (475 N·m) @ 2800 rpm |
| Small-Block   | 327 plg³ (5,4 L) | 4 x 3,25 plg (101,6 x 82,6 mm)   | 10.5:1                 | 1 Carburador Carter de 4 bocas | 300 HP (304 CV; 224 kW) @ 5000 rpm | 360 lb·pie (488 N·m) @ 3200 rpm |
| Small-Block   | 327 plg³ (5,4 L) | 4 x 3,25 plg (101,6 x 82,6 mm)   | 11.25:1                | 1 Carburador Carter de 4 bocas | 340 HP (345 CV; 254 kW) @ 6000 rpm | 344 lb·pie (466 N·m) @ 4000 rpm |
| Small-Block   | 327 plg³ (5,4 L) | 4 x 3,25 plg (101,6 x 82,6 mm)   | 11.0:1                 | 1 Carburador Holley de 4 bocas | 350 HP (355 CV; 261 kW) @ 5800 rpm | 360 lb·pie (488 N·m) @ 3600 rpm |
| Small-Block   | 327 plg³ (5,4 L) | 4 x 3,25 plg (101,6 x 82,6 mm)   | 11.25:1                | Inyección Ramjet               | 360 HP (365 CV; 268 kW) @ 6200 rpm | 352 lb·pie (477 N·m) @ 4000 rpm |
| Small-Block   | 327 plg³ (5,4 L) | 4 x 3,25 plg (101,6 x 82,6 mm)   | 11.0:1                 | 1 Carburador Holley de 4 bocas | 365 HP (370 CV; 272 kW) @ 6200 rpm | 350 lb·pie (475 N·m) @ 4000 rpm |
| Small-Block   | 327 plg³ (5,4 L) | 4 x 3,25 plg (101,6 x 82,6 mm)   | 11.0:1                 | Inyección Ramjet               | 375 HP (380 CV; 280 kW) @ 6200 rpm | 350 lb·pie (475 N·m) @ 4600 rpm |
| Big-Block     | 396 plg³ (6,5 L) | 4,094 x 3,76 plg (104 x 95,5 mm) | 11.0:1                 | 1 Carburador Holley de 4 bocas | 425 HP (431 CV; 317 kW) @ 5600 rpm | 415 lb·pie (563 N·m) @ 4000 rpm |
| Big-Block     | 427 plg³ (7 L)   | 4,25 x 3,76 plg (108 x 95,5 mm)  | 10.25:1                | 1 Carburador Holley de 4 bocas | 390 HP (395 CV; 291 kW) @ 5200 rpm | 460 lb·pie (624 N·m) @ 3600 rpm |
| Big-Block     | 427 plg³ (7 L)   | 4,25 x 3,76 plg (108 x 95,5 mm)  | 10.25:1                | 1 Carburador Holley de 2 bocas | 400 HP (406 CV; 298 kW) @ 5400 rpm | 460 lb·pie (624 N·m) @ 3600 rpm |
| Big-Block     | 427 plg³ (7 L)   | 4,25 x 3,76 plg (108 x 95,5 mm)  | 11.0:1                 | 1 Carburador Holley de 4 bocas | 425 HP (431 CV; 317 kW) @ 5600 rpm | 460 lb·pie (624 N·m) @ 4000 rpm |

## Tercera generación (C3) (1967-1982)

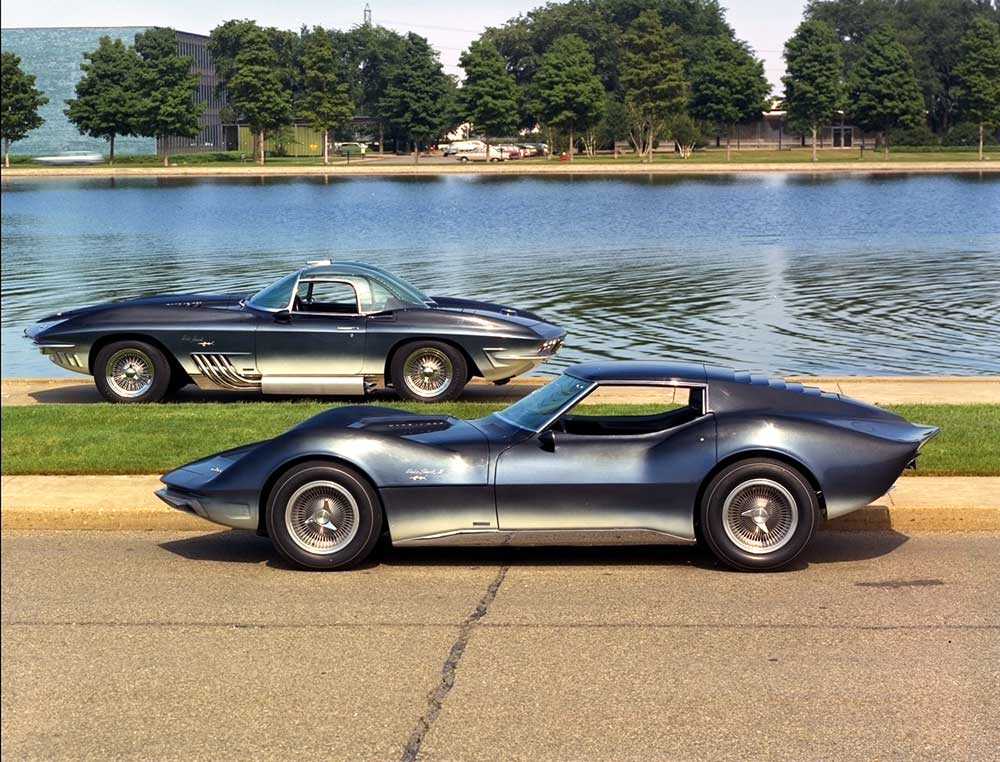
Mako Shark I y II en el GM Heritage Center.

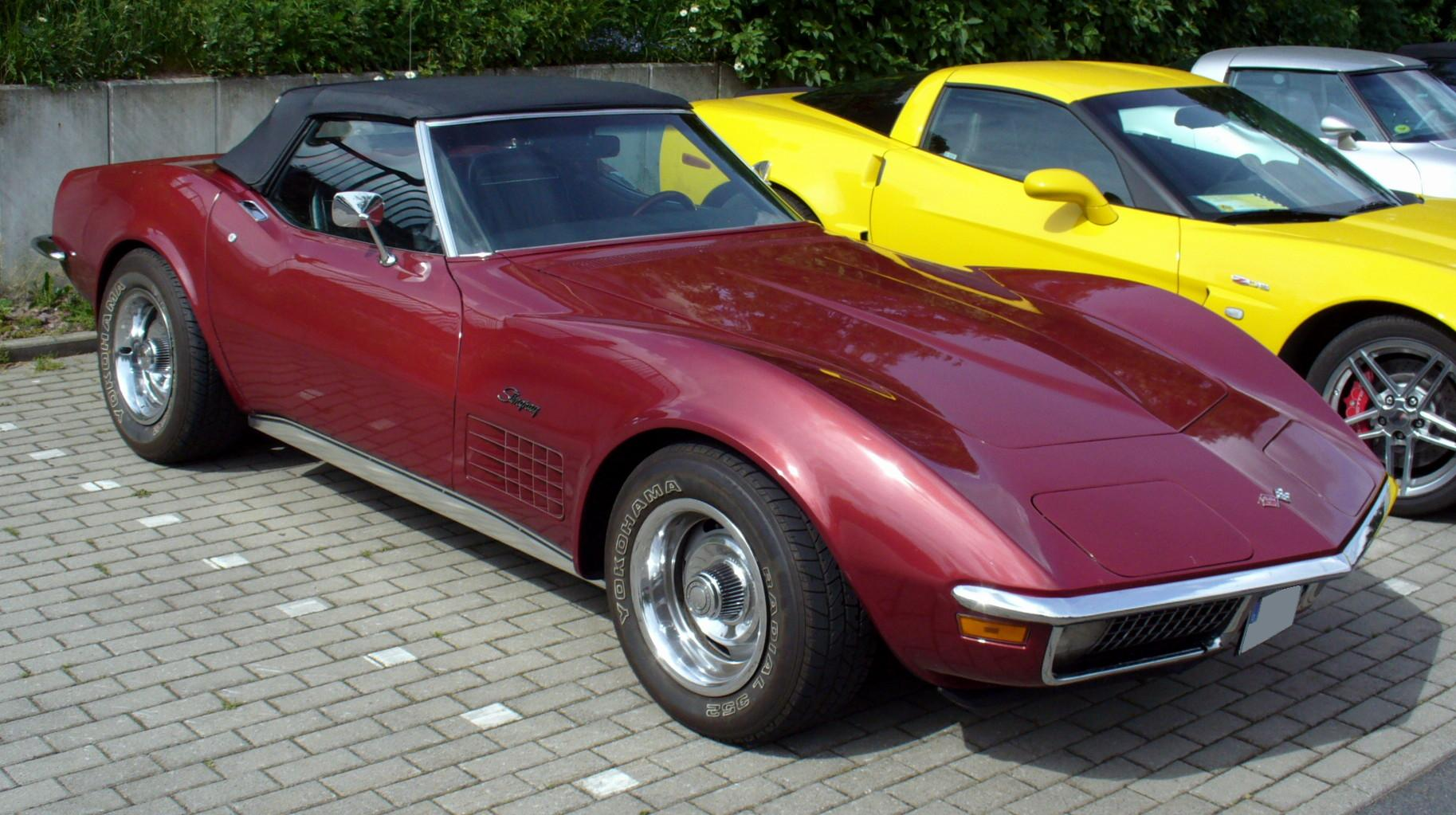
Cabrio de 1970 en rojo oscuro.

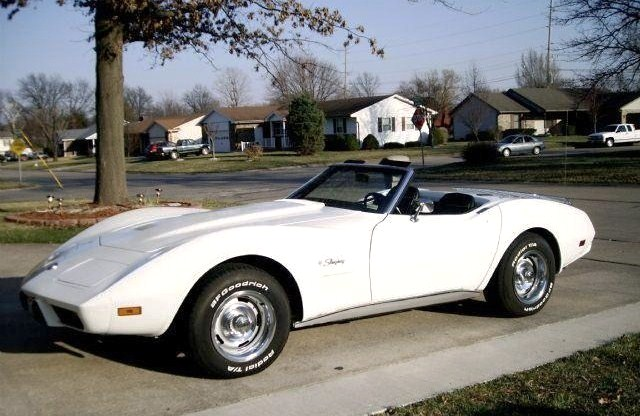
Stingray descapotable de 1975.

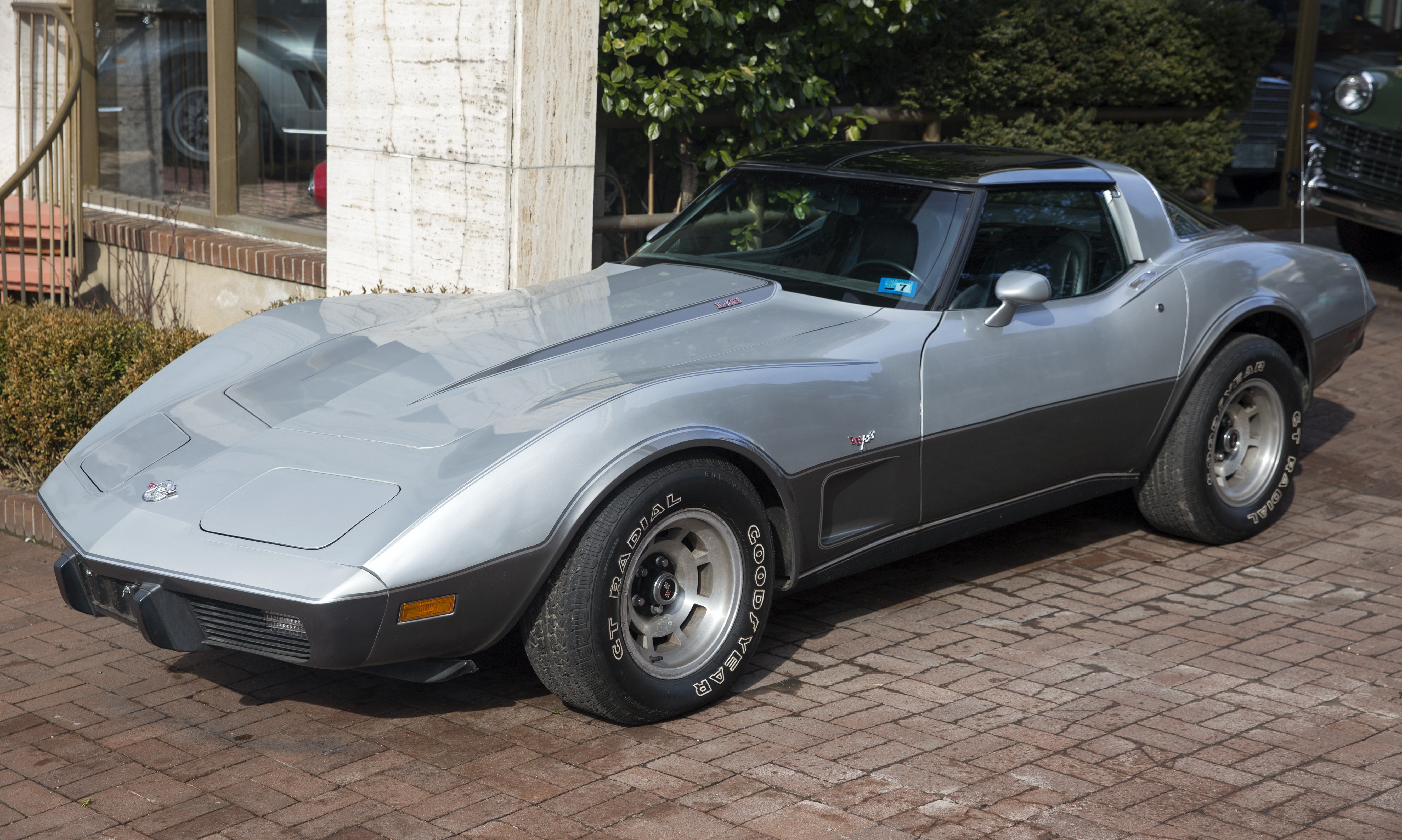
Cupé plateado edición 25º Aniversario de 1978.

Después del corto período de vida del primer Stingray con solamente 4 años, el Corvette C3 (segunda generación del Stingray), estuvo en el mercado por 14 años. Durante su larga vida recibiría diversos cambios debido a leyes y la Crisis del petróleo de 1973. Los motores y chasis fueron heredados del Stingray original, pero la carrocería y los interiores fueron totalmente nuevos.
La tercera generación o "Tiburón", el modelo prototipo de Chevrolet "Mako Shark II", que también fue diseñado por Larry Shinoda y bajo la dirección de Bill Mitchell, comenzó a fabricarse desde el otoño de 1967 y terminó hasta 1982.
En 1968, la carrocería también en fibra de vidrio como las generaciones anteriores y el interior eran completamente nuevos, mientras que se conservaban casi intactos, aunque con algunas modificaciones menores, tanto el chasis, como la suspensión trasera y el sistema de frenos. Se ofrecía en carrocerías cupé o descapotable, donde la primera tenía nuevos paneles de techo extraíbles tipo "targa" y la luna trasera practicable. La versión descapotable disponía de techo de lona y como opción un hardtop o techo rígido con luna trasera de cristal. También poseía faros escamoteables delanteros y el limpiaparabrisas delantero estaba oculto.
El volante era de tres radios y tras este, tenía dos grandes esferas que mostraban el velocímetro y el tacómetro. En el tablero central se encuentran el resto de esferas con información sobre la presión del aceite, temperatura del agua, amperímetro, indicador de combustible y reloj analógico. La batería fue instalada tras los asientos para conseguir un mejor reparto de peso en el vehículo. La gama de motores y transmisiones se mantuvo casi intacta desde la generación anterior, partiendo como base del V8 “Small-Block” de 327 plg³ (5,4 L) con una potencia de 300 HP (304 CV; 224 kW) hasta el “Big-Block” de 427 plg³ (7 L) en aluminio de la versión ZL1, que alcanzaba la cifra de 435 HP (441 CV; 324 kW). Visualmente podíamos diferenciar a un Corvette C3 "Small-Block" de un "Big-Block" mirando el cofre, el cual en los 427 plg³ (7 L) la zona abultada del centro es sensiblemente mayor para albergar un motor de mayor tamaño y posee dos entradas de aire simuladas, además de mostrar el logo 427 en ambos lados.
En 1970 es el primer año para el LT-1 “Small-block” de 350 plg³ (5,7 L) con 370 HP (375 CV; 276 kW) y para el “Big-Block” de 454 plg³ (7,4 L) 390 HP (395 CV; 291 kW), en sustitución del 427. La transmisión manual de 3 velocidades es desechada quedando como estándar la de 4 velocidades. Llegaban como opciones la tapicería de cuero y revestimiento de madera en salpicadero y puertas.
Este mismo año GM lanzó al mercado la edición especial ZR1, que era una opción exclusivamente para el motor LT-1 con un sobre coste, el cual incluía transmisión de 4 velocidades, frenos más potentes, radiador de aluminio y suspensión revisada con muelles especiales, amortiguadores y barra estabilizadora. Con este paquete no se podían incluir otras opciones de confort como elevalunas eléctricos, dirección asistida, aire acondicionado o radio. Solamente se llegaron a construir 53 unidades entre 1970 y 1972.
El Stingray ZR2 solamente era disponible para el 454 plg³ (7,4 L) y se ofreció durante un año, entre 1971 y 1972. Este paquete era una opción que ofrecía exactamente los mismos añadidos que el ZR1, aunque en este caso era aplicado al V8 454 LS-6.
Entre 1972 y 1973, las leyes norteamericanas obligan a GM modificar al Stingray por diversos factores, ya que el frontal cambia en dos ocasiones: en principio, en 1972 se prohíbe el uso de defensas de acero por la seguridad de los peatones en caso de accidente. Tras este pequeño retoque, las nuevas pruebas de seguridad en caso de choque frontal, obliga a todos los vehículos del mercado estadounidense a “extender” la defensa delantera. Sin embargo, en GM esta ampliación hizo que el vehículo se estilizara todavía más teniendo un morro más alargado marcando su silueta deportiva.
La crisis del petróleo de 1973 creó un cambio en la necesidad de los clientes que demandaban más los "Small-Block" que los enormes "Big-Block", esto provocó que en 1974 el Big-Block desapareciese de la gama de motores y los “bloques pequeños” se convirtieron en la única opción disponible. A pesar de seguir siendo motores V8, fueron disminuyendo su potencia hasta tocar fondo en 1975 con el V8 L48 de 165 HP (167 CV; 123 kW), comparable en potencia a los motores del C1 de 1953.
En 1975 aparecen los primeros modelos con convertidor catalítico, ya que las leyes medioambientales lo exigían. El 1976 se puso fin a la venta del descapotable por no cumplir con las nuevas estrictas normas federales, el cual regresó hasta 1986 durante la cuarta generación, por lo que los siguientes 10 años solamente existía el cupé, lo cual es contradictorio teniendo en cuenta que fue concebido precisamente como un descapotable.
En 1977 sale de la fábrica la unidad número 500 000 y se celebra rediseñando el interior completamente contando con acabados y volante en piel. En 1978 se modifica la luneta trasera aumentando su tamaño y otorgando mayor visibilidad para el conductor. En 1980 sufre su último cambio estético, ya que el perfil se vuelve más bajo y el alerón posterior es integrado en la carrocería.
En 1981 General Motors traslada la producción a la planta de Bowling Green (Kentucky), donde hasta la fecha se sigue fabricando. El último de la tercera generación se fabricó en 1982 junto a una nueva caja de cambios manual con overdrive.

### Hot Wheels

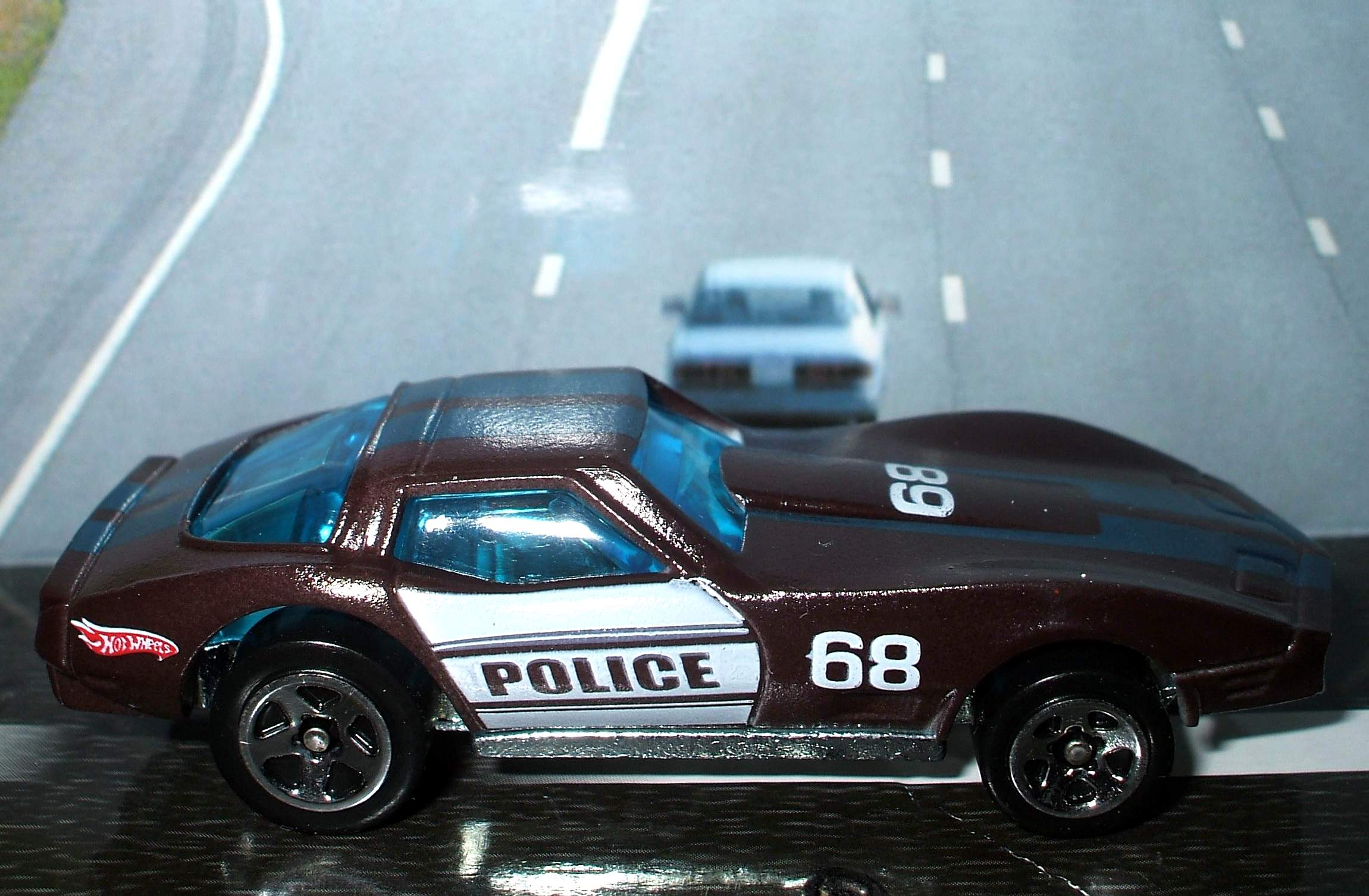
Stringray 1968 de Hot Wheels como vehículo policial de Estados Unidos.

El año 1968 también marcó la introducción de la línea de coches de juguete Hot Wheels, ahora famosa de Mattel. General Motors había hecho su mejor intento para mantener la aparición de un próximo coche en secreto, pero el lanzamiento de la línea de Hot Wheels varias semanas antes de la inauguración del Corvette, tenía una cierta versión de particular interés para los aficionados: el "Custom Corvette", un coche autorizado por General Motors del modelo 1968. El vehículo sufrió algunas modificaciones que lo hacían parecer otro modelo, hacia el final de la vida útil de la generación, el caso más recordado es el de la luneta trasera en forma de burbuja, emulando un poco al Porsche 924.

### Producción
| Año   | Cupé    | Descapotable | Total   |
| ----- | ------- | ------------ | ------- |
| 1968  | 9,936   | 18,630       | 28,566  |
| 1969  | 22,129  | 16,633       | 38,762  |
| 1970  | 10,668  | 6,648        | 17,316  |
| 1971  | 14,680  | 7,121        | 21,801  |
| 1972  | 20,496  | 6,508        | 27,004  |
| 1973  | 25,521  | 4,943        | 30,464  |
| 1974  | 32,028  | 5,474        | 37,502  |
| 1975  | 33,836  | 4,629        | 38,465  |
| 1976  | 46,558  |              | 46,558  |
| 1977  | 49,213  |              | 49,213  |
| 1978  | 46,776  |              | 46,776  |
| 1979  | 53,807  |              | 53,807  |
| 1980  | 40,614  |              | 40,614  |
| 1981  | 40,606  |              | 40,606  |
| 1982  | 25,407  |              | 25,407  |
| Total | 472,275 | 70,586       | 542,861 |

### Motores
| Tipo de motor              | Cilindrada       | Diámetro x carrera               | Relación de compresión | Carburador                             | Potencia máxima                                            | Par máximo                                       |
| -------------------------- | ---------------- | -------------------------------- | ---------------------- | -------------------------------------- | ---------------------------------------------------------- | ------------------------------------------------ |
| LG4 (California solamente) | 305 plg³ (5 L)   | 3,74 x 3,48 plg (95,0 x 88,4 mm) | 8.6:1                  | Rochester                              | 180 HP (182 CV; 134 kW) @ 4200 rpm                         | 255 lb·pie (346 N·m) @ 2000 rpm                  |
| Small-Block                | 327 plg³ (5,4 L) | 4 x 3,25 plg (101,6 x 82,6 mm)   | 10.0:1 a 11.0:1        | Rochester                              | 300 a 350 HP (304 a 355 CV) (224 a 261 kW) @ 5000-5800 rpm | 360 lb·pie (488 N·m) @ 3400-3600 rpm             |
| Small-Block                | 350 plg³ (5,7 L) | 4 x 3,48 plg (101,6 x 88,4 mm)   | 8.5:1 a 11.0:1         | Rochester o Holley                     | 165 a 370 HP (167 a 375 CV) (123 a 276 kW) @ 3800-6000 rpm | 255 a 380 lb·pie (346 a 515 N·m) @ 2400-4000 rpm |
| Big-Block                  | 427 plg³ (7 L)   | 4,25 x 3,76 plg (108 x 95,5 mm)  | 10.25:1 a 11.0:1       | Tri-Power (triples) Holley o Rochester | 390 a 435 HP (395 a 441 CV) (291 a 324 kW) @ 5400-5800 rpm | 460 lb·pie (624 N·m) @ 4000 rpm                  |
| Big-Block                  | 454 plg³ (7,4 L) | 4,25 x 4 plg (108 x 101,6 mm)    | 8.5:1 a 11.0:1         | Rochester o Holley                     | 270 a 460 HP (274 a 466 CV) (201 a 343 kW) @ 4000-5700 rpm | 390 a 490 lb·pie (529 a 664 N·m) @ 3200-5200 rpm |

## Cuarta generación (C4) (1983-1996)

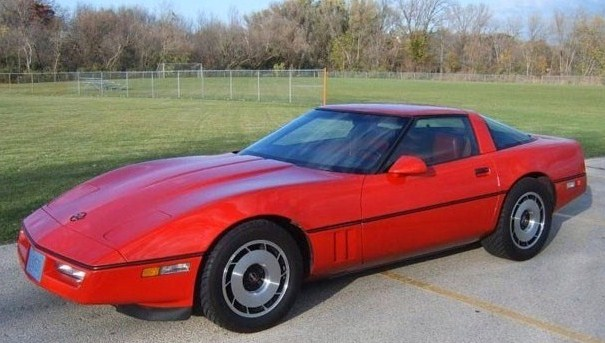
Cupé de 1984.

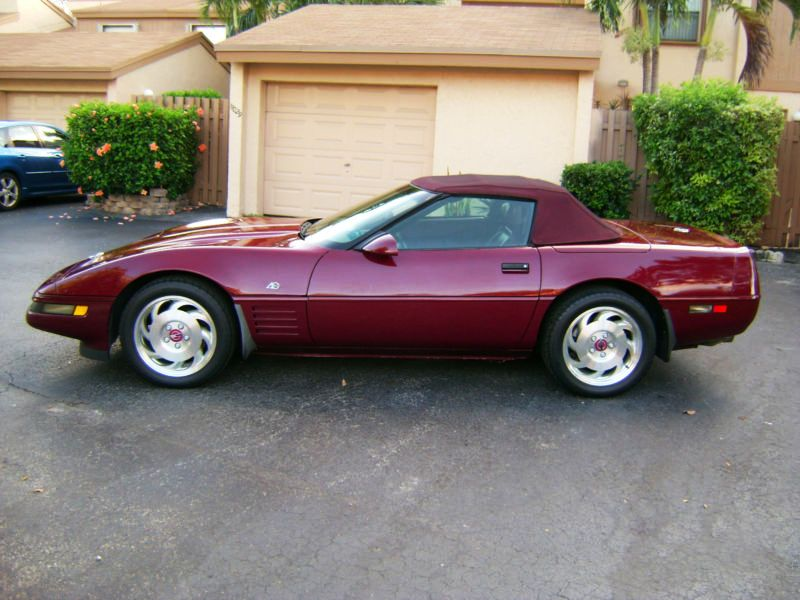
Descapotable 40.º Aniversario de 1993.

La producción de la cuarta generación comenzó en 1983 con el modelo 1984, ya que el modelo del año 1983 fue omitido debido a los problemas de producción, aunque los 44 prototipos del modelo 1983 se completaron. Una parte de lo producido se muestra en el Museo Nacional de Corvette en Bowling Green, Kentucky. Su producción finalizó el 20 de junio de 1996.
Los editores de la Guía del Consumidor declararon: "El primer Corvette totalmente rediseñado en 15 años era más sofisticado y más práctico que el aclamado Shark. Y al igual que las generaciones anteriores, el nuevo C4 solamente mejoró con el tiempo." Volvió el descapotable con motores de altas prestaciones, ejemplificados por los 375 HP (380 CV; 280 kW) del LT5 en el ZR-1. A principios de marzo de 1990, el ZR-1 establecería un nuevo récord en las 24 horas-5000 millas (8000 km) por ir más de 175 mph (282 km/h). Aunque los precios aumentaron, aunque las ventas disminuyeron, la cuarta generación ganó su propio público fiel.
Era conocido por su evolución, aspecto elegante y moderno. Con las características salidas de aire a los lados en las aletas delanteras de fibra de vidrio de sus antepasados, las defensas y paneles traseros del C4 fueron hechos de plástico moldeado SMC, un poliéster reforzado con fibra de vidrio fabricado por moldeo por compresión. El cupé fue el primer modelo de producción en tener una ventana trasera panorámica practicable de vidrio sin división, ya que la edición limitada de 1982 "Edición de Coleccionista" fue el primero equipado con esta función, para un mejor acceso al maletero. También tenía los nuevos frenos de disco con pinzas (cálipers) de aluminio. Venían de serie con un salpicadero electrónico digital con pantalla de cristal líquido para el velocímetro, tacómetro y otras funciones importantes del motor.
Representa una ruptura con la anterior generación por su chasis completamente nuevo y un elegante estilo moderno. Las regulaciones de emisiones seguían cambiando y la gestión electrónica del motor todavía estaba en su infancia; la potencia era baja en comparación con las generaciones anteriores. Por lo tanto, el énfasis principal durante su diseño, al menos para el lanzamiento, estaba en el manejo. El precio a pagar por este énfasis fue peor confort de marcha, sobre todo con el Z51 con el paquete opcional para aumentar la manejabilidad.
No hizo uso de la construcción separada de carrocería y chasis al igual que sus predecesores. En su lugar, utiliza lo que GM denomina un "UniFrame", que consistía en un marco perimetral tradicional, con los marcos de puertas, marco del parabrisas, arco de seguridad y la parte trasera (bandeja y suelo del maletero integrado en un conjunto soldado). Este vehículo no es monocasco, ya que ninguno de los paneles exteriores de la carrocería eran partes estructurales. Debido a una decisión de diseño por utilizar una parte superior Targa en lugar de T-tops, no hubo parte estructural desde el marco del parabrisas hacia el arco del pilar C, al contrario del C3. Esto requiere rieles laterales muy altos en el marco para mantener la rigidez del chasis y, como resultado, los umbrales de las puertas eran bastante profundos, con entrada y salida comparado por revistas de automóviles contemporáneos con una experiencia de "caer al salir". La parte superior targa estaba atornillada en su lugar, convirtiéndose en un componente estructural, en lugar de simplemente desprenderse como T-tops. A pesar de los largueros del bastidor de altura, era propenso a los traqueteos y chirridos, especialmente la parte superior, el targa. El freno de emergencia, que se encuentra entre el umbral de la puerta y el asiento del conductor, se movió más abajo y hacia la parte trasera del coche en 1988 para facilitar la entrada y la salida.
De 1984 a 1988, estaba disponible con una transmisión Doug Nash 4 + 3 manual de 4 velocidades acoplada a una automática con overdrive de 3 velocidades, accionando el overdrive para las tres marchas superiores con un botón en la consola. Esta transmisión inusual fue una sinergia que le permite mantener una buena velocidad crucero añadiendo un overdrive. Mientras que la tecnología avanzaba, fue sustituido por un moderno cambio manual ZF de 6 velocidades. Sin embargo, el rendimiento fue obstaculizado por su motor L98 de 250 HP (253 CV; 186 kW) hasta 1992, cuando la segunda generación del "Small-Block" LT1 se introdujo, mejorando notablemente el rendimiento. En 1996 fue un punto culminante de desarrollo del Small-Block LT4 y sus 330 HP (335 CV; 246 kW) que se introdujo en todos los vehículos de transmisión manual.
El modelo 1986 vio la reintroducción del descapotable y fue nombrado como el coche de seguridad de las 500 Millas de Indianápolis. También vio la introducción del sistema pasivo antirrobo "Pass Key I", en el que cada tecla contiene una bolita especial que podría ser detectado e identificado por el sistema informático del coche mediante la detección de la resistencia eléctrica. Siendo temprano en el despliegue de esta nueva tecnología, solamente había 15 diferentes valores disponibles de resistencia, que, una vez que los ladrones descubrieron esta debilidad, redujo notablemente la seguridad de este sistema.
En 1983, 44 modelos fueron fabricados con Número de identificación del vehículo (VIN), pero ninguno de ellos fue lanzado al público, debido a las nuevas normas restrictivas de contaminación en California que este modelo no podría superar y se pasó a fabricar directamente el de 1984, que fueron producidos durante 17 meses. Todos fueron destruidos, excepto uno con el VIN 1G1AY0783D5100023 en color blanco con interior azul medio, con un motor L83 de 350 plg³ (5,7 L), 205 HP (208 CV; 153 kW) y transmisión automática de 4 velocidades, que fue retirado al Museo Nacional de Corvette en Bowling Green, Kentucky. Curiosamente llamado en su día "el supervivente", volvió a sobrevivir al hundimiento de citado museo.

### ZR-1 (1990–1995)

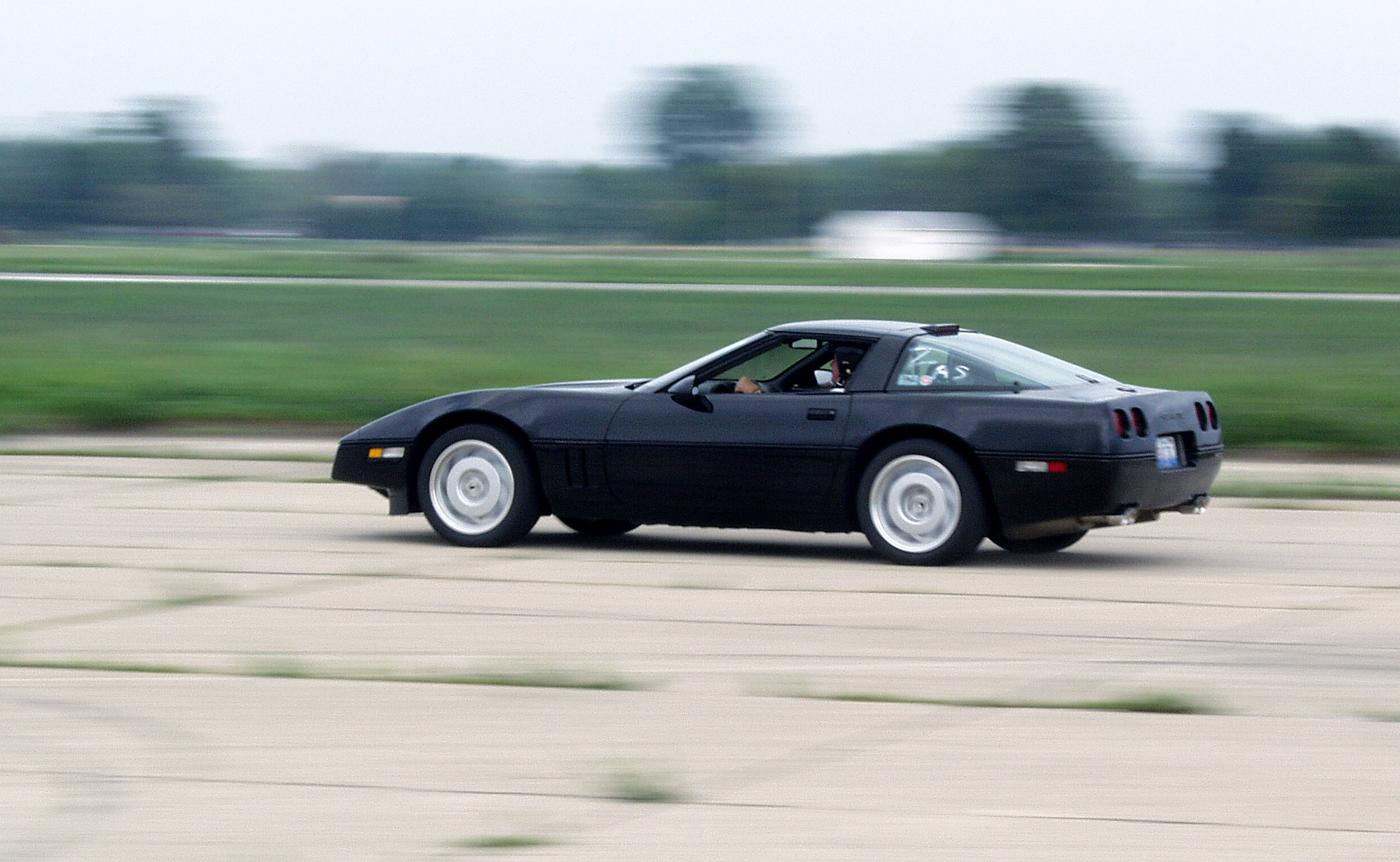
ZR-1 de 1990.

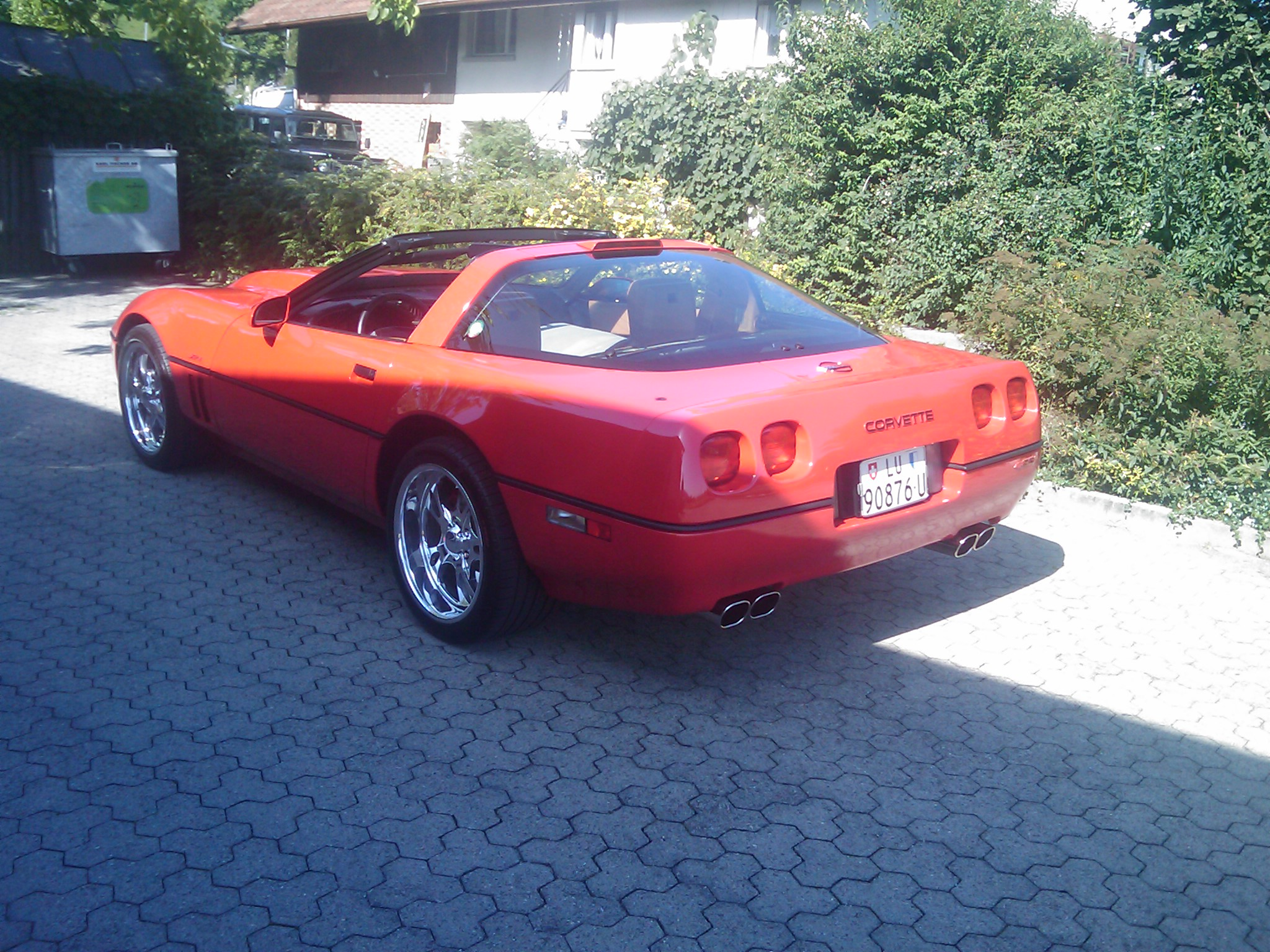
Vista trasera de un ZR-1 de 1992.

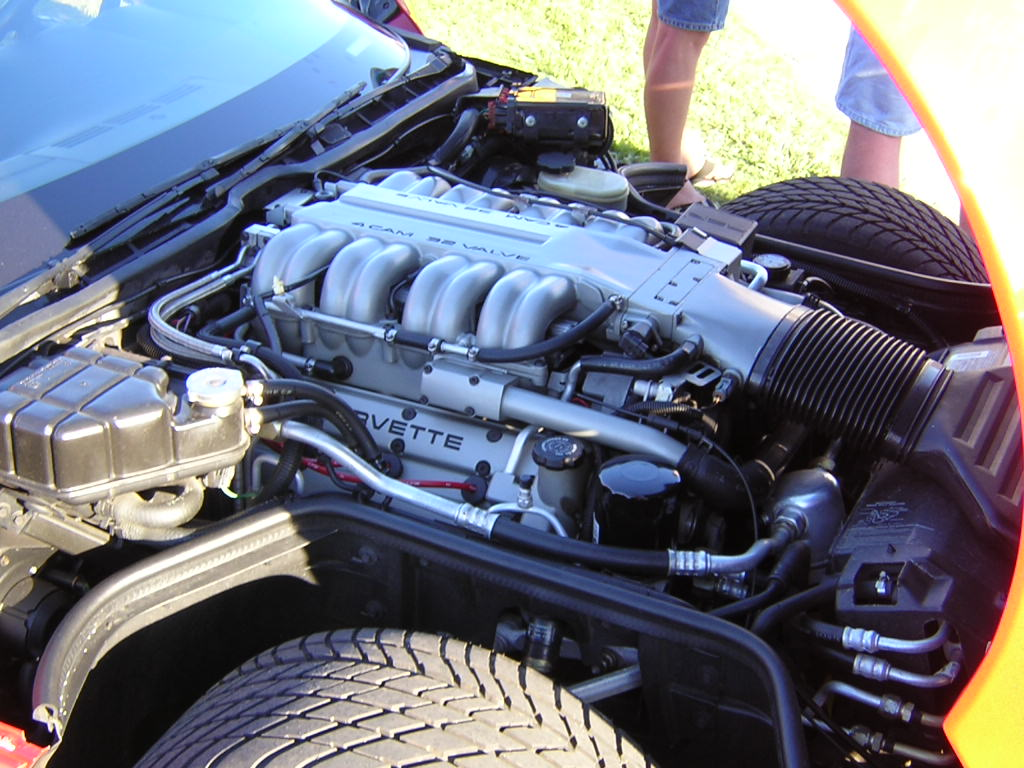
Motor LT5 en un ZR-1.

Durante 1986, General Motors adquirió el Grupo Lotus, la consultora de ingeniería y fabricación de automóviles en el Reino Unido. La división Corvette se acercó a Lotus con la idea de desarrollar el coche de producción más rápido del mundo, basado en la cuarta generación. Con el aporte de GM, Lotus diseña un nuevo motor para colocar en lugar del L98 V8 de la versión estándar, cuyo resultado fue lo que GM apodaba el "LT5", un V8 con bloque de aluminio con los mismos centros de calibre del L98, pero con doble (DOHC) árbol de levas y cuatro válvulas por cilindro (32 en total). Lotus también diseñó un sistema único de gestión de aire para el motor para proporcionar una banda de potencia más amplia mediante el corte de 8 de los 16 corredores de admisión y los inyectores de combustible cuando el motor estaba en parte del acelerador, mientras que el ZR-1 todavía da 375 HP (380 CV; 280 kW) con el acelerador abierto. Además del motor, Lotus ayudó a GM a diseñar en el ZR-1, que en la versión prototipo fue llamado "King of the Hill", los sistemas de frenado y dirección mejoradas, así como a escoger la configuración de la "FX3" estándar de control de amortiguación activa ajustable para el coche, que ayudaba a garantizar que el vehículo fuera algo más que un muscle car con un motor grande y sin capacidad real en la pista.
GM reveló que el motor requería un montaje especial y que ni la planta de Bowling Green, Kentucky, ni ninguna de sus instalaciones de producción normales podría manejar la carga de trabajo, por lo que la Corporación Mercury Marine de Stillwater, Oklahoma fue contratada para montar los motores y enviarlos a la fábrica de en Bowling Green, donde se estaban montando los ZR-1. El vehículo salió a la venta en 1990 y solamente estaba disponible como un cupé. Fue distinguible de otros por su sección de cola más ancha, ruedas traseras de 11 pulgadas (27,9 cm) y su nueva trasera convexa con cuatro pilotos traseros de forma cuadrada y una tercera luz de freno CHMSL (Center High Mounted Stop Lamp) en la parte superior del vidrio de la puerta, en vez de entre las luces traseras.
Aparece impresionante tanto en términos de capacidades de aceleración y manejo, pero llevaba consigo un precio asombrosamente alto para de 375 HP (380 CV; 280 kW) en 1990, que fue de US$58 995, casi el doble del precio de uno no ZR-1 con 250 HP (253 CV; 186 kW), con lo que se habían disparado los precios a US$66 278 en 1995; incluso algunas unidades hasta US$ 100 000, lo que significaba que el ZR-1 estaba compitiendo en el mismo rango de precios de coches como el Porsche 964, por lo que era difícil de vender para los concesionarios de GM.
En 1991, el modelo ZR-1 y la base recibió actualizaciones en el chasis, el interior, y las ruedas. La trasera convexa que fijó el 1990 ZR-1, se abrió camino a todos los modelos, por lo que el caro ZR-1 todavía era menos distinguible. Otros cambios fueron realizados en 1992, incluyendo insignias extras ZR-1 en las salpicaderas y la introducción del ASR o el control de tracción. Para el año modelo 1993, se hicieron modificaciones en el diseño de Lotus de las cabezas de los cilindros, sistema de escape y tren de válvulas del LT5, elevando la potencia hasta 405 HP (411 CV; 302 kW), además de un nuevo sistema de control de emisiones de recirculación de gases de escape mejorado. El modelo se mantuvo casi sin cambios en 1995, después de que el ZR-1 se interrumpió como resultado de la disminución del interés, el desarrollo de los motores de la serie LS, el costo y la llegada de la generación C5. Un total de 6939 ZR-1 fueron fabricados durante un período de seis años.
El ZR-1 era extremadamente rápido: de 0 a 60 mph (97 kilómetros por hora) en 4,4 segundos y una velocidad máxima de más de 180 mph (290 km/h), ya que el gran rendimiento del motor LT5 fue igualado por su robustez. Como prueba de ello, estableció un número de récords internacionales y mundiales en una pista de pruebas en Fort Stockton, Texas el 1 de marzo de 1990, verificado por la FIA, incluyendo récords internacionales como:
- 100 millas (161 km) a 175,6 mph (282,6 km/h)
- 500 millas (805 km) a 175,503 mph (282,445 km/h)
- 1000 millas (1600 km) a 174,428 mph (280,715 km/h)
- 5000 millas (8000 km) a 173,791 mph (279,69 km/h) (Récord mundial).
- 12 Horas de Sepang (anteriormente conocidas como la Malasia Merdeka Endurance Race) a 175,523 mph (282,477 km/h).

### Grand Sport

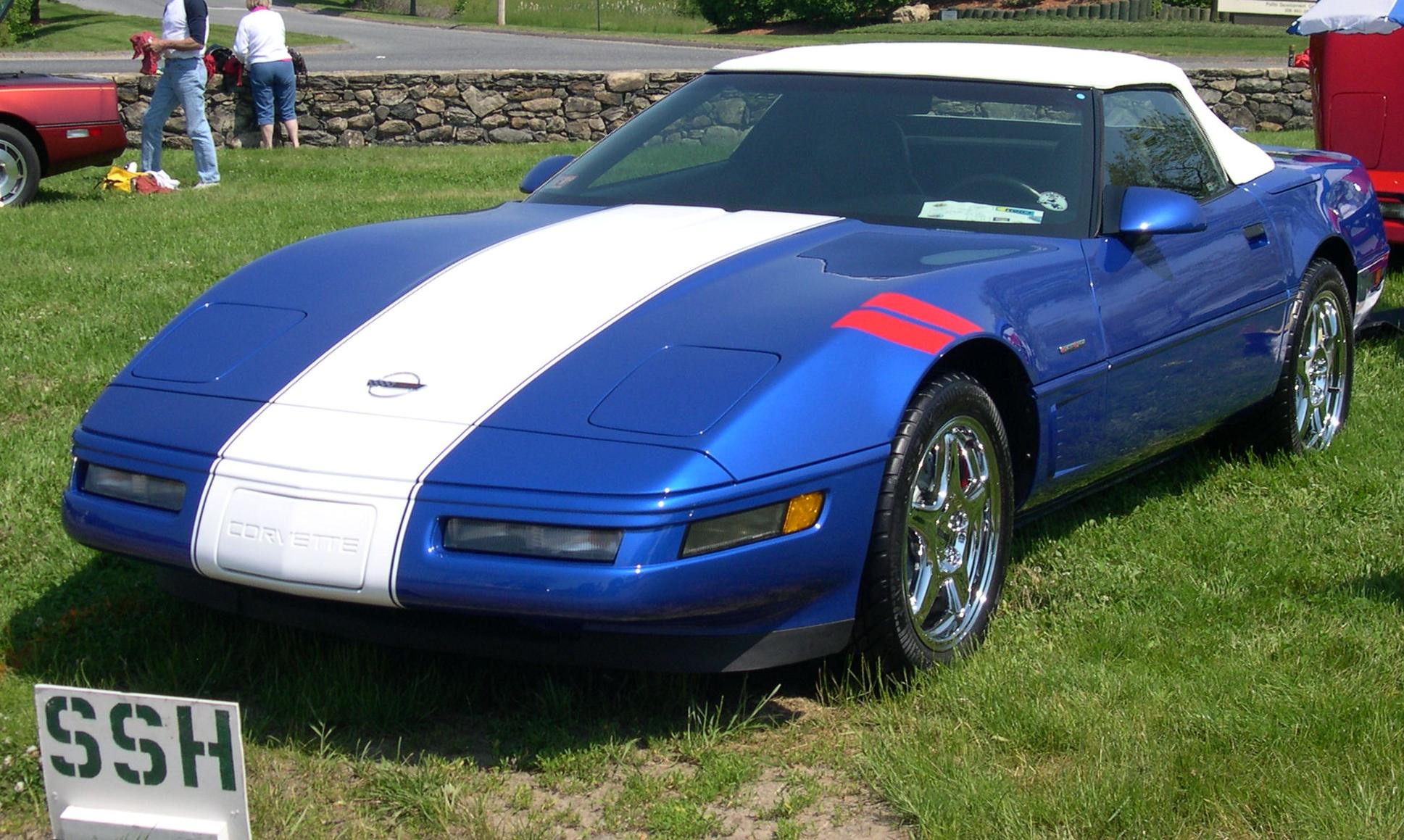
Grand Sport de 1996.

Chevrolet lanzó la versión Grand Sport (GS) en 1996 para conmemorar el final de la producción de la cuarta generación C4, como opción RPO Z16. El apodo Grand Sport es un guiño al modelo original producido en 1963, del cual se produjeron un total de 1000 GS, de los cuales 810 fueron cupé y los 190 restantes como descapotables. Incluía el motor V8 LT4 de alto rendimiento, que producía 330 HP (335 CV; 246 kW) y 340 lb·pie (461 N·m) de par máximo, disponible únicamente con la transmisión manual de seis velocidades. Se produjo solamente en azul Admiral (almirante) con una raya en blanco ártico en el medio y las ruedas negras con dos rayas rojas de almohadilla en arco de la rueda del lado del conductor delante añadido a su aspecto distintivo.
Estaban equipados con llantas P275/40ZR-17 x 9,5 pulgadas (43,2 x 24,1 cm) delante y P315/35ZR-17 x 11 pulgadas (43,2 x 27,9 cm) atrás. Los descapotables por su parte, estaban equipados con P255/45ZR-17 x 8,5 pulgadas (43,2 x 21,6 cm) delante y P285/40ZR-17 x 9,5 pulgadas (43,2 x 24,1 cm) atrás. Los cupé venían con llamas moldeadas en los laterales por arriba de los arcos de la salpicadera trasera, mientras que los descapotables no las incluían. Las llantas eran las mismas que el ZR-1 modelo 1994-1995 de cinco rayos, excepto por el la pintura en acabado negro brillante y de 50 mm para compensar en relación con las de 36 mm del ZR-1. Un acabado especial de las pinzas (cálipers) de freno en negro brillante con la leyenda "Corvette" en aluminio brillante, también fueron parte de las opciones.
Las opciones a escoger de los colores del interior eran limitadas totalmente en negro o una única combinación de rojo antorcha y negro, es decir, asientos en rojo y alfombrillas en negro y con la leyenda escrita "Grand Sport" bordada en los reposacabezas.
Todos los Grand Sport venían con su propio y único Número de identificación de vehículo (VIN) secuencial, distinto de los modelos 1996 de producción regular. El otro modelo que tenía un único VIN secuencial era el ZR-1 de 1990-1995.
El C4 es considerado como uno de los peores Corvette de la historia, mientras que la "Z" es en honor a Zora Arkus-Duntov.

### Producción
| Año   | Cupé    | Descapotable | ZR-1  | Total   |
| ----- | ------- | ------------ | ----- | ------- |
| 1984  | 51,547  |              |       | 51,547  |
| 1985  | 39,729  |              |       | 39,729  |
| 1986  | 27,794  | 7,315        |       | 35,109  |
| 1987  | 20,007  | 10,625       |       | 30,632  |
| 1988  | 15,382  | 7,407        |       | 22,789  |
| 1989  | 16,663  | 9,749        |       | 26,412  |
| 1990  | 12,967  | 7,630        | 3,049 | 23,646  |
| 1991  | 12,923  | 5,672        | 2,044 | 20,639  |
| 1992  | 14,102  | 5,875        | 502   | 20,479  |
| 1993  | 15,450  | 5,692        | 448   | 21,590  |
| 1994  | 17,536  | 5,346        | 448   | 23,330  |
| 1995  | 15,323  | 4,971        | 448   | 20,742  |
| 1996  | 17,167  | 4,369        |       | 21,536  |
| Total | 276,590 | 74,651       | 6,939 | 358,180 |

### Motores
| Código de motor | Diámetro x carrera                | Relación de compresión | Inyección        | Potencia máxima                                            | Par máximo                                  |
| --------------- | --------------------------------- | ---------------------- | ---------------- | ---------------------------------------------------------- | ------------------------------------------- |
| L83             | 101,6 x 88,4 mm (4,00 x 3,48 plg) | 9.0:1                  | Electrónica      | 205 HP (208 CV; 153 kW) @ 4300 rpm                         | 290 lb·pie (393 N·m) @ 2800 rpm             |
| L98             | 101,6 x 88,4 mm (4,00 x 3,48 plg) | 9.0:1 a 9.5:1          | Rochester        | 230 a 250 HP (233 a 253 CV) (172 a 186 kW) @ 4000-4400 rpm | 330 a 350 lb·pie (447 a 475 N·m) @ 3200 rpm |
| LT1             | 101,6 x 88,4 mm (4,00 x 3,48 plg) | 10.5:1                 | GM FI            | 300 HP (304 CV; 224 kW) @ 5000 rpm                         | 340 lb·pie (461 N·m) @ 4000 rpm             |
| LT4 Grand Sport | 101,6 x 88,4 mm (4,00 x 3,48 plg) | 10.8:1                 | Secuencial       | 330 HP (335 CV; 246 kW) @ 5800 rpm                         | 340 lb·pie (461 N·m) @ 4500 rpm             |
| LT5 ZR-1        | 99 x 93 mm (3,90 x 3,66 plg)      | 11.0:1                 | Tuned-Port (TPI) | 405 HP (411 CV; 302 kW) @ 5800 rpm                         | 385 lb·pie (522 N·m) @ 5200 rpm             |

## Quinta generación (C5) (1996-2004)

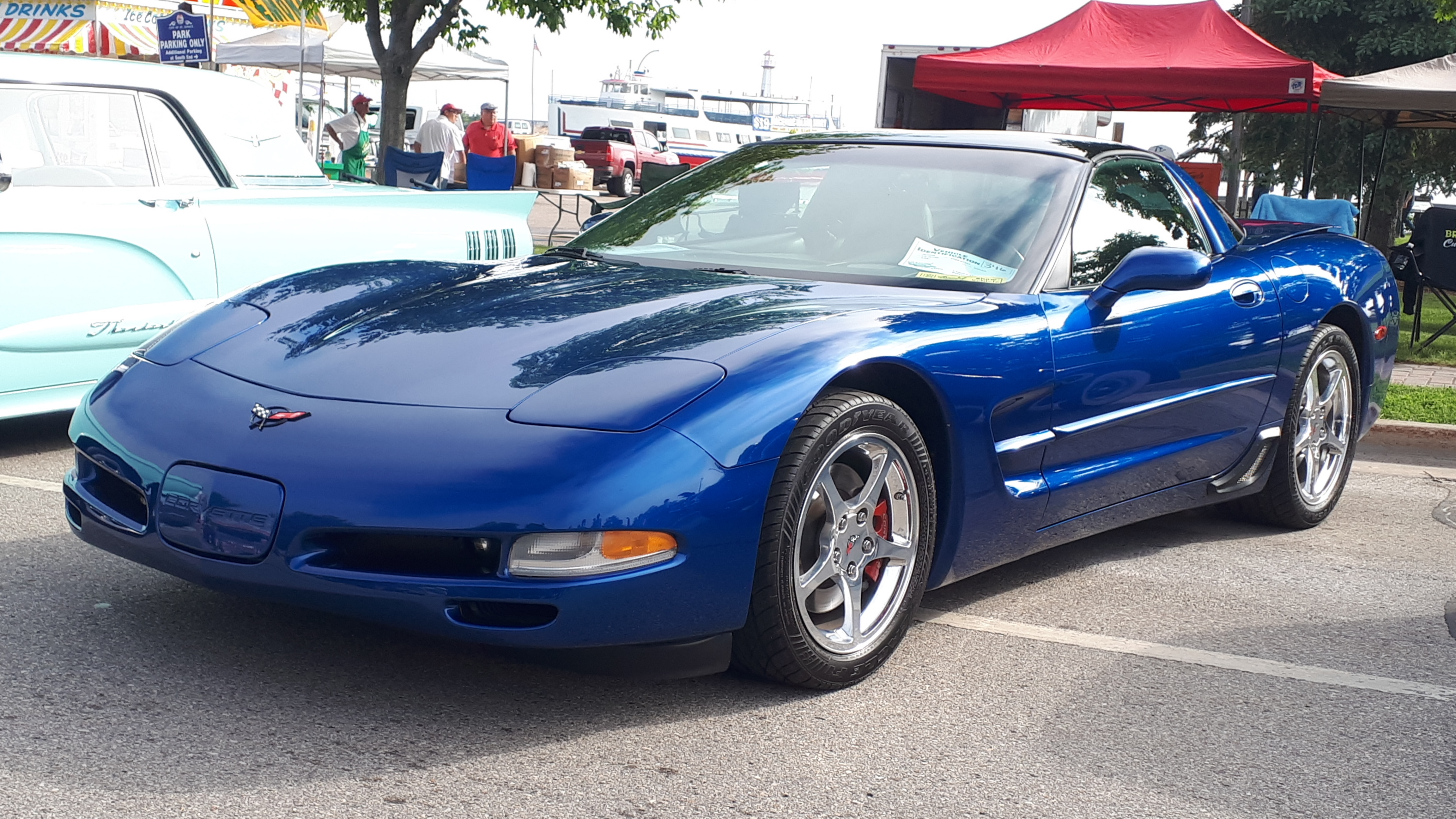
Z06 en la exhibición anual de 2019 en St. Ignace (Míchigan).

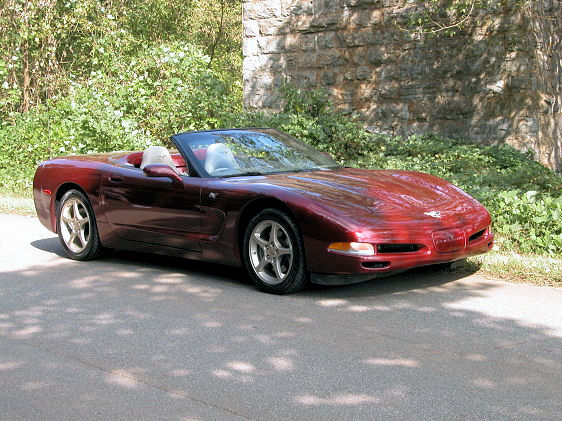
Descapotable 50.º Aniversario de 2003.

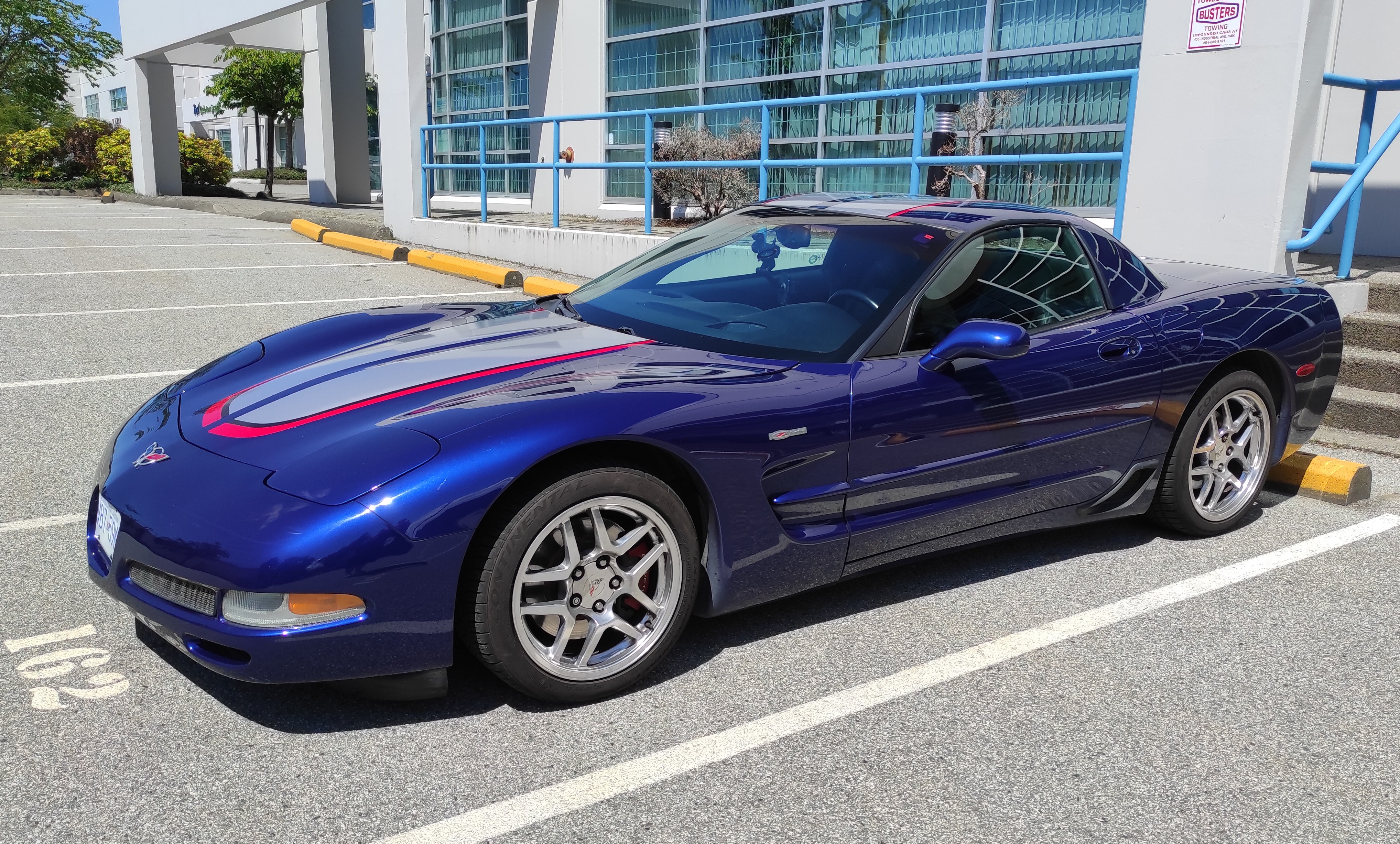
Z06 Commemorative Edition de 2004.

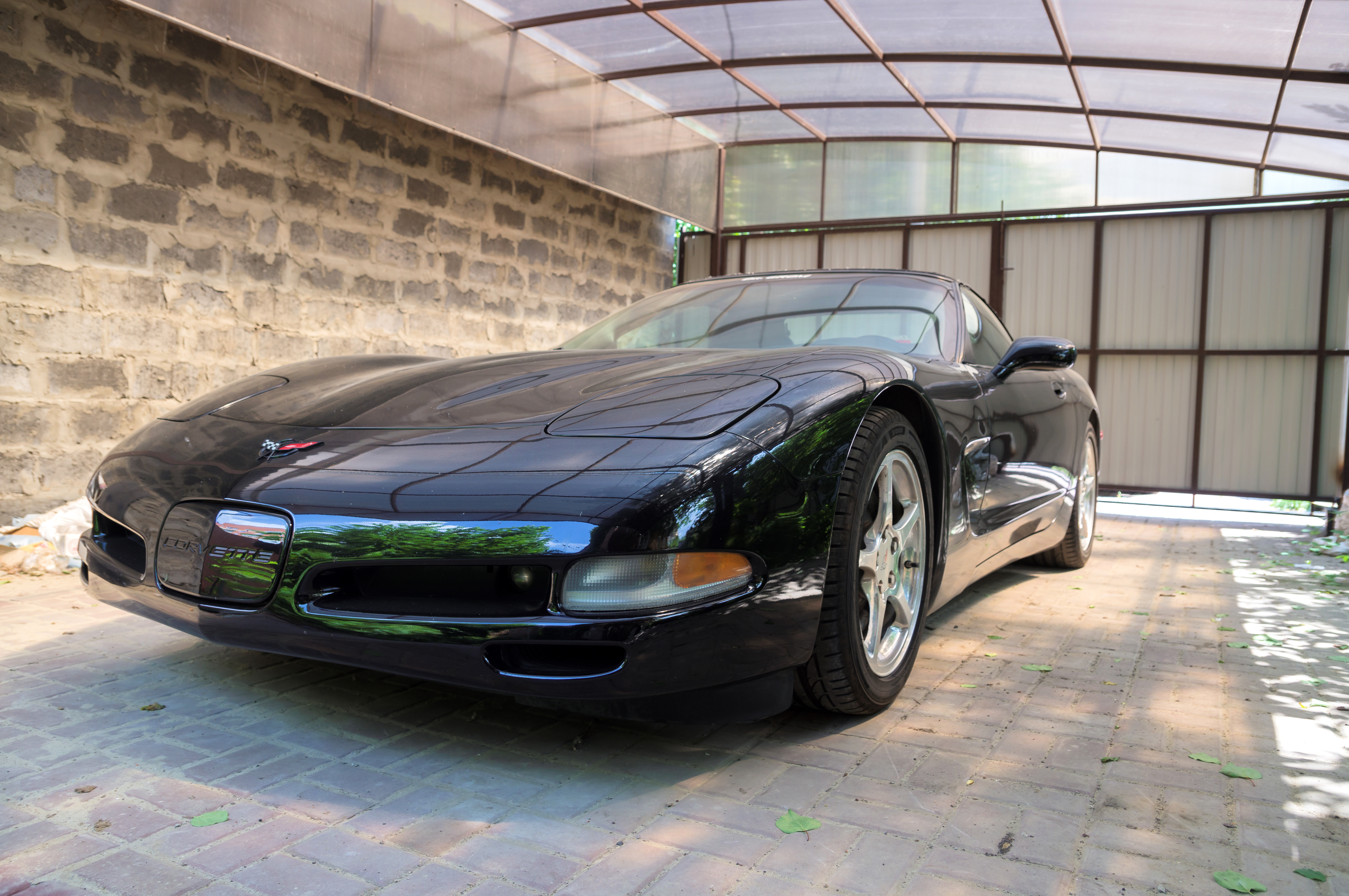
C5 Convertible.

La producción de la quinta generación C5 inició en 1996 y terminó con el modelo 2004, aunque su lanzamiento estaba programado para 1993 para celebrar el 40.º aniversario del modelo, pero tuvo que retrasarse hasta 1996 por falta de liquidez de General Motors, iniciando las ventas en 1997. Chevrolet usó automóviles como el Nissan 300ZX y el Mazda RX-7 como puntos de referencia para la calidad y el estilo, debido a las críticas del anterior C4 que recibió en comparación con sus rivales japoneses. El C5 podía alcanzar una velocidad máxima de 275 km/h (171 mph) y fue juzgado por la prensa del motor que fue mejorado en casi todas las áreas, comparado con la generación anterior, gracias a su mejorada rigidez estructural y su diseño más curvilíneo. La versión Z06 de 2001, sucesor del C5 de capota dura incorporado en 1998, llegaba a los 385 HP (390 CV; 287 kW), mientras que la versión anterior llegaba a unos 335 HP (340 CV; 250 kW). Este aumento en la potencia fue el resultado de utilizar el motor LS6, aunque este solamente se usó en la versión de capota dura. El C5 descapotable no cambió al motor LS6 y, por lo tanto, obtenía 50 HP (51 CV; 37 kW) menos que el cupé. En 2002, la potencia del Z06 aumentó a 405 HP (411 CV; 302 kW).
En esta ocasión, Chevrolet rediseñaba el modelo por completo, desde el bastidor completo hasta el motor V8, estrenando además un nuevo método de fabricación para los largueros principales del bastidor, el hidroconformado, que se basa en la conformación de los materiales mediante un líquido a presión, lo que permite crear piezas idénticas con una gran terminación.
A pesar del nuevo tamaño, estrenaba en 1997 un motor completamente nuevo: el LS1, un nuevo Small block de 5665 cm³ (5,7 L; 345,7 plg³) que contaba con el bloque de aluminio, por lo que a pesar del aumento de tamaño, el C5 era más ligero, pesando unos 36 kg (79 libras) menos y lo que es más importante, por primera vez la transmisión no estaba a continuación del motor en la zona delantera, siendo trasladada sobre el eje trasero en posición "transaxle", lo que favorecía un mejor reparto de pesos y una mejor motricidad gracias al nuevo peso ejercido sobre las ruedas traseras. Su configuración era de nuevos frenos y suspensión, con elementos en aluminio en los trenes rodantes, que equipaban ruedas de medidas P245/45 ZR17 pulgadas (43,2 cm) en el eje delantero y P275/40 ZR18 pulgadas (45,7 cm) en el trasero.
En los 8 años que estuvo en producción, tenía dos mecánicas y dos transmisiones: primero el nuevo motor LS1 de aluminio de 5665 cm³ (5,7 L; 345,7 plg³) inicialmente con 350 HP (355 CV; 261 kW) y que en 2001 era elevado hasta los 355 HP (360 CV; 265 kW). En ese mismo nacía también la versión más radical: el Z06 equipado con una suspensión específica más rígida y deportiva, así como con un derivado del motor LS1 denominado LS6, que elevaba la potencia hasta los 385 HP (390 CV; 287 kW). Al año siguiente, en 2002, se presentaba una nueva versión que llegaba hasta los 405 HP (411 CV; 302 kW). En ambos casos, estaba disponible una caja manual de seis velocidades o una automática de cinco relaciones. El nuevo Z06 era el sucesor espiritual del C4 ZR-1, que había sido desarrollado en conjunto con Lotus, aunque en el caso del nuevo Z06 estaba dirigido más hacia el manejo puro que a la potencia bruta, de ahí que era una evolución del C5 estándar, un poco más ligero y potente, pero que era capaz de batir al anterior ZR-1 en todas las marcas, salvo en la velocidad punta. Las áreas de desarrollo fueron sobre todo en el tren rodante, con nueva suspensión más deportiva y mejor refrigeración para los frenos, así como el añadido de diversas piezas aligeradas como las llantas, que en total pesaba unos 17 kg (37 lb) menos.
Inicialmente, la gama estuvo compuesta en su primer año por la versión cupé, con paneles desmontables en el techo, para añadir la versión descapotable de techo de lona con la introducción del modelo 1998. A estos se les sumaba por primera vez una tercera versión de carrocería denominada Hardtop, que disponía de un pequeño techo rígido que prescindía de la enorme luna trasera que disponía el cupé, la cual era la tercera y más económica variante de la gama, lanzada con el modelo 1999.
Esta generación fue la primera en instalar la suspensión "Magnetic Selective Ride Control", una novedad de General Motors que disponía de un líquido lleno de elementos férreos que actuaban hasta mil veces por segundo, variando la dureza de la suspensión. También fue el primer modelo norteamericano de producción en contar con elementos fabricados de carbono, concretamente el cofre delantero en la versión "Commemorative Edition" del Z06 de 2004.
Se ofrecieron varias ediciones especiales y paquetes opcionales, como el Z06 de 2001, al que se añadieron el Indianápolis 500 Pace Car Replica de 1998, con el mismo aspecto del empleado como coche de seguridad en la Indy 500 de ese año, con una llamativa combinación de color púrpura para la carrocería y amarillo para el interior y las llantas. En 2003 se cumplía el 50.º aniversario del Corvette, por lo que se lanzaba la 50th Anniversary Edition, disponible tanto en carrocería cupé como descapotable. Por último, en 2004, el último año de fabricación y comercialización, se lanzaba esta la Commemorative Edition, que estaba disponible en todas las variantes, tanto cupé, como descapotable y el más potente Z06, la cual celebraba el doblete del C5-R en su categoría en las 24 Horas de Le Mans.
En 1996, el Corvette Grand Sport regresó a la gama con un modelo limitado de 1000 unidades, lo que fue el final de la producción de la cuarta generación Corvette. Este modelo fue equipado con el motor de alto desempeño LT4 V8, además del chasis ZR1 y llevaba la icónica pintura Azul Almirante con una franja blanca y marcas hash en rojo.

### Producción
| Año   | Cupé    | Descapotable | Hardtop/Z06 | Total   |
| ----- | ------- | ------------ | ----------- | ------- |
| 1997  | 9,752   |              |             | 9,752   |
| 1998  | 19,235  | 11,849       |             | 31,084  |
| 1999  | 18,078  | 11,161       | 4,031       | 33,270  |
| 2000  | 18,113  | 13,479       | 2,090       | 33,682  |
| 2001  | 15,681  | 14,173       | 5,773       | 35,627  |
| 2002  | 14,760  | 12,710       | 8,297       | 35,767  |
| 2003  | 12,812  | 14,022       | 8,635       | 35,469  |
| 2004  | 16,165  | 12,216       | 5,683       | 34,064  |
| Total | 124,596 | 89,610       | 34,509      | 248,715 |

### Motores
| Código de motor           | Diámetro x carrera           | Relación de compresión | Inyección  | Potencia máxima                    | Par máximo                      |
| ------------------------- | ---------------------------- | ---------------------- | ---------- | ---------------------------------- | ------------------------------- |
| LS1 50th anniversary 2003 | 99 x 92 mm (3,90 x 3,62 plg) | 10.1:1                 | Secuencial | 350 HP (355 CV; 261 kW) @ 5600 rpm | 375 lb·pie (508 N·m) @ 4400 rpm |
| LS6 Z06 2001              | 99 x 92 mm (3,90 x 3,62 plg) | 10.5:1                 | Secuencial | 385 HP (390 CV; 287 kW) @ 6000 rpm | 385 lb·pie (522 N·m) @ 4800 rpm |
| LS6 Z06 2002              | 99 x 92 mm (3,90 x 3,62 plg) | 10.5:1                 | Secuencial | 405 HP (411 CV; 302 kW) @ 6000 rpm | 400 lb·pie (542 N·m) @ 4800 rpm |

## Sexta generación (C6) (2004-2013)

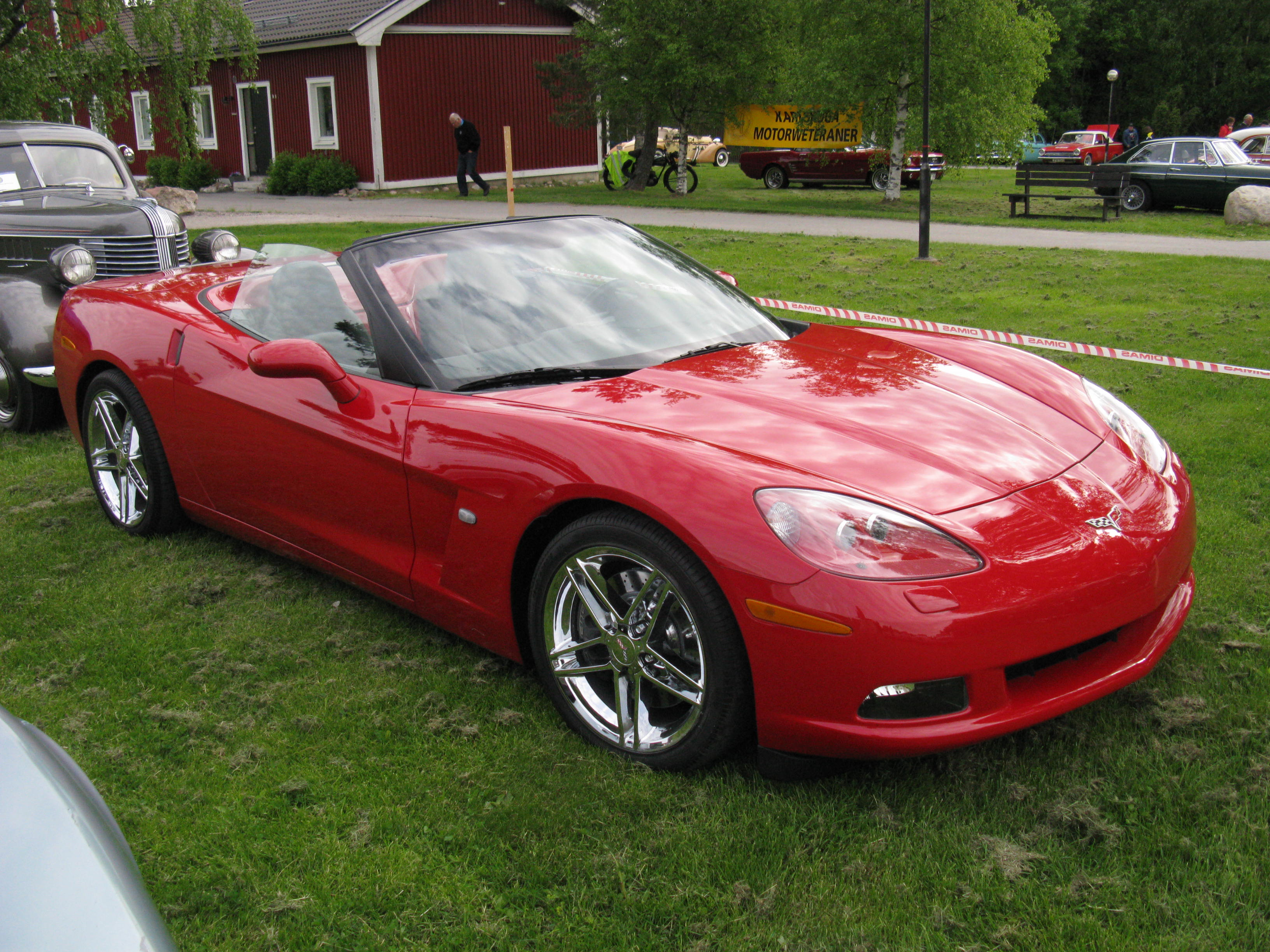
C6 Cabriolet.

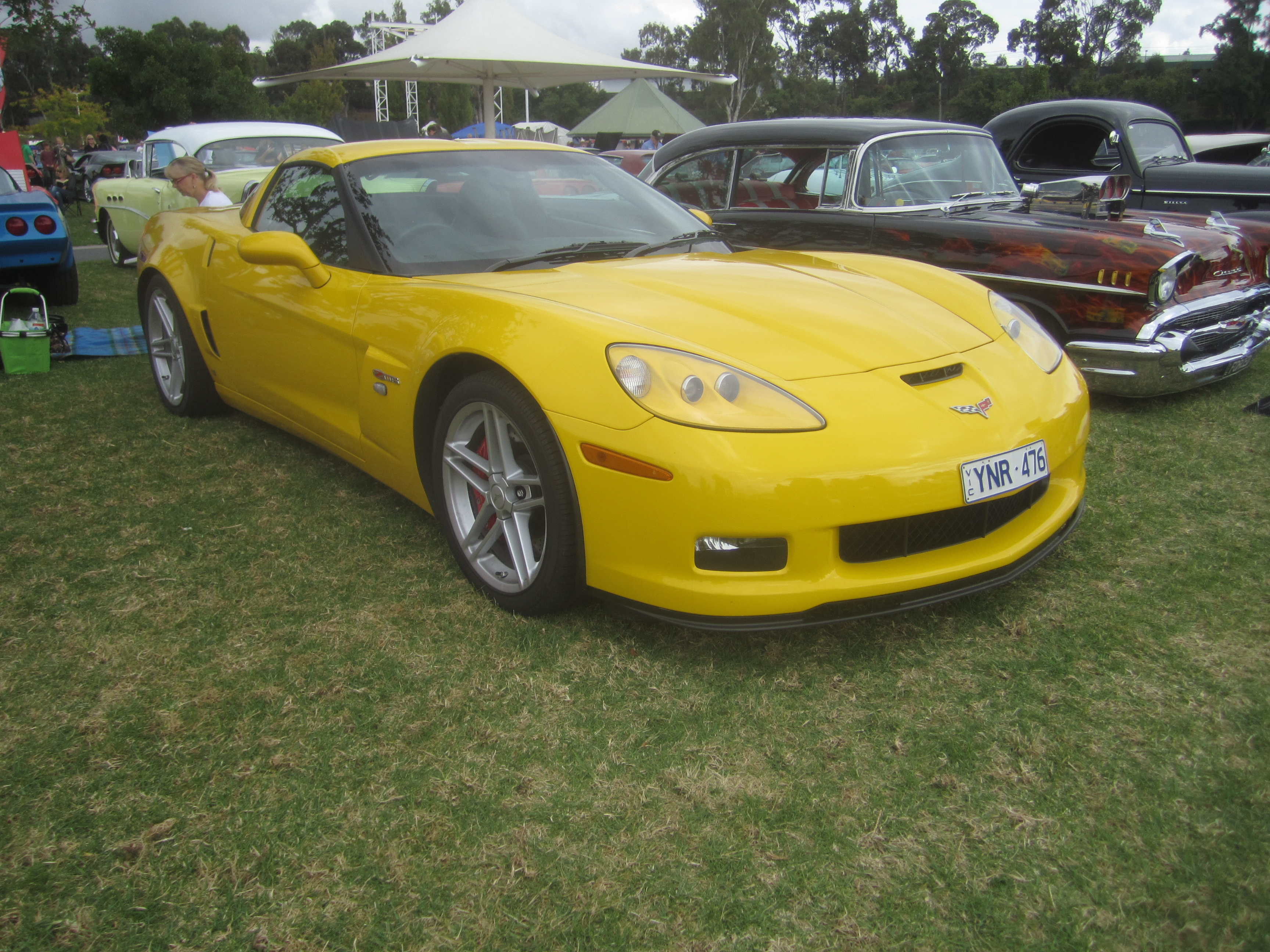
C6 Z06 de 2006.

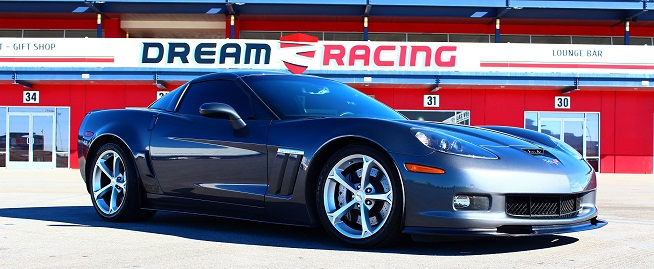
Grand Sport de 2010 en Dream Racing Las Vegas.

El Corvette C6 es muy similar al C5. Esencialmente se diferencia por las mejoras técnicas y cambio de la parte frontal y trasera, entre otros detalles. Su producción inició en el otoño de 2004 y terminó en 2013.
Relevaba como modelo 2005 a la quinta generación que había sufrido un importante rediseño en todas las áreas, desde el nuevo bastidor, fabricado con un nuevo método, hasta la nueva familia de motores LS. Es una evolución de la quinta generación, pero con muchos y profundos cambios. El bastidor era de nuevo modificado, ofreciendo unos 13 cm (5,1 pulgadas) menos de longitud, pero con mayor batalla que su antecesor.
Las transmisiones continuaban en arquitectura "transaxle" (transeje), apoyadas sobre el eje trasero y las mecánicas fueron aumentadas de cilindrada y fuertemente modificadas. En cuanto a sus suspensiones eran completamente nuevas y no compartía ningún elementos con la anterior generación, contando también con el sistema activo "Magnetic Ride Control".
En su estética mantenía lo general del C5, pero con un acabado más perfilado, abandonando las aristas suaves y formas redondeadas por una presencia más rotunda, con aristas muy marcadas. El primer rasgo distinguible fue la desaparición de las ópticas delanteras de tipo retráctil, que desde 1962 habían estado presentes en el modelo, que según la marca, era por motivos aerodinámicos y herencia de la experiencia deportiva del exitoso C5-R, el cual también tuvo gran éxito deportivo en varios campeonatos y continentes.
El C6 ofrecía una gama mucho más abierta y completa, con numerosas versiones mecánicas y ediciones especiales, entre las que destacan la de aniversario por el primer siglo de vida de la marca. En algunos años llegó a contar hasta con siete versiones diferentes, contando ediciones limitadas y versiones con mayores prestaciones. En cuanto a sus tipos de carrocería continuaron siendo cupé y descapotable, abandonando la tercera opción Hardtop que estrenaba como variante de acceso de la quinta generación C5.
La versión base estrenaba el nuevo motor V8 LS2, una evolución del LS1 de aluminio de 5665 cm³ (5,7 L; 345,7 plg³) que se elevaba hasta los 5967 cm³ (6 L; 364,1 plg³) y su potencia hasta los 405 HP (411 CV; 302 kW), solamente 5 caballos menos que el LS6 de la anterior versión C5 Z06. A partir de 2008, Chevrolet presentaba un nuevo motor para el modelo base, denominado LS3, siendo una evolución del LS2 que crecía hasta los 6162 cm³ (6,2 L; 376 plg³) y de hasta 430 HP (436 CV; 321 kW).
Sobre el modelo base se podía solicitar opcionalmente el paquete Z51, que por incluía mejoras en la refrigeración, suspensión más rígida gracias a nuevos amortiguadores, muelles y barras estabilizadoras, discos de frenos perforados de mayor tamaño y nuevos neumáticos. Las transmisiones disponibles eran tanto manual como automática de seis velocidades, en ambos casos y en este último contando con paletas de cambio detrás del volante por primera vez en la historia del modelo. Este paquete Z51 estuvo disponible hasta 2010, cuando Chevrolet lanzó una nueva versión Grand Sport que lo sustituía, instalando todos los nuevos componentes y el motor LS3. Tanto este como el performance pack Z51, eran una opción, ya que incluía gran parte de los elementos que caracterizaban a la versión Z06.
La versión Z06 nacía en 2006, al año siguiente de ser presentado, el cual presentaba el nuevo bloque LS7 de 7011 cm³ (7 L; 427,8 plg³) con cárter seco. Era fabricado artesanalmente, siendo una profunda evolución del anterior LS6. Con unos 505 HP (512 CV; 377 kW), este nuevo Z06 añadía profundos cambios con respecto al modelo base, a los que se añaden una parrilla delantera más grande y un profundo trabajo de aligeramiento, que incluía frontal y salpicadera delantera realizados en fibra de carbono, llantas ligeras de 18 pulgadas (45,7 cm) delante y 19 pulgadas (48,3 cm) detrás, así como freno de disco con pinzas de seis pistones en el eje delantero y cuatro en el trasero.
En 2008, un C6 conducido por Antonio García ganó las 24 Horas de Le Mans en su categoría.

### ZR1 (2009-2013)

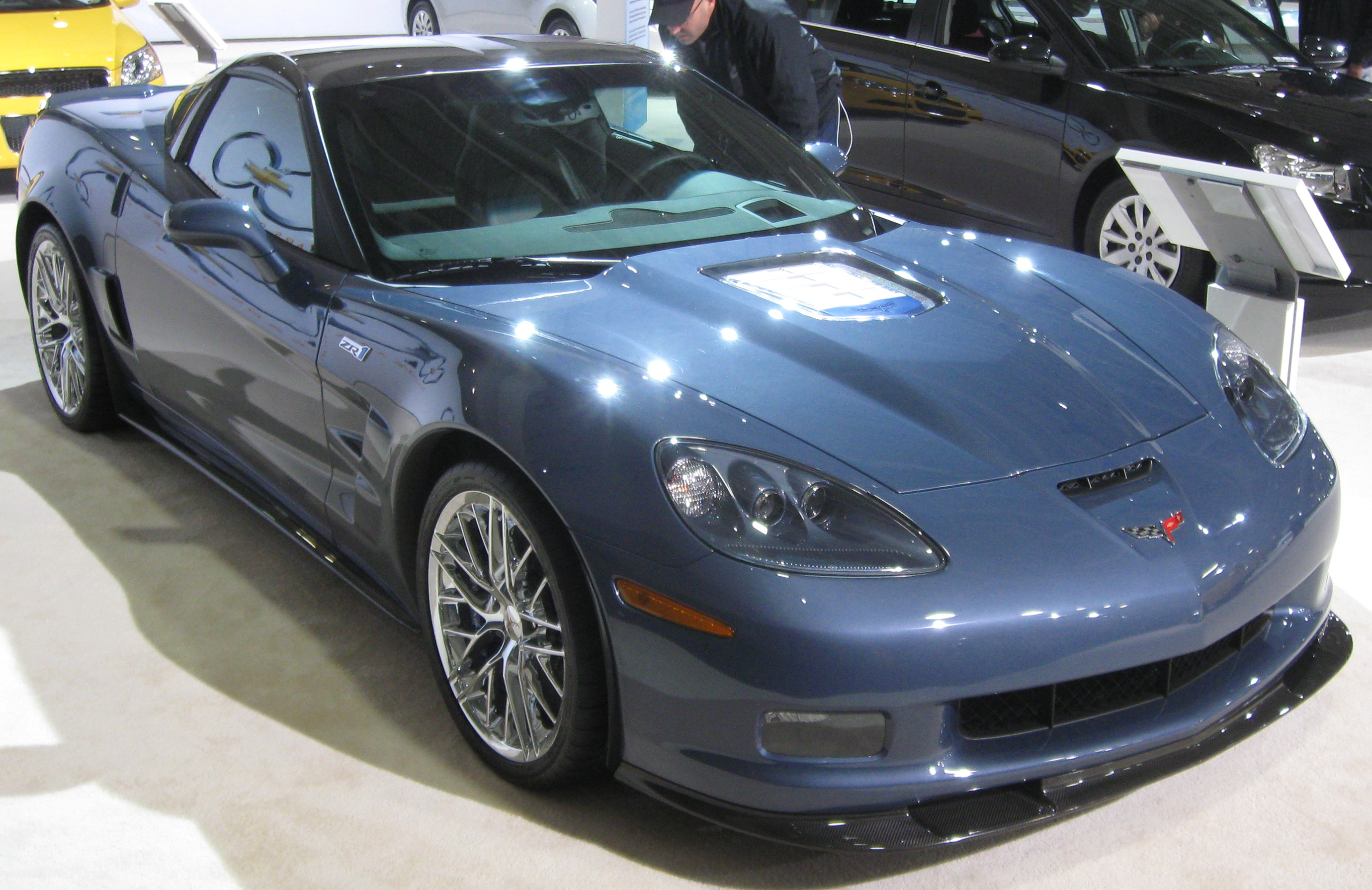
C6 ZR1 de 2011.

El C6 ZR1 se anunció oficialmente en diciembre de 2007 en una declaración de prensa de General Motors, ya como modelo 2009, donde se reveló que su meta de una potencia específica de 100 HP (101 CV; 75 kW) por litro fue lograda por un nuevo V8 LS9. Inicialmente se estimaba en 620 HP (629 CV; 462 kW) a las 6500 rpm y un par máximo de 595 lb·pie (807 N·m) a las 4000 rpm.
La variante del Corvette, ahora conocida oficialmente como ZR1, fue reportada por primera vez por varias publicaciones impresas y en internet quienes especulaban que Chevrolet estaba desarrollando una súper producción de las versiones de alto rendimiento y era internamente llamada "Diablo azul" ("Blue Devil" en inglés), llamado así por los colores del equipo de básquetbol de la Universidad Duke, donde jugaba Rick Wagoner, director ejecutivo de GM, quien es citado diciendo: "Me pregunto, ¿qué pueden hacer por US$100 000?", durante una reunión de la junta directiva de GM para hablar de los diseñadores de Chevrolet. La versión de producción debutó en el Salón del Automóvil de Detroit de 2008 y estuvo disponible como modelo 2009. Su V8 de 638 HP (647 CV; 476 kW) era el más potente utilizado en su producción hasta ese entonces, lo que le permitía alcanzar las 205 mph (330 km/h) de velocidad máxima, un récord para la marca, así como una aceleración de 0 a 62 mph (0 a 100 km/h) en 3.9 segundos.
Las novedades de esta versión venían con fibra de carbono presente en techo, cofre, salpicaderas o el splitter delantero; también contaba con las ruedas más grandes instaladas jamás en un Corvette, equipadas por primera vez en la historia con neumáticos Michelin en lugar de los habituales Goodyear. También fue el primero en contar con frenos carbono-cerámicos, con la zona de las pastillas pintada de color azul. También tenía una pequeña ventana de policarbonato transparente que mostraba el V8 LS9 en la zona central del abombado cofre, que debía ser más alto debido precisamente a la sobrealimentación.
A partir de 2011, diversos elementos del ZR-1 también fueron incluidos en el Z06, como los frenos carbono-cerámicos, la suspensión activa y diversos elementos fabricados en fibra de carbono.

### Ediciones especiales

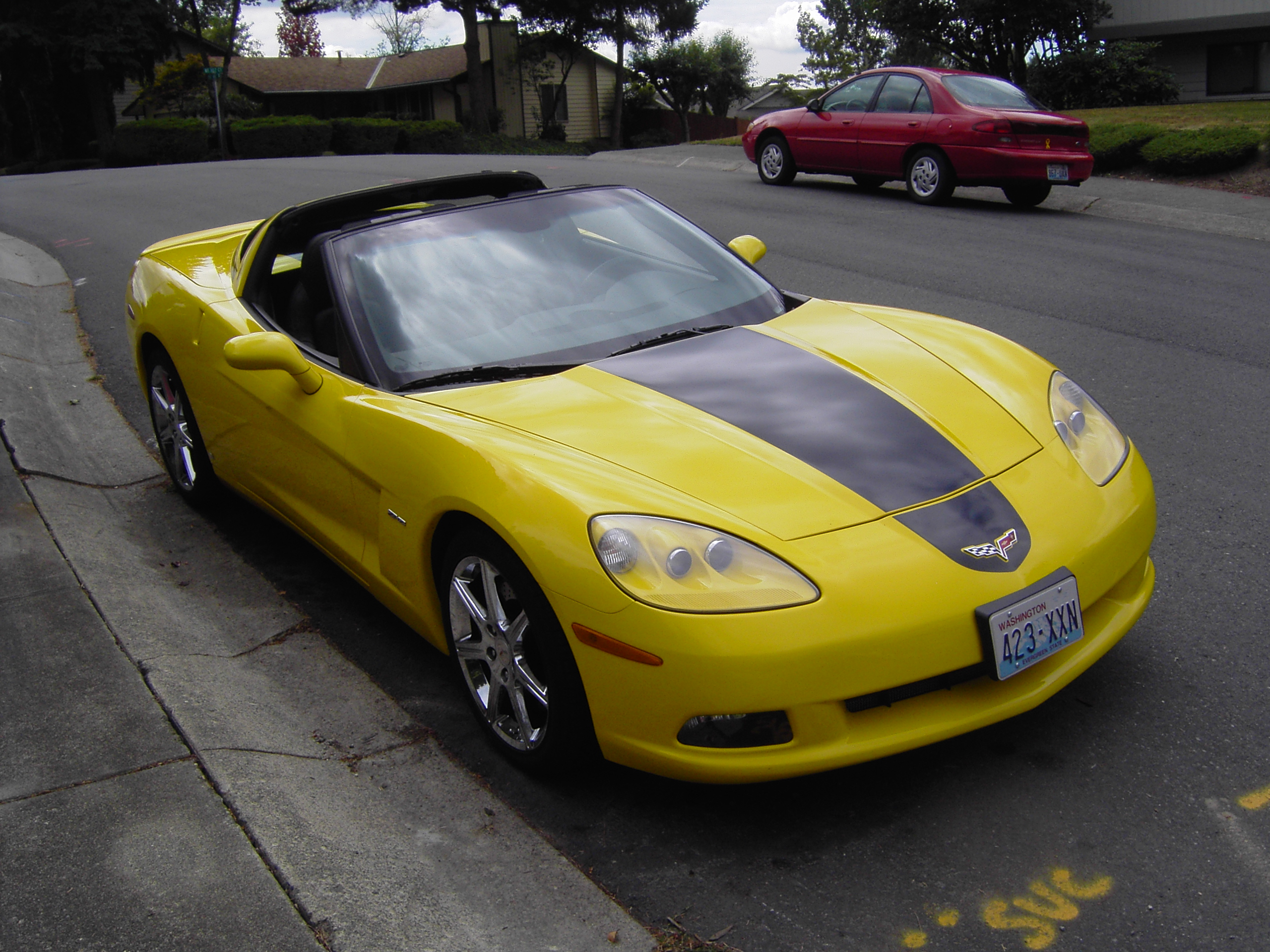
Edición ZHZ Hertz.

La primera edición limitada de esta generación fue Ron Fellows Championship Edition, la primera firmada de la historia de la marca que contaba con la decoración en blanco Artic White con líneas longitudinales de color rojo.
La compañía de alquiler de vehículos Hertz encargaba a Chevrolet hasta 500 unidades en 2008, para la cual se crearon los Corvette ZHZ, sobre el C6 base de color amarillo con rayas deportivas de color negro.
En 2009 era presentada la edición limitada GT1 Championship Edition, que celebraba el debut del Corvette C6.R en la clase GT1 del campeonato American Le Mans Series de 2009, la cual estaba disponible tanto en carrocería cupé como cabrío, además de las prestaciones del Z06. Las versiones base disponían del paquete Z51 y un sistema de escape especial. Todos estaban pintados del mismo amarillo de los Corvette oficiales de competición, a los que se añadían llantas cromadas y el alerón del ZR1, junto a diversos acabados en fibra de carbono. En total fueron fabricados 600 ejemplares.
En el verano de 2010 llegaba el Z06 Carbon Limited Edition con una producción limitada a 500 unidades, el cual disponía de únicamente dos colores a escoger entre el Inferno Orange (anaranjado) y el nuevo Supersonic Blue (azul) que, como indica su nombre, contaba con diversas piezas de fibra de carbono como cofre, splitter o la suspensión adaptativa opcional, llantas de 19 a 20 pulgadas (48,3 a 50,8 cm) y faros oscurecidos. Del ZR-1 tomaba los frenos carbono-cerámicos Brembo y el spoiler trasero.
En 2012 se celebraban los 100 años de la fundación de la marca, por lo que contó con una edición especial aniversario denominada "Centennial Edition" que presentaba un acabado en pintura Carbon Flash Metallic, suspensión adaptativa Magnetic Control Ride y diversos acabados en mate, como en las llantas, que además lucían una línea roja.
La despedida de la sexta generación C6 fue con la versión 60th Anniversary, que fue comercializada en la forma de paquete opcional para toda la gama por el aniversario en el modelo 2013, el cual incluía la pintura especial Arctic White con rayas de carrera de color plata y el interior en piel azul, con anagramas alusivos del 60.º aniversario. Este fue presentado al mismo tiempo que la versión descapotable con el motor de 7011 cm³ (7 L; 427,8 plg³), el cual era el mismo V8 LS7 que montaba el Z06, versión que no tuvo paneles desmontables en el techo, por lo que fue lo más cercano a un Z06 cabriolet. Este era el C6 descapotable más rápido, con sus 3.9 segundos para hacer el 0 a 96 km/h (0 a 60 mph).
En enero de 2013 fue presentado su sucesor: un renovadísimo C7 que retomaba el apelativo Stingray. El salto tecnológico de este fue importante, acercándose todavía más a los gustos de los clientes de deportivos europeos.
El Grand Sport de 2010 fue montado en un chasis Z06 más ancho con un motor V8 LS3 de 6162 cm³ (6,2 L; 376 plg³) de 436 HP (442 CV; 325 kW). La combinación perfecta de desempeño/eficiencia, viajando de 0 a 60 mph (97 km/h) en 3.95 segundos y logrando 1.0 g en la pista de deslizamiento que ofrece una economía de combustible en carretera de 26 mpgAm (9 L/100 km; 11,1 km/L) según la EPA. El paquete Heritage llevaba las marcas hash sobre la salpicadera delantera.
Tiempo después se mostró un prototipo bajo el nombre "Centennial", usado en la película Transformers: el lado oscuro de la luna, como modo alterno del Autobot Sideswipe.

### Producción
| Año   | Cupé    | Descapotable | Z06    | ZR1   | Grand Sport Cupé | Grand Sport Descapotable | 427 Descapotable | Total   |
| ----- | ------- | ------------ | ------ | ----- | ---------------- | ------------------------ | ---------------- | ------- |
| 2005  | 26,728  | 10,644       |        |       |                  |                          |                  | 37,372  |
| 2006  | 16,598  | 11,151       | 6,272  |       |                  |                          |                  | 34,021  |
| 2007  | 21,484  | 10,918       | 8,159  |       |                  |                          |                  | 40,561  |
| 2008  | 20,030  | 7,549        | 7,731  |       |                  |                          |                  | 35,310  |
| 2009  | 8,737   | 3,343        | 3,461  | 1,415 |                  |                          |                  | 16,956  |
| 2010  | 3,054   | 1,003        | 518    | 1,577 | 3,707            | 2,335                    |                  | 12,194  |
| 2011  | 3,112   | 780          | 906    | 806   | 5,212            | 2,782                    |                  | 13,598  |
| 2012  | 2,820   | 621          | 478    | 404   | 5,056            | 2,268                    |                  | 11,647  |
| 2013  | 2,597   | 720          | 471    | 482   | 4,908            | 1,736                    | 2,552            | 13,466  |
| Total | 105,160 | 46,729       | 27,996 | 4,684 | 18,883           | 9,121                    | 2,552            | 215,125 |

### Motores
| Código de motor | Cilindrada                 | Diámetro x carrera                 | Relación de compresión | Inyección                                            | Potencia máxima                    | Par máximo                      |
| --------------- | -------------------------- | ---------------------------------- | ---------------------- | ---------------------------------------------------- | ---------------------------------- | ------------------------------- |
| LS2             | 5967 cm³ (6 L; 364,1 plg³) | 101,6 x 92 mm (4,00 x 3,62 plg)    | 10.9:1                 | Secuencial                                           | 400 HP (406 CV; 298 kW) @ 6000 rpm | 400 lb·pie (542 N·m) @ 4400 rpm |
| LS3 Grand Sport | 6162 cm³ (6,2 L; 376 plg³) | 103,25 x 92 mm (4,06 x 3,62 plg)   | 10.7:1                 | Secuencial                                           | 436 HP (442 CV; 325 kW) @ 5900 rpm | 428 lb·pie (580 N·m) @ 4600 rpm |
| LS7 Z06         | 7011 cm³ (7 L; 427,8 plg³) | 104,8 x 101,6 mm (4,13 x 4,00 plg) | 11.0:1                 | Secuencial                                           | 505 HP (512 CV; 377 kW) @ 6300 rpm | 470 lb·pie (637 N·m) @ 4800 rpm |
| LS9 ZR1         | 6162 cm³ (6,2 L; 376 plg³) | 103,25 x 92 mm (4,06 x 3,62 plg)   | 9.1:1                  | Sobrealimentado por compresor volumétrico tipo Roots | 638 HP (647 CV; 476 kW) @ 6500 rpm | 604 lb·pie (819 N·m) @ 3800 rpm |

## Séptima generación (C7) (2013-2019)

### La evolución de una leyenda

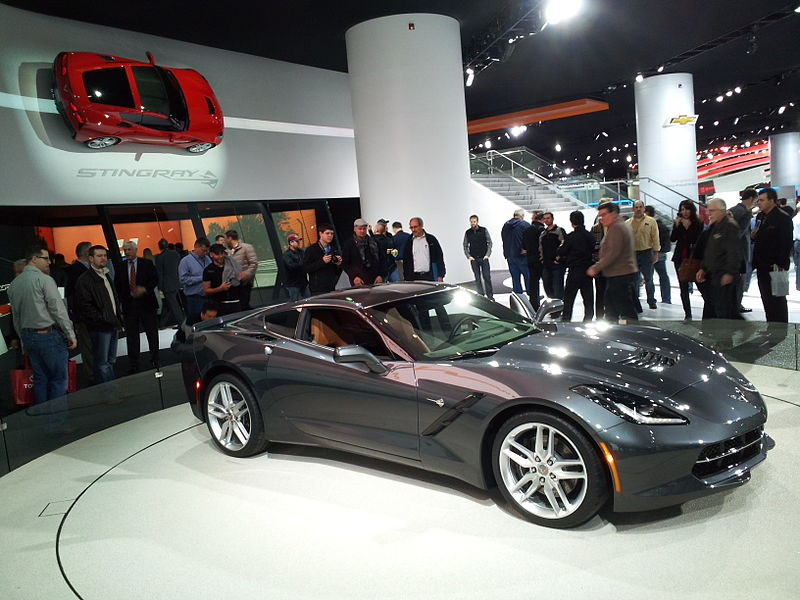
Cupé de 2014 en gris Cyber en el Salón del Automóvil de Detroit de 2013.

Inicialmente pautado para 2011, fecha en que se celebraba el centenario de la casa madre General Motors Company, se sabía que como mínimo deberían esperar al año siguiente. Apuntaban a que la nueva generación trascienda no solamente como leyenda, como objeto de adoración, sino también que sea un producto de ventas masivas en todo el planeta, pero como no era tarea sencilla, por eso la demora, la larga espera y las grandes dudas de GM. Su leyenda sumaba un nuevo capítulo a su libro de oro y seguirá adelante, cada vez más fuerte y potente, cada día más legendario.
General Motors presentó el Corvette de séptima generación a principios de 2013 en el Salón del Automóvil de Detroit, un vehículo en el que se han sabido conjugar las mejores técnicas de desarrollo y diseño actuales con las míticas formas del ya histórico Corvette y siendo uno de los más avanzados tecnológicamente hablando del momento. La versión Stingray está equipado con un motor V8 LT1 atmosférico de 6162 cm³ (6,2 L; 376 plg³), con inyección directa de combustible y apertura de válvulas variable, que desarrolla 455 HP (461 CV; 339 kW) de potencia y un par máximo de 610 N·m (450 lb·pie), con lo que le permite acelerar de 0 a 100 km/h (62 mph) en menos de cuatro segundos. Tiene una aceleración lateral de más de 1.0 g y se esperaba que fuera el Corvette más eficiente de la historia, excediendo los 11,05 km/L (9 L/100 km; 26,0 mpgAm) de consumo de combustible del modelo actual, de acuerdo al estimado de la EPA.
Su interior cuenta con piezas de fibra de carbono, aluminio y materiales en piel cosidos a mano. La consola posee pantallas dobles de 8 pulgadas (20,3 cm) configurables para conductor e infoentretenimiento. También presenta materiales ligeros, incluyendo cofre y el panel de techo desmontable de fibra de carbono; defensas, puertas y paneles exteriores traseros de material compuesto; paneles inferiores compuestos de nanocarbono y un nuevo marco de aluminio que ayudan a pasar el peso hacia atrás para un balance óptimo de 50/50, que permite una relación potencia a peso de clase mundial.
La producción y entrega a clientes del modelo 2014 comenzó el 18 de septiembre de 2013. La fecha de anuncio oficial fue el 13 de enero de 2013, mientras que la producción del Stingray descapotable comenzó a finales de 2013.
La 5.ª generación del motor de bloque pequeño utilizado en el Stingray de 2014 fue construido en la planta de motores de Tonawanda de GM.
Las nuevas características de esta generación incluyen un cofre de fibra de carbono y panel de techo extraíble. Sus defensas, puertas y paneles traseros del cuarto permanecen el compuesto de la fibra de vidrio. Utiliza aerogel, un material desarrollado por la NASA, para mantener el calor del túnel de transmisión de la transferencia en la cabina. Los paneles debajo de la carrocería están hechos de material compuesto de "nanocarbono". El chasis está hecho de aluminio hidroformado. Las luces de cola traseras utilizan tecnología LED indirecta. A pesar del uso creciente de aluminio y otros materiales ligeros, el peso total del coche sigue siendo el mismo que el de la generación anterior (C6).
Ofrece una transmisión manual de siete velocidades hecha por Tremec que incluye la revolución activa. También proporciona un selector de modo de controlador con cinco configuraciones: Tiempo, Eco, Tour, Deportivo y modo de pista. La campana C7 y las rejillas laterales y entradas ayudan a enfriar y estabilidad aerodinámica. El interior cuenta con una pantalla del conductor que le permite seleccionar varios modos con hasta 69 fuentes de información diferentes, que van desde un temporizador de rendimiento interactivo a una exhibición de la temperatura de la banda de rodadura del neumático. Dos opciones de asientos están disponibles: uno de turismo deportivo para uso diario; y otro deportivo de competición para la conducción de la pista con "pass-throughs" para un arnés de carreras.
El nuevo motor LT1, el primero de la familia de motores Small-Block de la serie Gen 5, retiene las varillas de empuje que actúan sobre el diseño de las válvulas aéreas. Implementa la inyección directa de combustible, la gestión activa del combustible (desactivación del cilindro) y la sincronización de válvulas continuamente variable.

### Paquete interior 3LT y paquete de rendimiento Z51
El paquete interior 3LT incluye el sistema de audio Bose de 10 bocinas; Radio SiriusXM con suscripción por un año y receptor de radio HD; pantalla de visualización de color; paquete de memoria; sistema de navegación; asientos calefaccionados y ventilados con ajuste de columna y lumbar eléctrico; superficies de asiento de cuero Napa premium; salpicadero y panel de instrumentos, paneles de consola y puerta envueltos en cuero.
El paquete de rendimiento Z51 incluye lubricación de cárter seco, engranaje específico de relación cerrada; sistema de refrigeración por transmisión; llantas de aleación forjadas más grandes de 19 pulgadas (48,3 cm) delanteras y traseras de 20 pulgadas (50,8 cm) y llantas de doble compuesto; rotores ranurados más grandes y conductos de enfriamiento de los frenos; sistema de refrigeración diferencial y electrónico; ajuste único del chasis; y el sistema de manejo activo opcional Magnetic Ride Control con Performance Traction Management. Su altura del centro de gravedad es de 17 1/2 de pulgada (44,5 cm); más bajo que el Lotus Elise.
El Stingray Cupé se presentó por primera vez en 2013 con el paquete interior 3LT y el interior forrado en cuero, Z51 Performance Package, asientos deportivos de competición, panel de techo de fibra de carbono vista, Magnetic Ride Control con Performance Traction Management, sistema de escape de doble modo, interior de fibra de carbono, gamuza, microfibra tapizado interior superior, pinzas pintadas de rojo y ruedas pintadas de negro, seguidas por la Reunión de Monterey de Automovilismo en 2013.
El modelo de los Estados Unidos salió a la venta en el tercer trimestre de 2013 como modelo 2014. Los primeros modelos incorporaron el cambio manual TREMEC TR6070 de siete velocidades con ajuste de revoluciones para cambios hacia abajo y hacia arriba, o bien, la transmisión automática con paletas de cambio Hydramatic 6L80 de seis velocidades optimizada para la gestión activa del combustible.
Existe una versión del Corvette Stingray 2014 descapotable con un techo de tela de accionamiento eléctrico, el cual se puede abrir a velocidades de hasta 30 mph (48 km/h). Se dio a conocer en el Salón del Automóvil de Ginebra de 2013. El modelo japonés salió a la venta el 24 de mayo de 2014. Los primeros modelos incluyen transmisión automática de 6 velocidades.

### Stingray Z06 y Z07

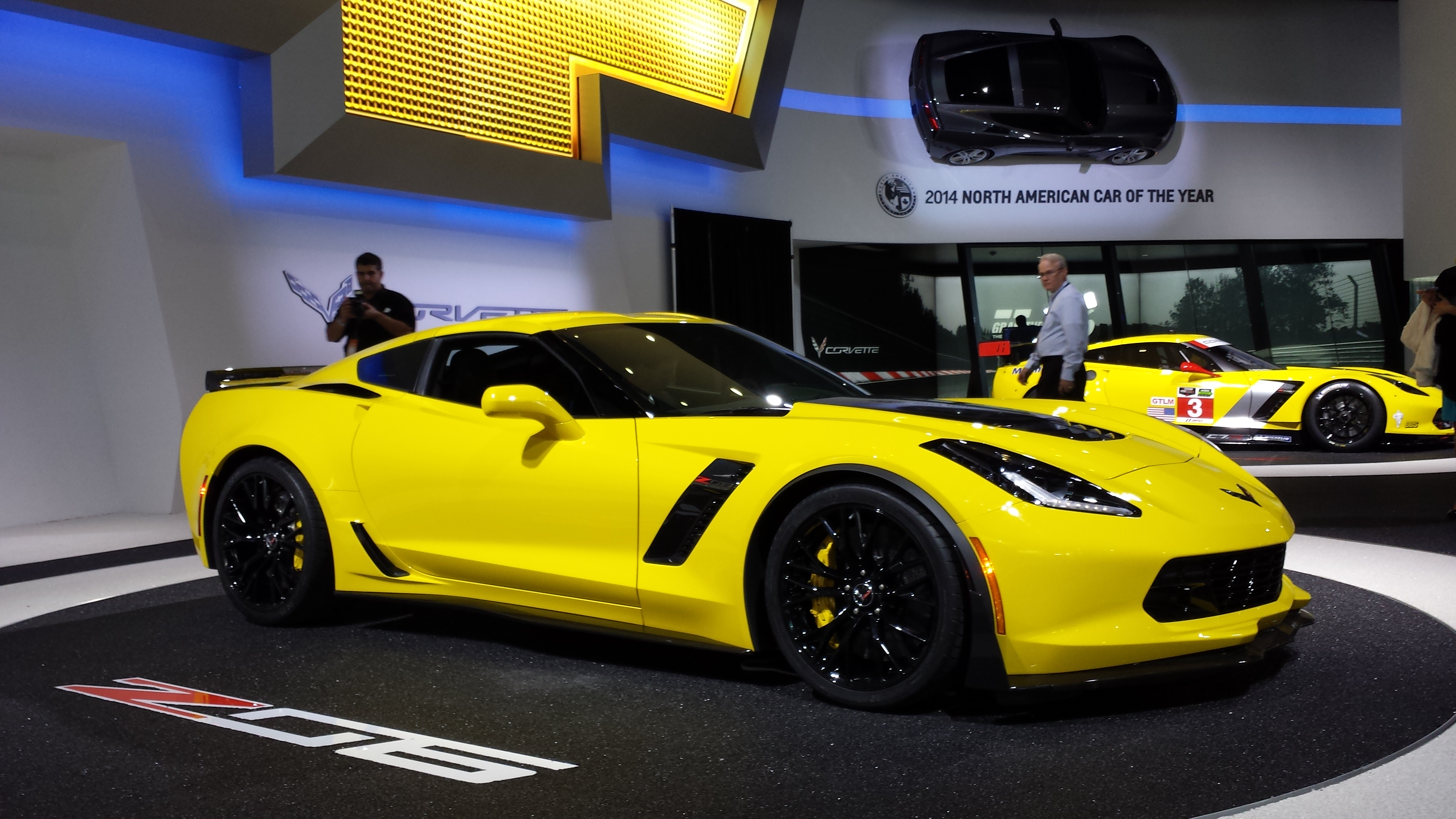
Debut del Stingray Z06 de 2015 en el Salón del Automóvil de Detroit.

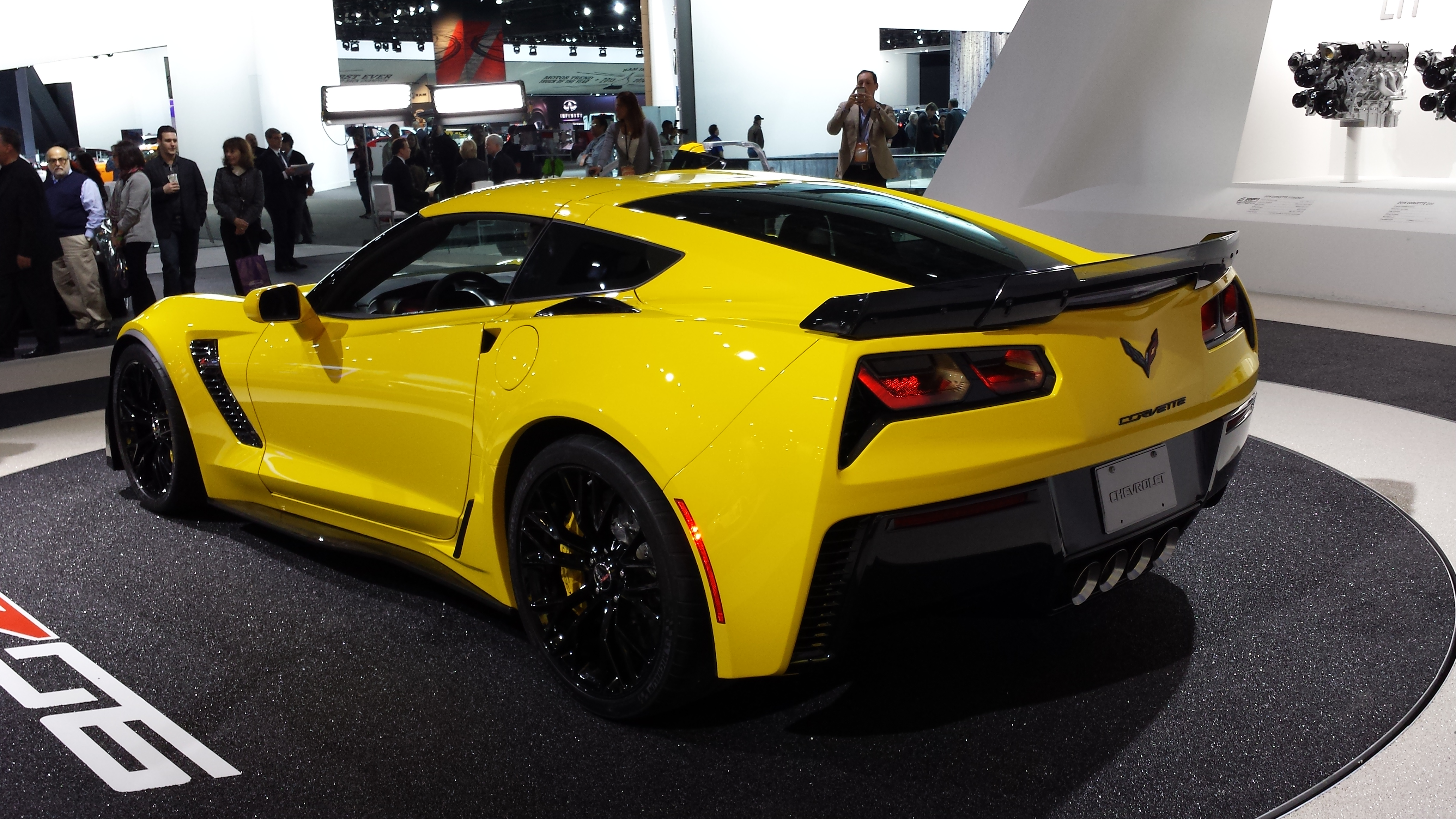
Vista trasera.

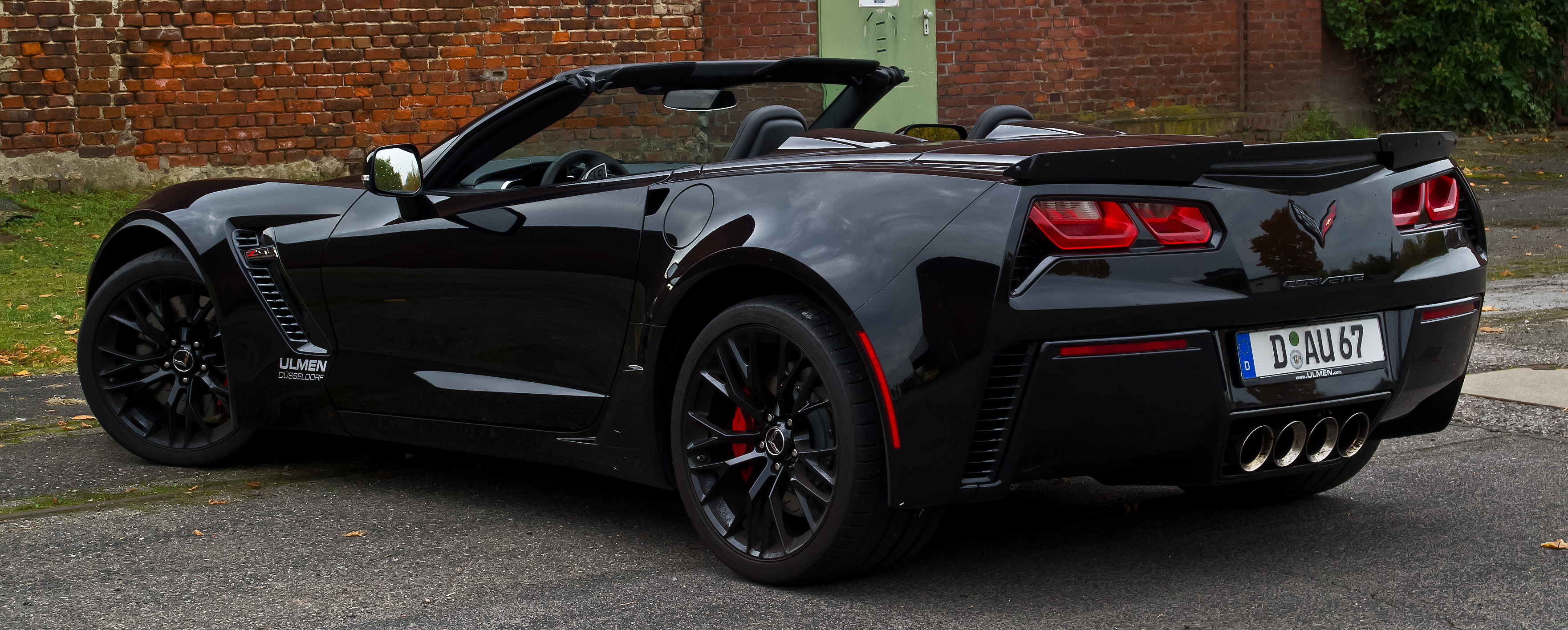
Vista trasera del Z06 cabriolet en Düsseldorf, Alemania, en 2015.

Para el modelo 2015, se equipó con la transmisión automática 8L90 de ocho velocidades, la cual se fabricaba en las instalaciones de GM en Toledo (Ohio). Los marcos de aluminio del Z06 y del C7.R 2015 se producían en la planta de ensamblado de Bowling Green, Kentucky.
El Z06 es una versión del Stingray con un motor V8 LT4 de 6162 cm³ (6,2 L; 376 plg³) con Rotocast A356T6, cilindros de aluminio y un sobrealimentador Eaton R1740 TVS de 1,7 litros (1,8 USqt) y con intercooler, que produce 650 HP (659 CV; 485 kW) y un par máximo de 650 lb·pie (881 N·m). Está disponible con un manual de siete velocidades Tremec con tecnología de rev-matching o una transmisión automática de ocho velocidades Hydra-Matic 8L90 con paletas detrás del volante. También cuenta con un panel de techo de fibra de carbono extraíble, diseño de suspensión delantera y trasera de tipo SLA, amortiguadores de control magnético selectivo estándar, diferencial de deslizamiento limitado electrónico estándar (eLSD), integrado con control de estabilidad electrónico y sistemas de gestión de tracción de rendimiento, llantas delanteras de medidas 19 x 10 pulgadas (48,3 x 25,4 cm) y traseras de 20 x 12 pulgadas (50,8 x 30,5 cm) de aluminio fundido, en neumáticos delanteros Michelin Pilot Sport P285/30 ZR19 pulgadas (48,3 cm) y 335/25 ZR20 pulgadas (50,8 cm) traseros, salpicaderas extendidas de 56 mm (2,2 pulgadas) en la parte delantera y 80 mm (3,1 pulgadas) en la parte trasera, frenos de disco de aluminio Brembo 371 x 33 mm (14,6 x 1,3 pulgadas) de seis pistones delante y 365 x 25 mm (14,4 x 1 pulgadas) traseros de acero de dos piezas y pinzas fijas traseras de cuatro pistones, un separador frontal, asas alrededor de las aberturas de las ruedas delanteras, una capota de fibra de carbono única con ventilación más grande, aire sobre las entradas en la salpicadera trasera, un spoiler trasero más grande y aberturas traseras del frontal que son más grandes que el Stingray. El patrón de malla rediseñado en el panel frontal permite un flujo de aire máximo al intercambiador de calor del intercooler del compresor, mientras que las entradas de enfriamiento de freno dedicadas y las salidas de rejilla más anchas en el fondo sirven como difusores de aire. Dentro del Z06, hay una opción de dos asientos del marco del magnesio, asiento de GT o un asiento del deporte de la competición con reforzar lateral más agresivo, una barra agarrador reforzada acero en la consola central para el pasajero, materiales acabados suavemente al tacto en el borde de la consola y un interior totalmente envuelto con materiales de toque suave con cuero Napa, aluminio, fibra de carbono y micro-gamuza, dependiendo del nivel de acabado.
El paquete de rendimiento Z07 incluye neumáticos Michelin Pilot Sport Cup 2 P285/30 ZR19 pulgadas (48,3 cm) delante y 335/25 ZR20 pulgadas (50,8 cm) traseros, frenos de disco de matriz carbono-cerámicos 394 x 36 mm (15,5 x 1,4 pulgadas) delante y 388 x 33 mm (15,3 x 1,3 pulgadas) trasero, un winglets más grande a la parte delantera divisor, más pronunciadas faldas laterales y un ajustable ver a través de la sección central en el alerón trasero.
El paquete aero opcional de fibra de carbono, en negro o un acabado visible de fibra de carbono, agrega un divisor delantero de fibra de carbono con winglets de aviación, paneles de balancín de fibra de carbono y un alerón trasero más grande con un Wickerbill fijo pestaña en el borde del spoiler que aumenta significativamente carga aerodinámica (downforce).
Se dio a conocer en el Salón del Automóvil de Detroit de 2014. El modelo para los Estados Unidos salió a la venta en enero de 2015 con un precio base de US$78 995. También se ofrece a los compradores del Z06 la oportunidad de montar personalmente el motor usado en sus automóviles como parte de un paquete de US$5000. La velocidad máxima del Z06 oficial es de 185 mph (298 km/h).
El Z06 Cabrio incluye una parte superior abatible a una velocidad de conducción de hasta 50 km/h (31 mph) y montajes de cinturón de seguridad reposicionados. El vehículo fue presentado en el Salón del Automóvil de Nueva York de 2014.
Para el modelo 2016 hubo un cambio de producción a mediados de año implica la eliminación progresiva de 4 colores exteriores y la adición de uno. Los números de producción final 2016 fueron lanzados el 22 de julio de 2016. La planta ha presentado combinaciones de colores en varios lugares, las imágenes de estas estadísticas se han publicado en foros públicos.

#### Z06 C7.R Edition 2016

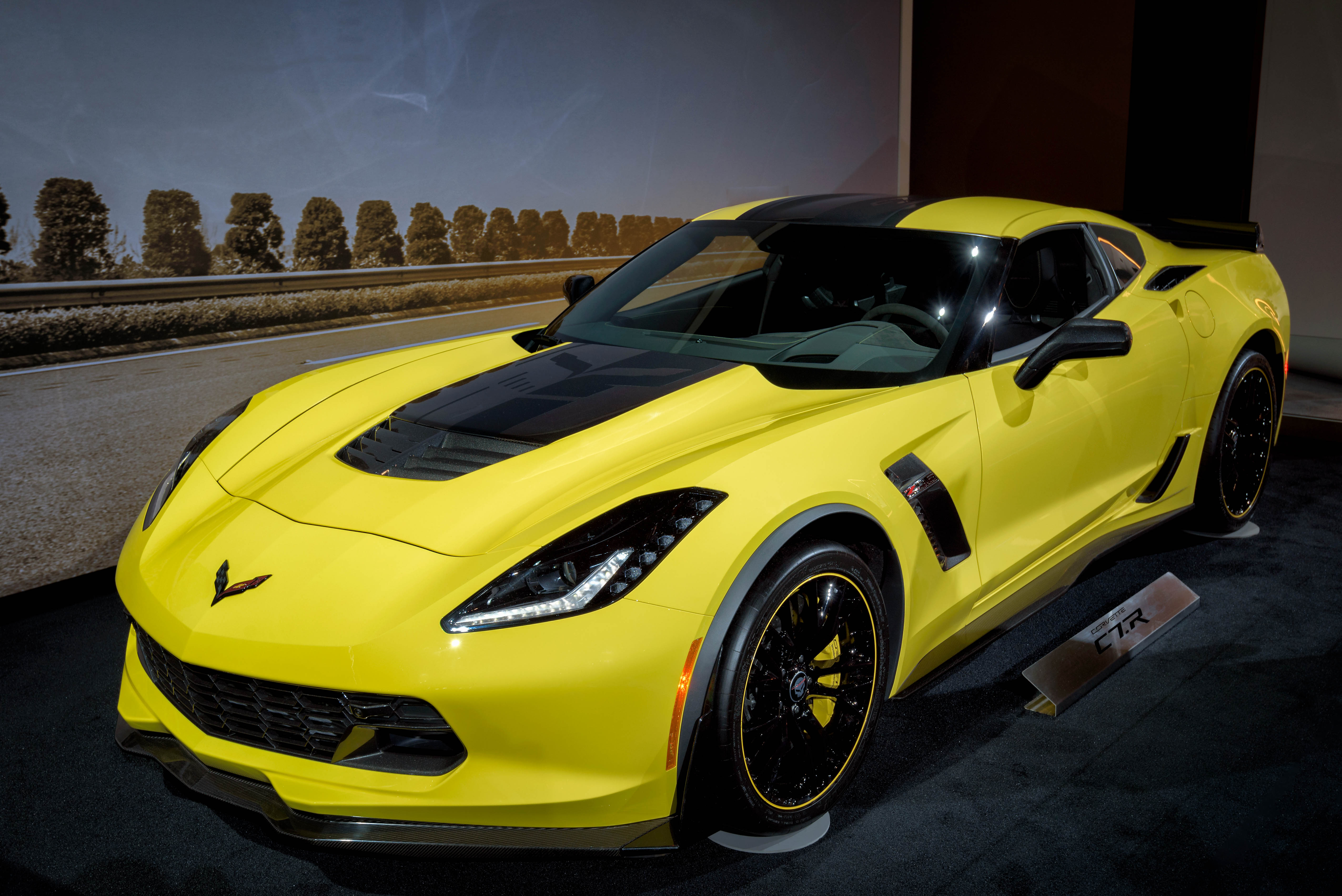
Z06 C7.R Edition de 2016.

Ha sido creado para los que buscan un deportivo radical, inspirado en el bólido conducido por el piloto Antonio García. Su producción estaba limitada a 500 unidades que fusiona al auto de carreras C7.R con el Z06 y destaca por todos los detalles que mejoran la dinámica e imagen. Estaba disponible únicamente en color amarillo o negro, la carrocería tenía una serie de distintivos en lo que destacan los gráficos C7.R Edition, el paquete (kit) aerodinámico de fibra de carbono, el cofre, también de carbono, deja ver el motor, así como las entradas de aire y ventilaciones en color gris.
También se agrega el paquete Z07 Performance, que incluye frenos Brembo carbono-cerámicos con cálipers amarillos y neumáticos Michelin PS Cup 2 montados sobre llantas en color negro con distintivos amarillos.
En el interior, además de los emblemas "Corvette Racing", los gráficos C7.R y el número de serie que lo identifica como una auto de edición limitada, tenía un trabajo de personalización que remarca su espíritu deportivo. Cuero negro y microfibra de ante con costuras en amarillo se hacen presentes tanto en el salpicadero, como en los paneles de las puertas, asientos, volante y palanca de cambios. También se ha utilizado fibra de carbono que adorna ciertas zonas del habitáculo.
En combinación con el V8 sobrealimentado de 650 HP (659 CV; 485 kW) y 650 lb·pie (881 N·m) de par máximo y su carrocería aerodinámica, también tenía la suspensión Magnetic Ride Control, el control de tracción Performance Traction Management y el diferencial electrónico de deslizamiento limitado para ofrecer un mejor manejo. Estaba disponible desde finales de 2015 en configuración tanto cupé como descapotable.

### Grand Sport 2017

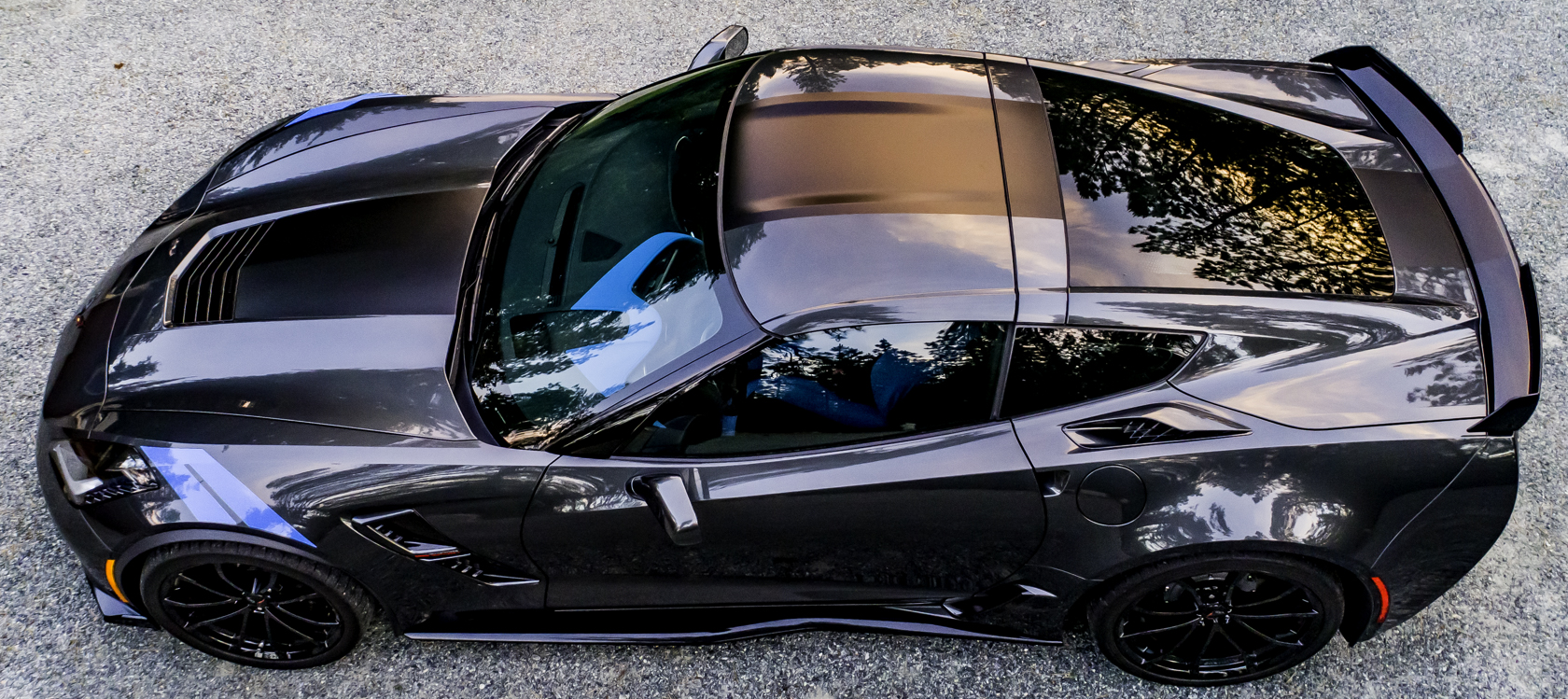
Grand Sport 2017 edición de coleccionista #43.

El modelo 2017 es el último miembro de la gama, ya que el Grand Sport mantiene el espíritu de las carreras del modelo original de 1963, combinando la potencia del legendario motor LT1 de 6162 cm³ (6,2 L; 376 plg³) con un chasis ligero diseñado para las carreras y un paquete aerodinámico para proveer un manejo y agarre mejorados. Destaca por el alto desempeño originado tras las mejoras en el chasis, la suspensión, la aerodinámica y la refrigeración del motor y frenos.
De igual forma destaca la integración del diferencial electrónico de deslizamiento limitado y los neumáticos Michelin Pilot Super Sport. Gracias a estas modificaciones, el Grand Sport 2017 produce 460 HP (466 CV; 343 kW) y 465 lb·pie (630 N·m) de par máximo que puede acelerar de 0 a 100 km/h (62 mph) en 3,7 segundos, así como recorrer el 1/4 de milla (402 m) en 11,8 segundos a una velocidad de 118 mph (190 km/h). Debido a que la capacidad de aceleración es mayor, los ingenieros también realizaron modificaciones en el sistema de frenos Brembo, así que para obtener una labor óptima, añade discos carbono-cerámicos.
Además de lo anterior, el Grand Sport 2017 cuenta con salpicaderas más anchas, la parrilla al estilo Z06, así como resistir el salpicaderas y paneles traseros para dar cabida a una pista de resistir y las llantas de 19 pulgadas (48,3 cm) delante y 20 pulgadas (50,8 cm) atrás.
La carrocería del Stingray descapotable se puede elegir de entre 10 diferentes colores y aporta un desempeño general en combinación con su poderoso V8; tiene una estructura de aluminio que remplaza al acero, el cual se tuvo que hacer desde cero para poder soportar las especificaciones de un auto deportivo con su exigencia.

### ZR1 2019

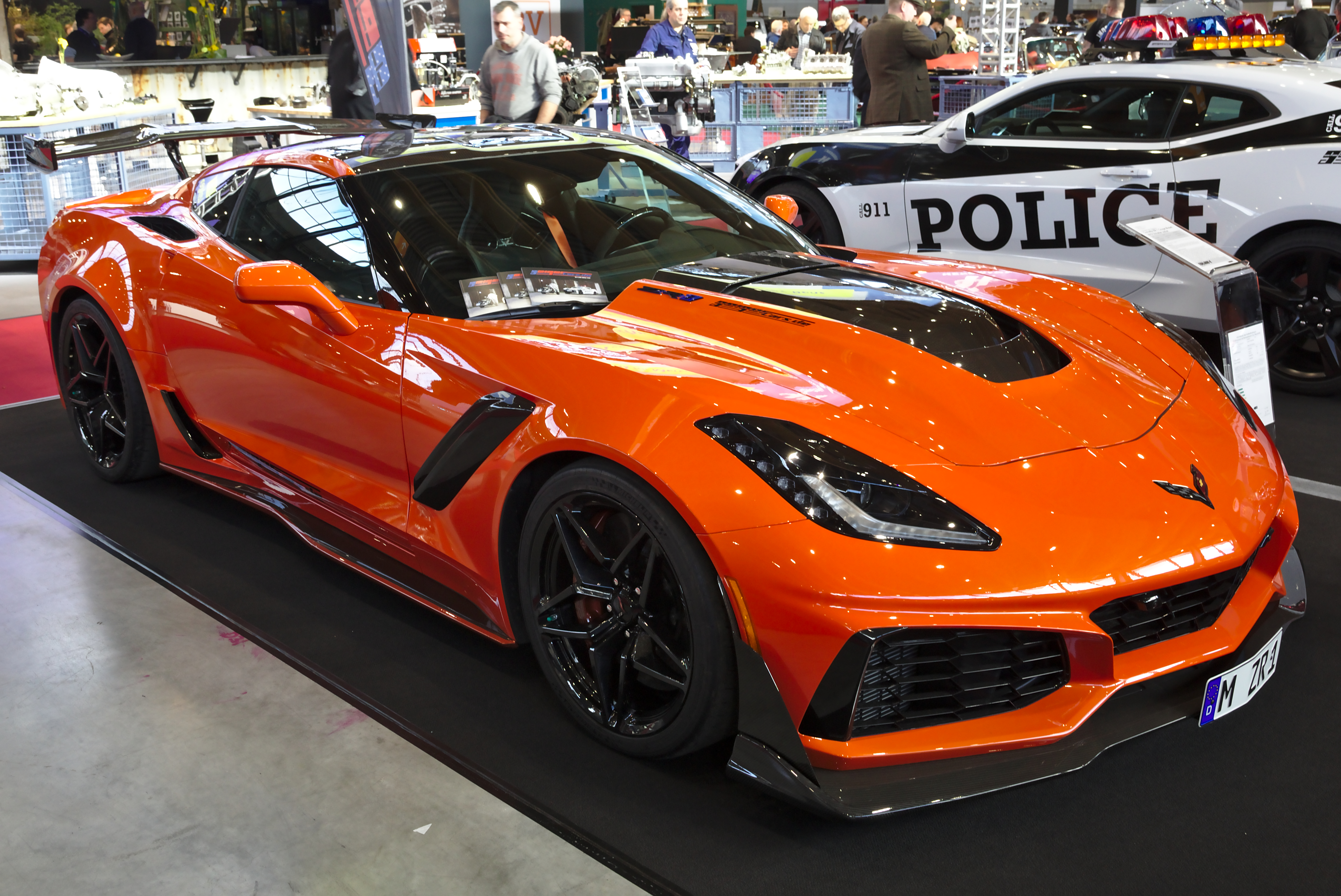
ZR1 en Retro Classics de 2019.

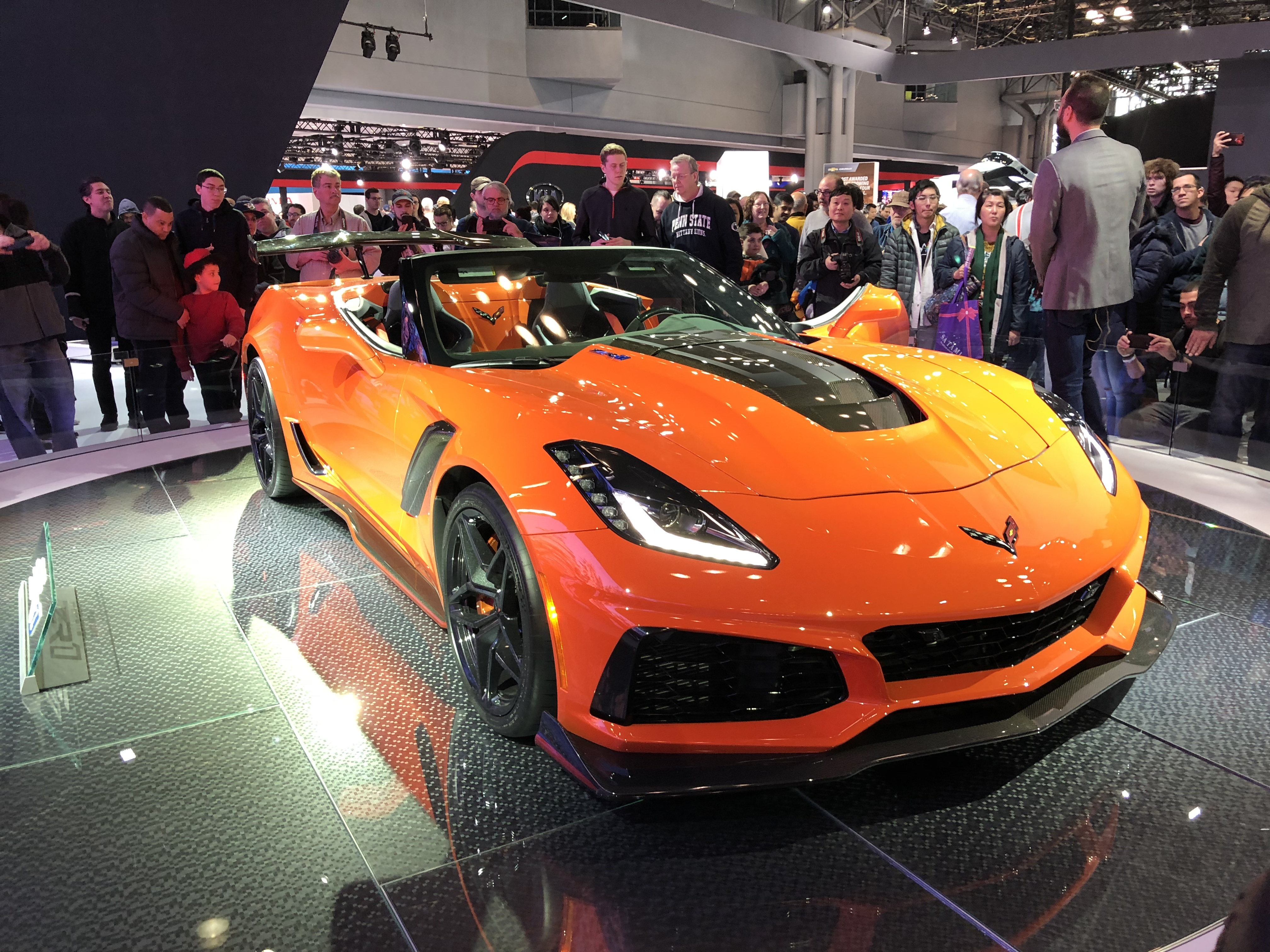
ZR1 Roadster en el Salón del Automóvil de Nueva York de 2018.

Existe una segunda versión del ZR1 y es la del 2019 con 755 HP (765 CV; 563 kW) listos para explotar. Si su apariencia "racing" no lo deja claro, quizá sus especificaciones lo hagan. El ZR1 es un auto nacido para el circuito y, aunque es legal para calles, todo su potencial se aprovecha mejor en una pista de carreras. Completa los 100 km/h (62 mph) en menos de 3 segundos y es capaz de llegar hasta 338 km/h (210 mph). Estaría disponible tanto con transmisión automática de ocho velocidades, como con una manual de siete cambios. El motor de la familia LT5 utiliza un sobrealimentador de 2,65 litros (2,8 USqt) que le ayuda a obtener una buena dosis de par desde bajas revoluciones.
Entre su equipamiento destacan accesorios fabricados en fibra de carbono, faros xenón, asientos calefactables y ventilados, sistema de sonido Bose con 10 bocinas, infoentrenimiento con pantalla de 8 pulgadas (20,3 cm) y head-up display, entre otros. También se ha fabricado una edición especial Sebring Orange 65 Aniversario, que incluye cálipers, detalles en splitters y rockers, cinturones de seguridad y costuras del interior en color naranja, así como insertos de aluminio color bronce en el habitáculo y se puede ordenar en nueve colores de carrocería.
El ZR1 2019 es el Corvette más potente, rápido y avanzado hasta la fecha y es que nunca ha existido un Corvette tan espectacular. Estaría a la venta la primavera de 2018. El nuevo ZR1 recurre a un motor V8 LT5 6162 cm³ (6,2 L; 376 plg³) de aluminio y sobrealimentado por compresor, con una potencia máxima de 755 HP (765 CV; 563 kW) a las 6300 rpm y un par máximo de 715 lb·pie (969 N·m) desde las 4000 rpm. Se trata de una evolución del motor del anterior ZR1 de 2009 y del Z06 de 2015.
Es el motor más potente montado jamás creado en un Corvette de producción, en parte gracias al sistema de compresor volumétrico LT4, con una capacidad un 52% superior al compresor instalado en el Z06 previo y también al nuevo sistema de inyección dual de combustible.
El bloque V8 LT5 está disponible junto a una caja de cambios manual de siete velocidades, o bien, con una transmisión automática de ocho relaciones con paletas detrás del volante. Es la primera vez que se ofrece un cambio automático en el ZR1.
Según Chevrolet, la forma sigue a la función en el diseño de este ZR1 y esa es la razón por la que la estética del modelo resulta tan agresiva. El frontal está ideado para canalizar aire hacia el motor y también para refrigerarlo, a través de un total de 13 radiadores. Llama la atención el cofre, con componentes de fibra de carbono y un prominente bulto que esconde el compresor.
Hay disponibles dos paquetes aerodinámicos (Low Wing y High Wing) desarrollados en el túnel de viento. El primero, que genera una carga aerodinámica un 70% superior a la del Z06, permitirá alcanzar la velocidad máxima de 338 km/h (210 mph). Por su parte, el segundo paquete ofrece un gran alerón trasero ajustable y la máxima carga aerodinámica con hasta 431 kg (950 lb).
Este último paquete High Wing forma parte del llamado paquete ZTK Performance, que incluye también un splitter delantero con aletas de fibra de carbono, neumáticos de altas prestaciones Michelin Pilot Sport Cup 2 de medidas 19 pulgadas (48,3 cm) delante y 20 pulgadas (50,8 cm) detrás o un chasis específico suspensión Magnetic Ride Control.
En cualquier caso, el Corvette ZR1 recurre a un esquema de suspensión de dobles triángulos, tanto en el eje delantero como en el trasero y, además el equipo de frenos cuenta con discos carbono-cerámicos y pinzas de seis pistones delante y cuatro pistones detrás. El peso en seco del modelo asciende a 1598 kg (3523 libras).
También se ofrece un paquete estético llamado "Sebring Orange Design Package", que destaca por su color de carrocería en tono naranja, las pinzas de freno en el mismo tono o diversos elementos como las costuras interiores o los cinturones de seguridad también del mismo color, además de molduras interiores de aluminio en tono bronce o asientos tapizados en cuero con inserciones de microfibra.
Entre las opciones más interesante están los asientos de cuero Napa calefaccionados y ventilados, un volante de fibra de carbono, asientos de competición, sistema de adquisición de datos al estilo telemetría o equipo de audio premium Bose, entre otros.
Incluso LEGO hizo uno de juguete, que incluye un equipo (set) de instrucciones "plus" de montaje, cuyas funciones de acercamiento, giro y control de avance te permiten convertirte en un maestro constructor.

### Producción
| Año   | Stingray | Stingray     | Grand Sport | Grand Sport  | Z06    | Z06          | ZR1   | ZR1          | Total   |
| Año   | Cupé     | Descapotable | Cupé        | Descapotable | Cupé   | Descapotable | Cupé  | Descapotable | Total   |
| ----- | -------- | ------------ | ----------- | ------------ | ------ | ------------ | ----- | ------------ | ------- |
| 2014  | 26,565   | 10,723       |             |              |        |              |       |              | 37,288  |
| 2015  | 20,757   | 4,830        |             |              | 6,980  | 1,673        |       |              | 34,240  |
| 2016  | 21,387   | 5,027        |             |              | 11,543 | 2,732        |       |              | 40,689  |
| 2017  | 11,253   | 2,298        | 9,912       | 2,046        | 6,197  | 1,076        |       |              | 32,782  |
| 2018  | 3,068    | 735          | 2,569       | 512          | 2,353  | 449          |       |              | 9,686   |
| 2019  | 11,499   | 2,192        | 9,496       | 1,745        | 5,965  | 972          | 2,441 | 512          | 34,822  |
| Total | 94,529   | 25,805       | 21,977      | 4,303        | 33,038 | 6,902        | 2,441 | 512          | 189,507 |

### Motores
| Código de motor | Diámetro x carrera               | Relación de compresión | Inyección               | Potencia máxima                    | Par máximo                      |
| --------------- | -------------------------------- | ---------------------- | ----------------------- | ---------------------------------- | ------------------------------- |
| LT1 Stingray    | 103,25 x 92 mm (4,06 x 3,62 plg) | 11.5:1                 | Directa                 | 455 HP (461 CV; 339 kW) @ 6000 rpm | 460 lb·pie (624 N·m) @ 4600 rpm |
| LT1 Grand Sport | 103,25 x 92 mm (4,06 x 3,62 plg) | 11.5:1                 | Directa                 | 460 HP (466 CV; 343 kW) @ 6000 rpm | 465 lb·pie (630 N·m) @ 4600 rpm |
| LT4 Z06         | 103,25 x 92 mm (4,06 x 3,62 plg) | 10.0:1                 | Directa sobrealimentado | 650 HP (659 CV; 485 kW) @ 6400 rpm | 650 lb·pie (881 N·m) @ 3600 rpm |
| LT5 ZR1         | 103,25 x 92 mm (4,06 x 3,62 plg) | 10.1:1                 | Directa sobrealimentado | 755 HP (765 CV; 563 kW) @ 6400 rpm | 715 lb·pie (969 N·m) @ 3600 rpm |

## Octava generación (C8) (2020-presente)

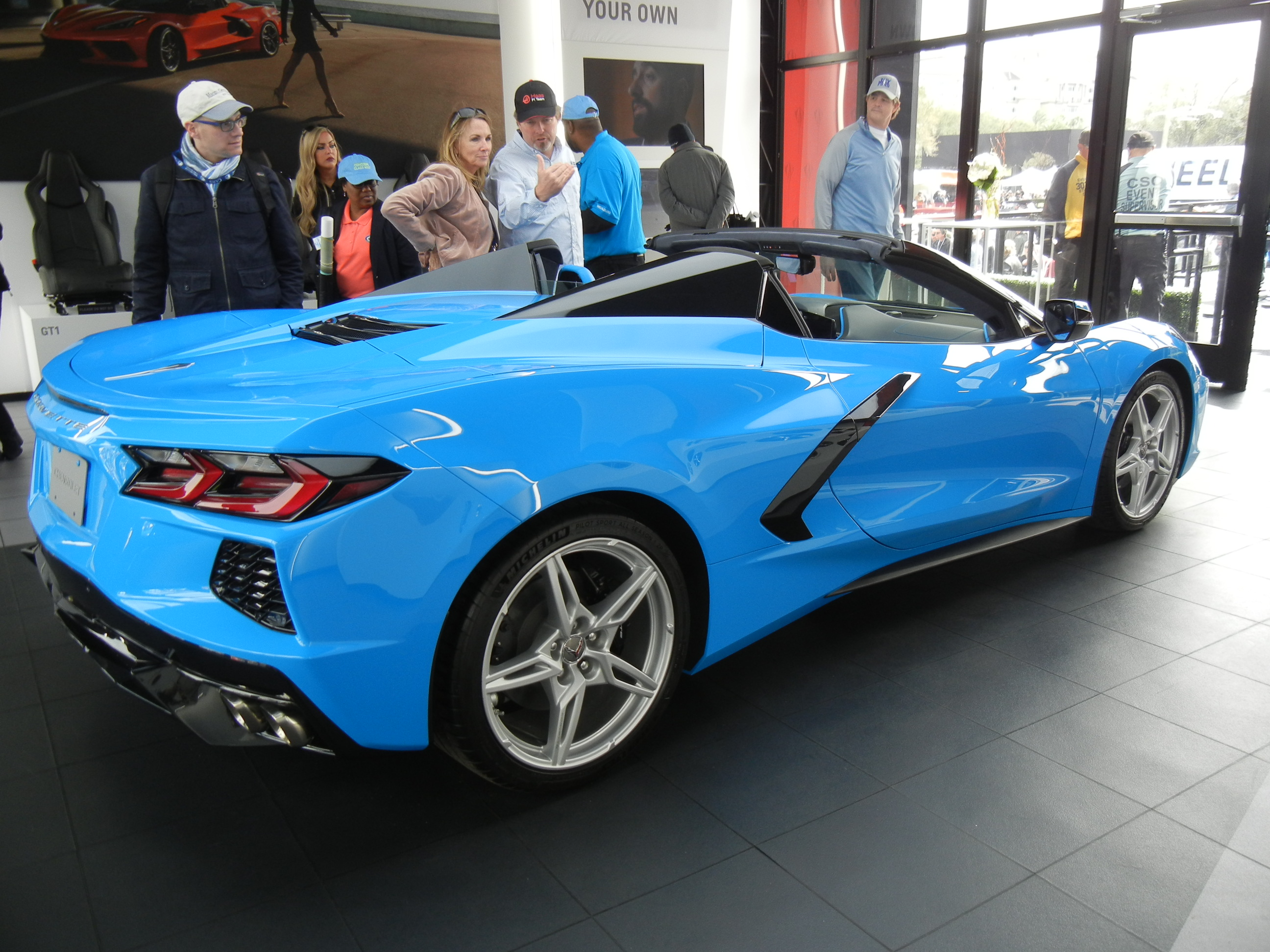
Vista lateral-trasera del descapotable 2020.

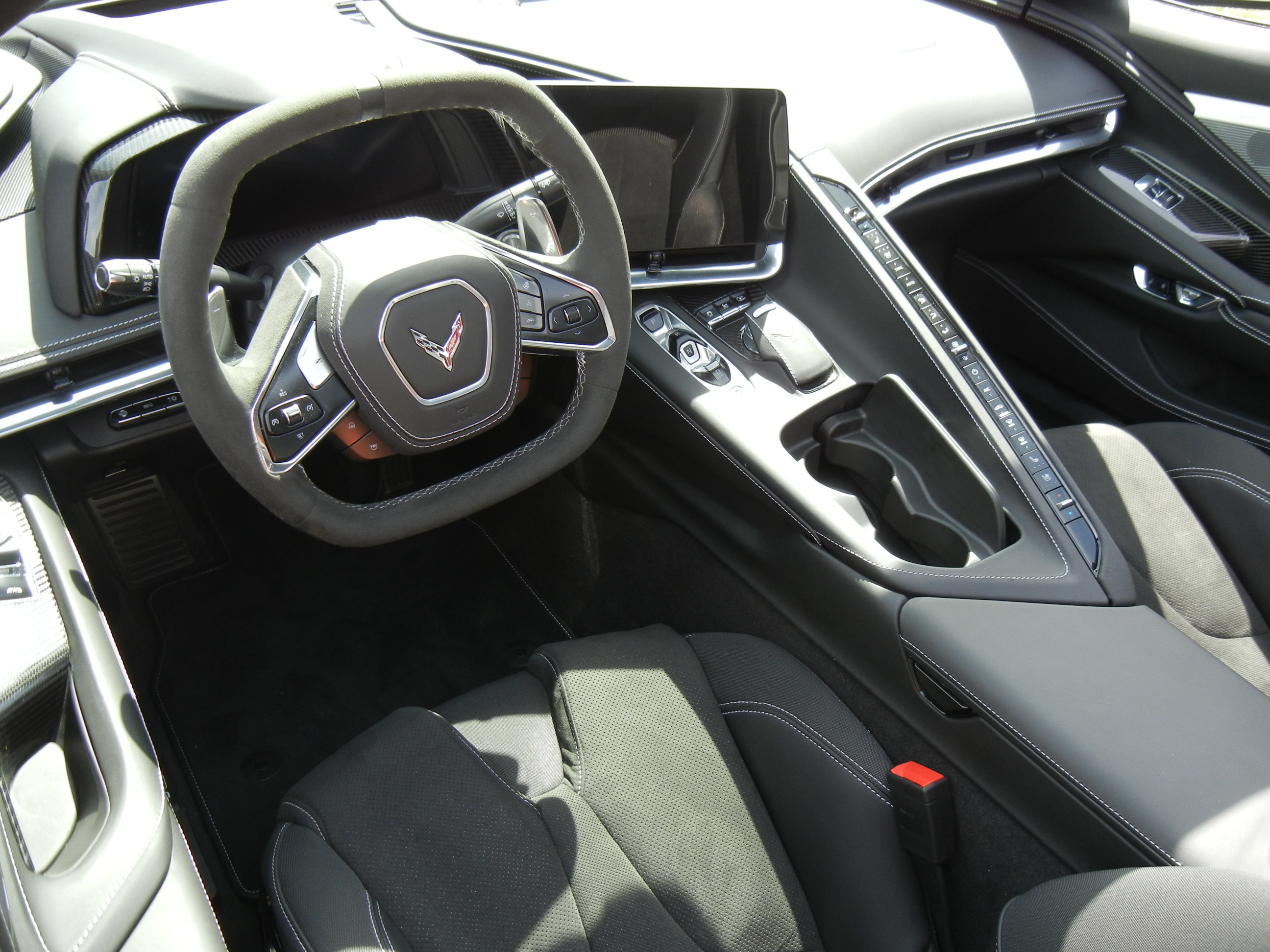
Habitáculo interior.

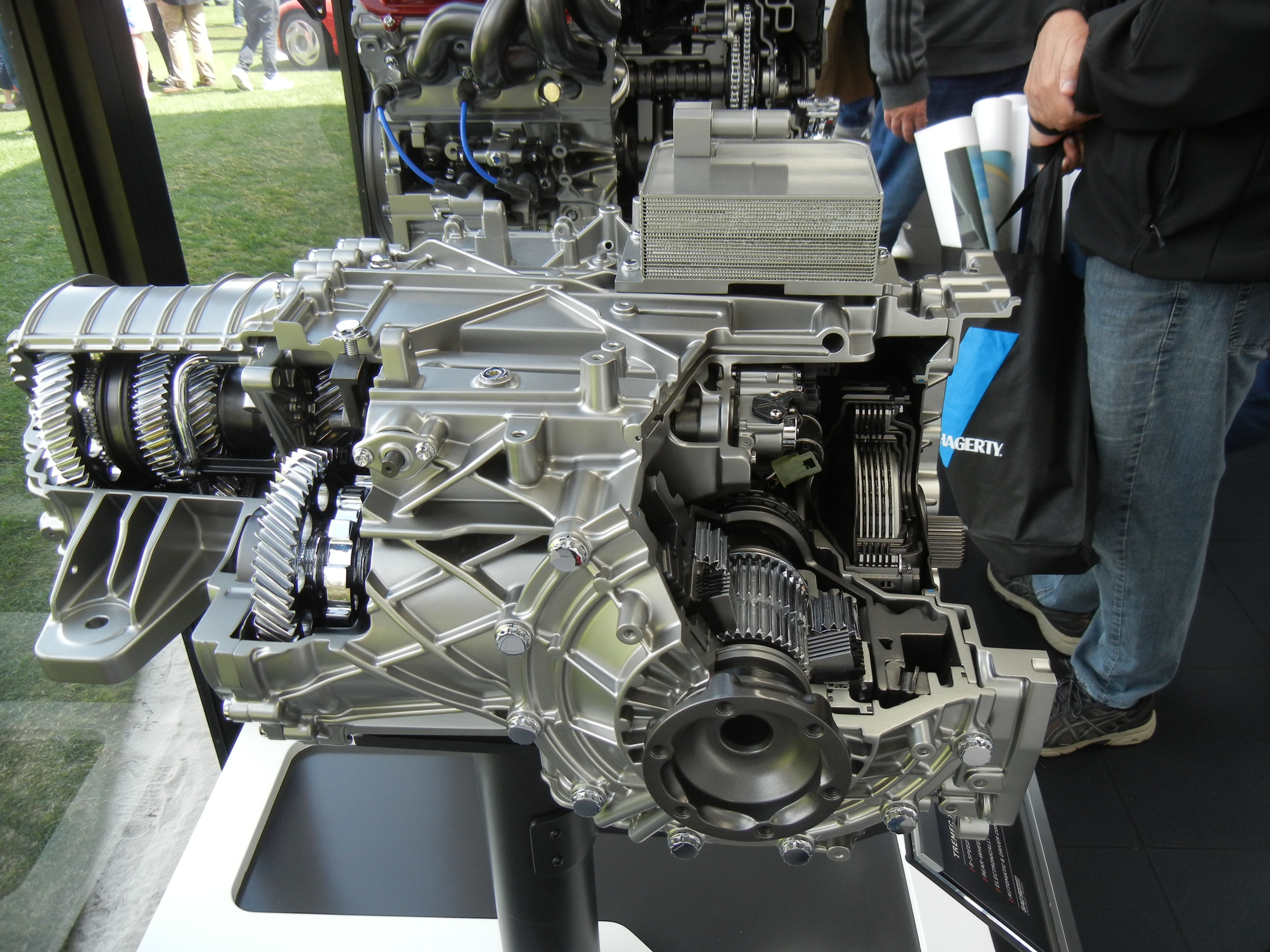
Corte de la transmisión DCT.

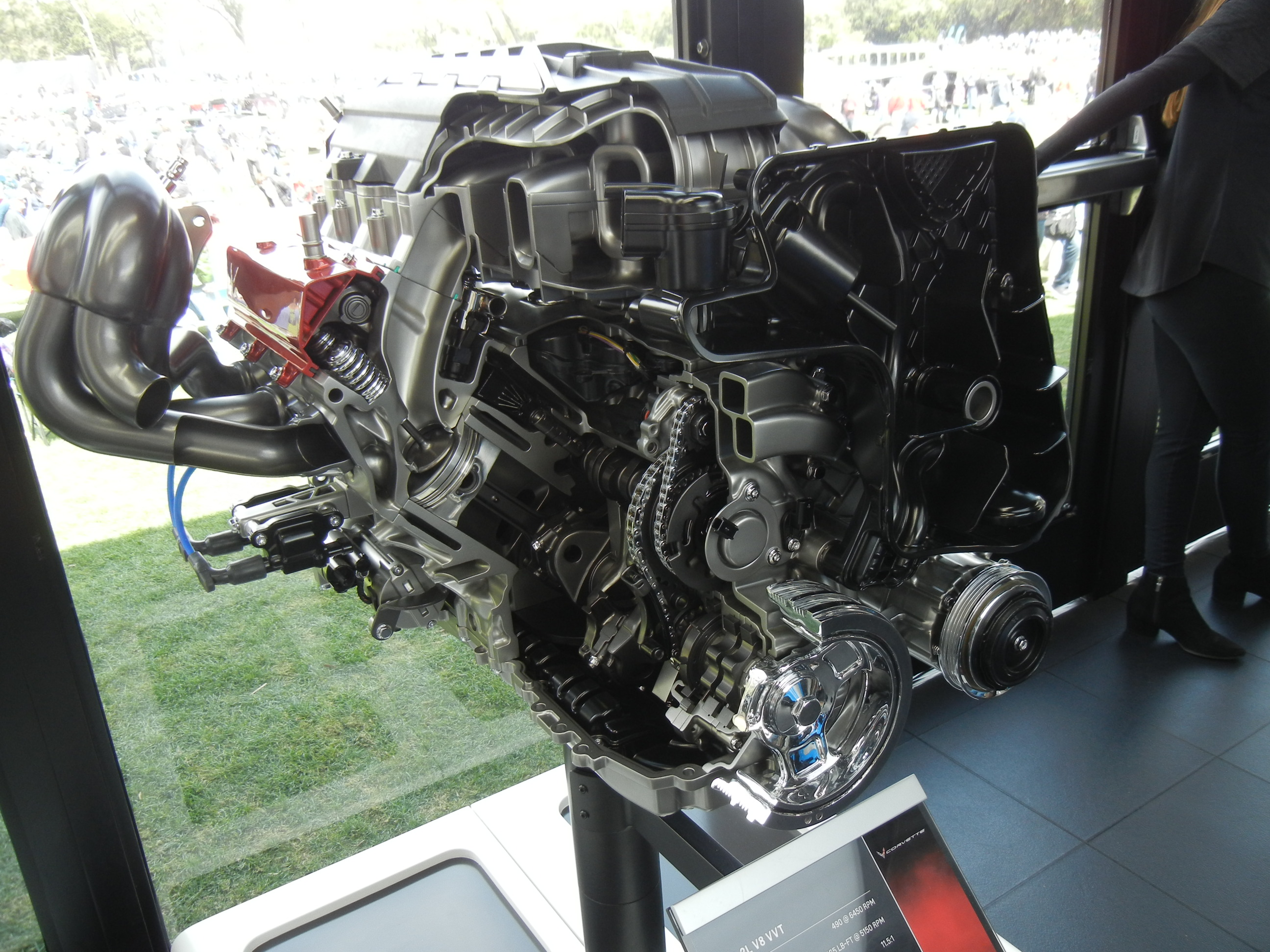
Corte del Motor LT2.

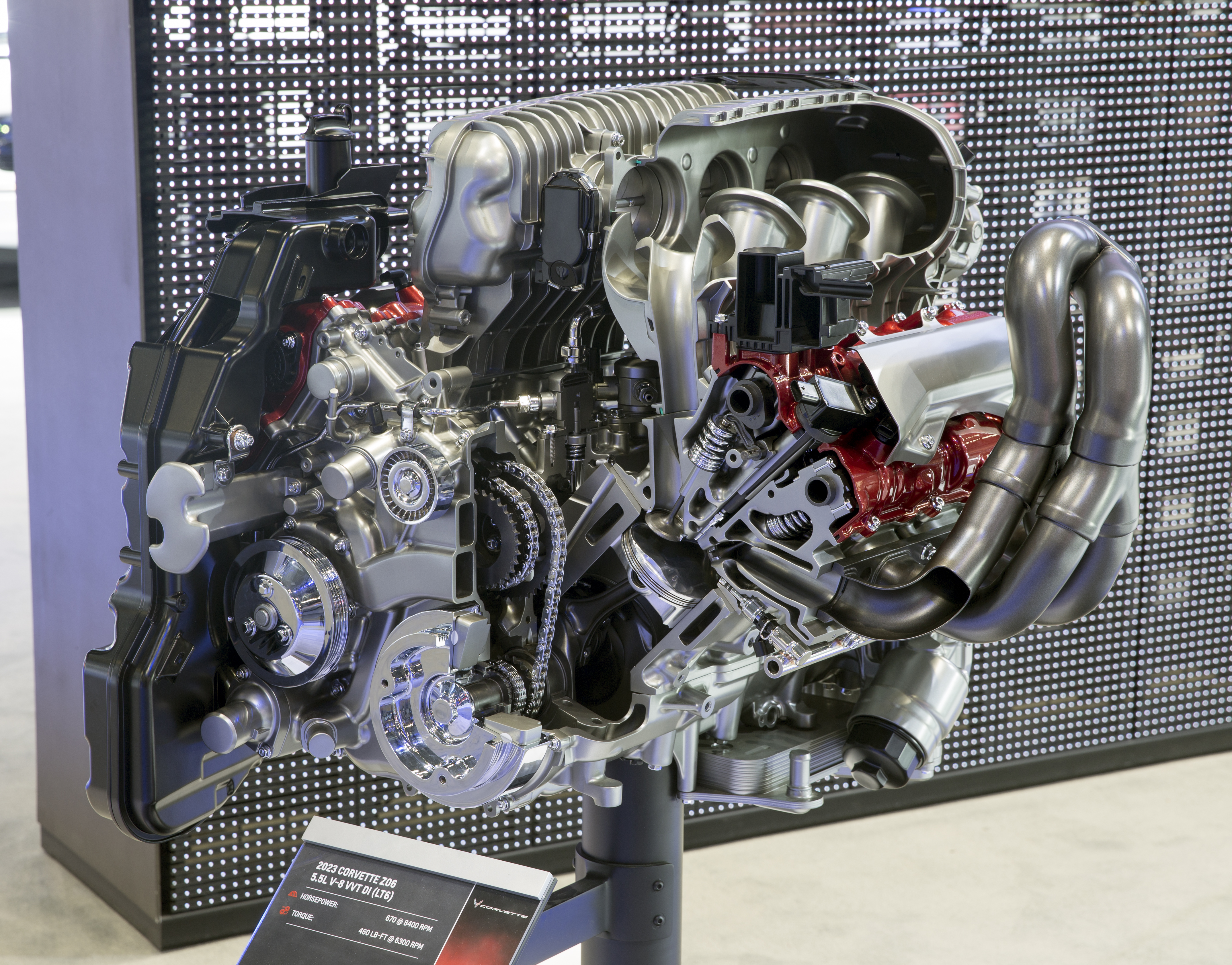
Corte del LT6 de 2023 en el Salón del Automóvil de Nueva York de 2022.

Se presentó un espectacular evento celebrado en un antiguo hangar militar de la Segunda Guerra Mundial en Tustin (California). Su producción inició oficialmente el 3 de febrero de 2020, debido a un retraso provocado por la huelga de GM.
Su nueva configuración resulta decisiva para su comportamiento dinámico, aunque según aseguran desde la marca, "en términos de confort y diversión, sigue siendo un Corvette, pero se conduce mejor que cualquier otro de la historia”. Supone una mejor distribución de peso, que permite mejorar el rendimiento, tanto en recta como en curva. También permite una sensación de control superior, gracias a la posición del conductor más cercana al eje delantero.
Para esta octava generación, por fin se hizo realidad la especulación sobre un motor central-trasero. Luego de meses y meses de previos, fotos, videos espía y muchas especulaciones, se reveló al mundo el esperado Corvette 2020. Regresa con el nombre "Stingray" y equipa una versión actualizada del motor V8 de 6162 cm³ (6,2 L; 376 plg³), cuya potencia se ubica en los 495 HP (502 CV; 369 kW) de potencia a las 6450 rpm y un par máximo de 470 lb·pie (637 N·m) a las 5150 rpm, con el "Pack Performance Z51" (paquete de desempeño). También mejora la visibilidad del conductor y reduce la altura con respecto al suelo.
En cuanto al diseño, se mantiene la esencia, pero ha sido sensiblemente modificado gracias a la nueva ubicación del motor que permite modificar algunos detalles, entre los que destacan los faros, las manecillas de las puertas, las nuevas tomas de aire para refrigerar el motor, o la ventanilla para ver el motor, las salidas de escape cuádruples ubicadas en los extremos, o las luces traseras de led doble con intermitentes dinámicos, lo cual proporciona una carga combinada extra, gracias a un splitter delantero y a un alerón trasero abierto de dos piezas de 181 kg (399 libras).
En el interior, que según la marca es más amplio, destacan detalles inspirados en la aeronáutica a lo que se añade una instrumentación rediseñada, más vertical, unido a unas ventanillas ultradelgadas. También destaca un nuevo volante cuadrado de dos radios que facilita una vista despejada del tablero que es digital, reconfigurable y de 12 pulgadas (30,5 cm).
El cambio más drástico es que por primera vez en su historia, abandona la transmisión manual y la sustituye por una transmisión de doble embrague semiautomática Tremec de ocho velocidades y única opción disponible por primera vez desde 1982, con lo cual mejora en todos los aspectos la experiencia de manejo con respecto a los modelos previos y, al mismo tiempo, evoluciona a nivel tecnológico y en acabados y demás opciones de personalización.
También obtiene una suspensión revisada regulable junto con su nueva configuración de motor central-trasero, que posibilita subir la carrocería en 40 mm (1,6 pulgadas) en 2.8 segundos para evitar golpes en badenes; y en el caso de la versión Z51, tendría una suspensión ajustada específicamente para pista, la cual será ligeramente más rígida. Además, tendrá disponible la suspensión ajustable Magnetic Ride Control 4.0, así como una nueva función de elevación de la nariz que trabajará en conjunto con el GPS, lo cual significa que podrá programar automáticamente la elevación de la parte frontal cuando, se acerque a una acera o a un tope, por ejemplo.
En cuanto a su equipamiento tecnológico, destaca el "Performance Data Recorder", una herramienta de análisis de conducción actualizada basada en una cámara de alta definición y una nueva interfaz, capaz de valorar la conducta del piloto al volante.
Cuenta con un gran espacio en la cajuela de 12,6 pies cúbicos (356,8 litros), suficiente para llevar dos bolsas de palos de golf, según la marca.

“El Corvette siempre ha representado el máximo nivel de innovación y ha llevado a General Motors a impulsar sus propios límites. El tradicional motor frontal logró lo más altos límites de desempeño, pero necesitábamos un nuevo formato. En términos de comodidad, diversión e imagen, el nuevo modelo luce como un verdadero Corvette, pero se maneja mucho mejor que cualquier otro Corvette en la historia. Los consumidores van a quedar impresionados con nuestro nuevo enfoque, detalles y desempeño general en todos los sentidos"…
comentó: Mark Reuss, director ejecutivo de General Motors, durante su presentación.

También afirmó que el Stingray 2020 se fabricará en exclusiva en la planta GM de Bowling Green, Kentucky y que gracias a una mejor distribución de peso y a una ligera inclinación en la parte trasera, se ha mejorado notablemente su desempeño a altas velocidades, tanto en rectas como en pista.
En cuanto a las características dinámicas, destaca una rigidez torsional y una estabilidad mejoradas, ya que su centro de gravedad más bajo, está ubicado directamente al lado de la cadera del conductor, quien tendrá a su disposición distintos asientos, desde el GT1, el modelo deportivo GT2 o bien, el modelo deportivo diseñado específicamente para pista, con carcasa de fibra de carbono. También el radio de giro se ha mejorado.
Además, tendrá a su disposición un amplio programa de personalización que comenzará con 12 colores para la carrocería, junto con seis combinaciones para el interior, incluyendo seis colores distintos para los cinturones de seguridad. El interior del está mucho más enfocado al conductor, con los controles mucho más a la mano, en un habitáculo que envuelve a sus ocupantes. Destaca la posición del selector tipo pulsador para activar la marcha adelante o reversa. El paquete se complementa con las paletas de cambio ubicadas detrás del volante.

“La mayoría de las personas pensaron que cuando movimos el motor a la parte central, el Corvette dejaría de ser un auto accesible, pero nosotros no podíamos comprometer la fórmula ganadora y el Stingray 2020 lo confirma...”
comentó: Brian Sweeney, Vicepresidente de Chevrolet en Estados Unidos.

Para Japón solamente hubo 300 unidades disponibles, las cuales se agotaron en 60 horas. Sin embargo, la lista de aditamentos de serie es bastante amplia y todavía hay muchas opciones disponibles.
Desde el inicio incluye elementos como manijas ocultas, luces led, acabados en fibra de carbono, climatizador dual, asientos calefactables y ventilados, ajuste lumbar, monitoreo de presión de neumáticos, espejo retrovisor electrocrómico y volante calefactable forrado en gamuza o piel. También cuenta con sonido Bose con 14 bocinas y cancelación activa de ruido, panel de instrumentos digital, Head-up Display, carga por inducción, apertura remota de ventanas, pantalla táctil de 8 pulgadas (20,3 cm) y sistema OnStar con Wifi para hasta siete dispositivos, con tres meses de servicio incluidos. También cuenta con opciones como franjas deportivas, 13 tonos interiores, costuras contrastantes, cuatro tipos de rines, frenos Brembo de alto rendimiento con pinzas en cuatro colores a elegir, matrícula personalizable, sistema de escape deportivo de altas prestaciones, un kit (paquete) aerodinámico con detalles específicos y neumáticos Michelin Pilot Sport 4S.
Tiene una estructura realizada principalmente en aluminio, aunque también utiliza fibra de vidrio, magnesio y fibra de carbono para aligerar el peso e incrementar su rigidez. Su diseño exterior no tiene mucho que ver con el Stingray de la generación anterior, aunque sí con la versión más radical: el ZR1. Está bien aislado, ya que cuenta con sujeciones para anclar el techo targa dentro de él y se accede mediante el botón del mando, con el que también se puede arrancar o el que está en el interior del coche, que se abre con el botón que está escondido en la toma de refrigeración izquierda.
Gracias al paquete Z51 que adopta un alerón, consigue y frenos de disco de mayor tamaño: 345 mm (13,6 pulgadas) en el eje delantero y 350 mm (13,8 pulgadas) en el trasero. De serie trae los Michelin Pilot Sport All-Season 4 Ultra High Performance, especialmente creados para este vehículo y discos de 321 mm (12,6 pulgadas) y 339 mm (13,3 pulgadas). Lo que no varía es el tamaño de sus rines de 19 pulgadas (48,3 cm) en el eje delantero y de 20 pulgadas (50,8 cm) en el trasero.
En la zona inferior se sitúa una ruleta que está muy a mano y desde la que se pueden seleccionar los modos de conducción del coche: Sport, Track, Tour, Weather y Snow. Además, entre los dos asientos en la parte posterior, hay un hueco portaobjetos cuya base esconde y repite en pequeño el logo de Corvette otro "easter egg" (huevo de Pascua). La visibilidad en la parte delantera es excelente, siendo una característica de los vehículos con motor en posición central-trasera, gracias a la parte delantera que es corta y baja. La trasera la favorece el espejo retrovisor interior digital, que proyecta las imágenes que capta la cámara situada en la zaga.
Al tener el motor posterior, gira mucho mejor y tiene un mayor agarre que la generación anterior, con las transiciones de marcha casi imperceptibles. Todo esto junto con su liviano peso de 1530 kg (3373 lb) hace que sea un deportivo rapidísimo, al ser capaz de acelerar de 0 a 60 mph (0 a 97 km/h) en solamente 2.9 segundos al estar equipado con el paquete Z51 y alcanzar los 312 km/h (194 mph) de punta. Sin embargo, en una prueba posterior realizada por la revista Car and Driver, registró un tiempo de 2.8 segundos. Otra característica es que no tiene ningún problema con el calor que puede emanar el motor en el habitáculo.

### Modelo 2021

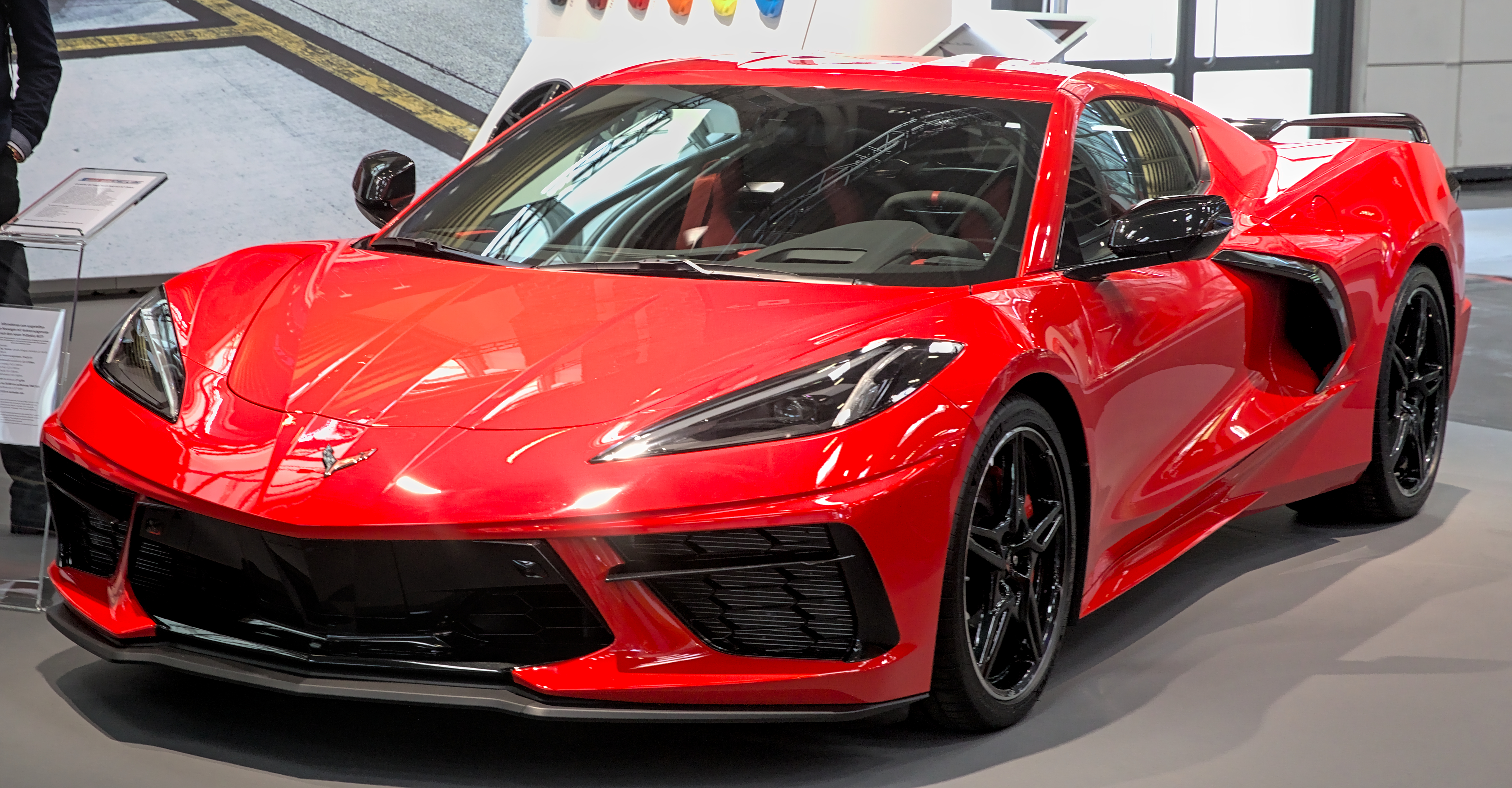
Modelo 2021 en el Salón del Automóvil de Fráncfort

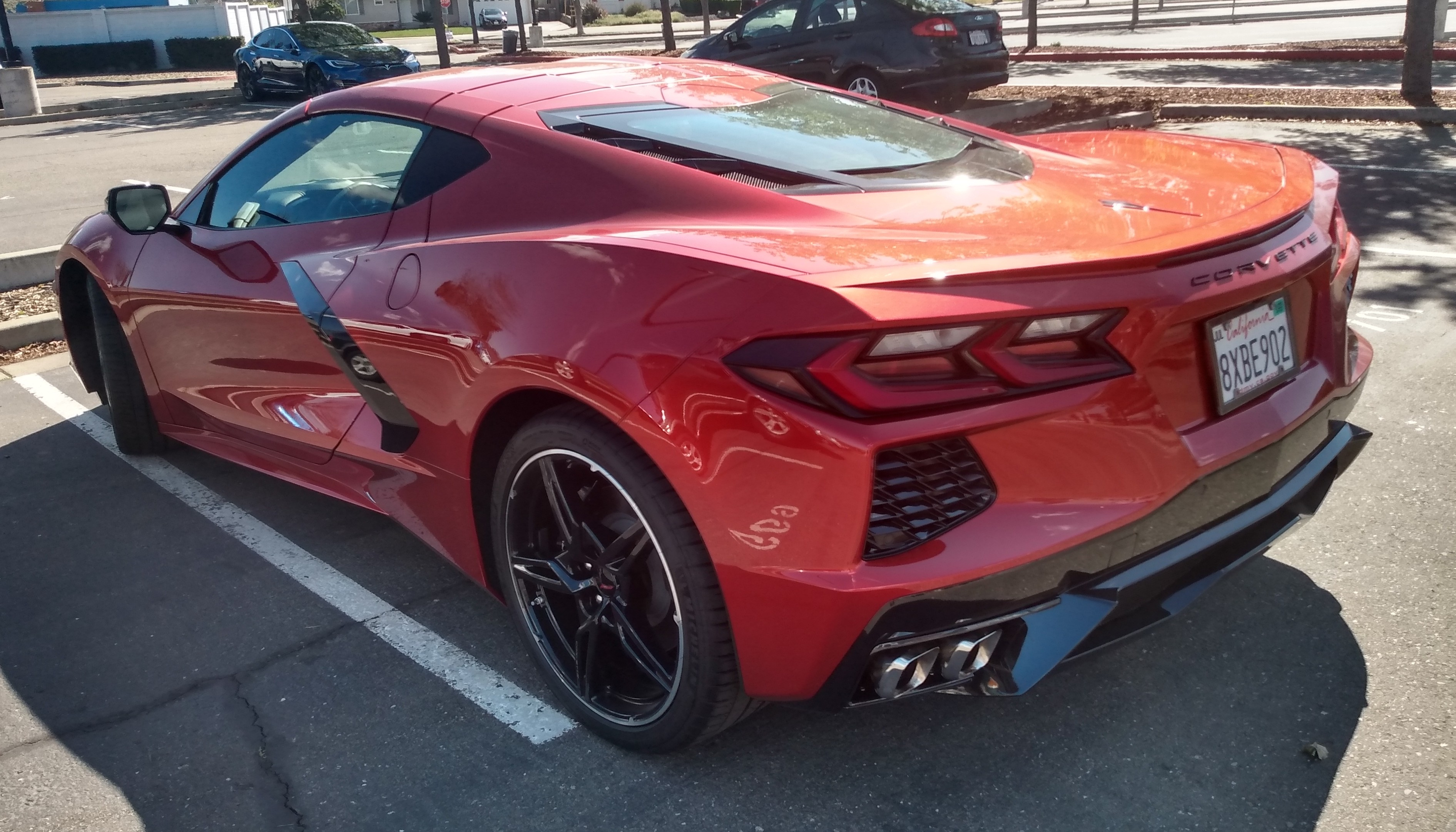
Vista lateral-trasera

Chevrolet anunció que el Corvette 2021 costaría lo mismo que el modelo 2020, cuyas actualizaciones incluyen nuevos colores, características y opciones ligeramente diferentes, que comenzaría a producirse más adelante este año. Los dos nuevos colores incluyen Rojo Mist Tintcoat y Silver Flare Metallic. También hay un nuevo esquema de color interior gris y amarillo, además de nuevos diseños y colores de rayas.
Las capacidades inalámbricas de Apple CarPlay y Android Auto son estándar, mientras que el grupo de indicadores digitales ofrece algunas nuevas opciones de visualización que incluyen una visualización diferente del tacómetro para la conducción en pista. La función Buckle to Drive de GM, que requiere que el conductor se abroche el cinturón de seguridad antes de que el automóvil pueda salir del estacionamiento, ya es estándar. También ofrece amortiguadores magnetoreológicos como una opción independiente, lo que significa que puede elegir esta configuración de suspensión sin el paquete de rendimiento Z51.
El desempeño y presencia inconfundible alcanzan nuevas fronteras con nuevas opciones de diseño, suspensión FE2, visualización de selector de modo de conductor y proyección de teléfono móvil. Los nuevos colores de exterior incluyen Rojo Bruma Metálico Tintcoat y Resplandor Plata Metálico. El nuevo color del interior es Gris Cielo Vanguardista con costuras y detalles en los cinturones de seguridad en Amarillo Deslumbrante.
Trae una capota dura retráctil. Solamente suma 77 libras (35 kg) al peso del vehículo y se oculta perfectamente dentro de la carrocería, manteniendo la increíble capacidad de almacenamiento del Stingray. Disponible en el color de la carrocería o en Carbón Reluciente, la capota dura se puede activar a velocidades de hasta 30 mph (48 km/h).
Ha sido nombrado ganador de los 10 Best (mejores) por la revista Car and Driver en 2021.

### Versión Z06

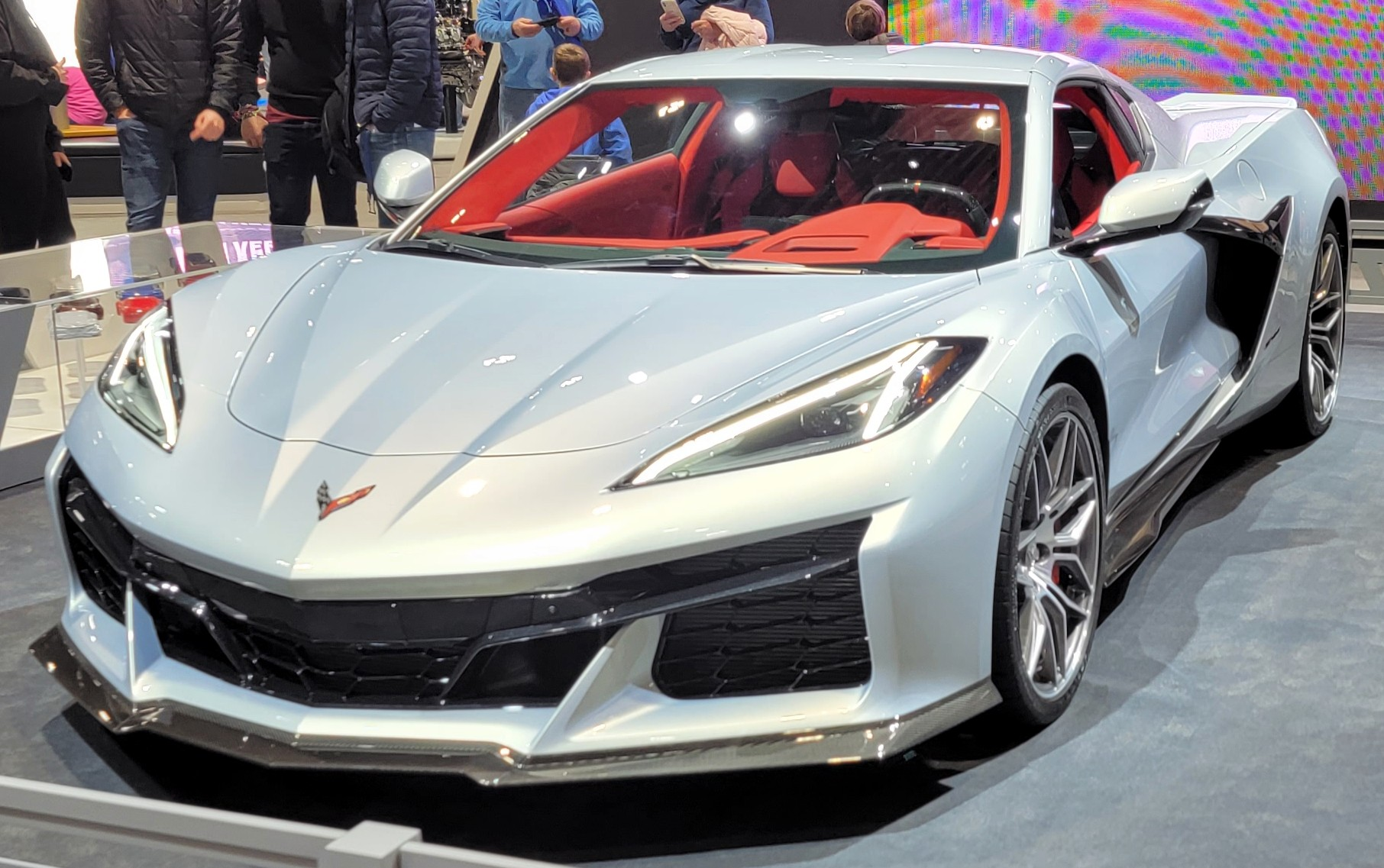
Z06 de 2023 en el Salón del Automóvil de Chicago de 2022.

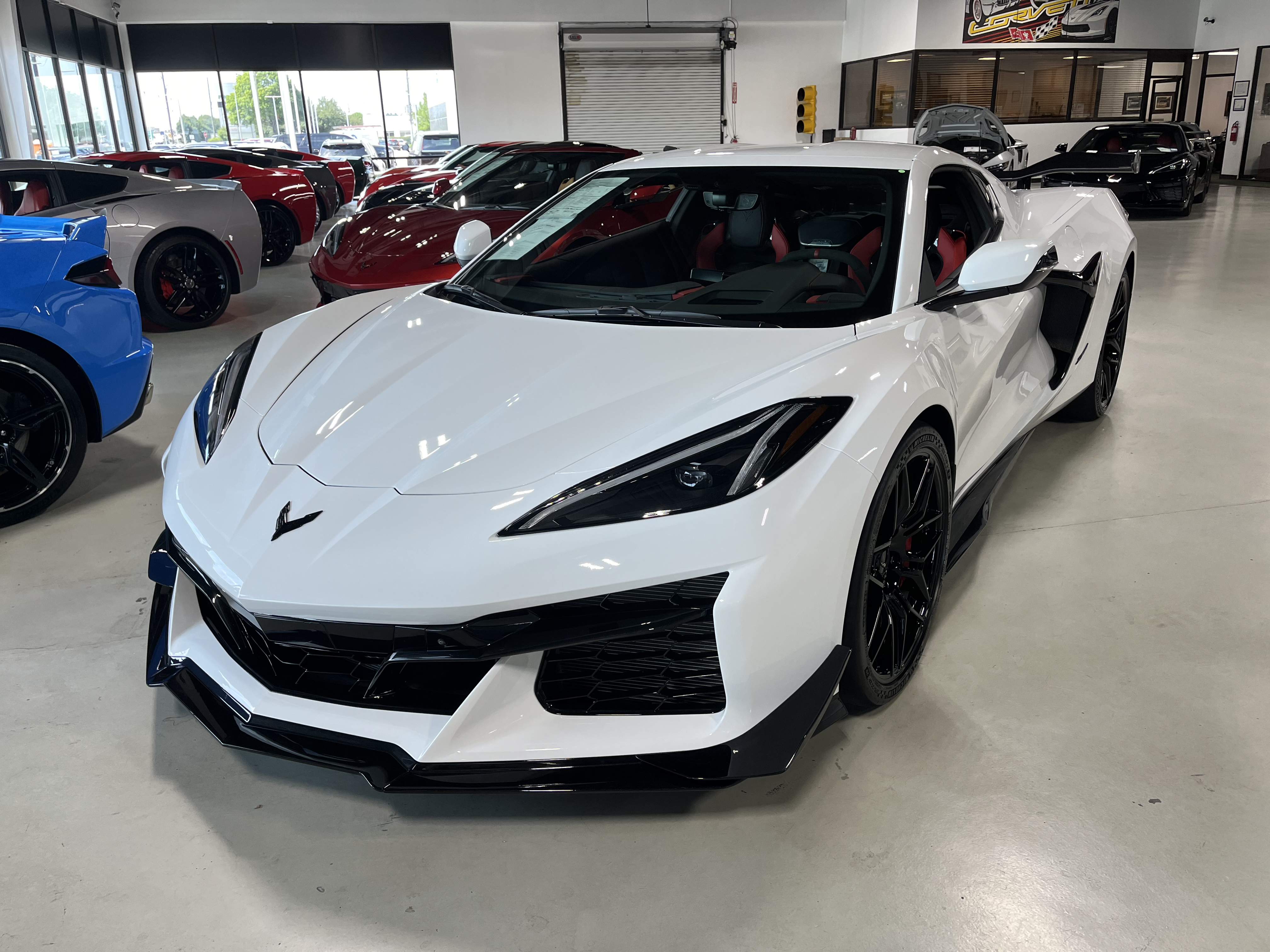
Z06 con el paquete opcional Z07.

La parte delantera fue rediseñada con tomas de aire mucho más grandes para ayudar a sus necesidades de enfriamiento de los frenos, motor, etc. Los pasos de ruedas fueron ensanchados para montar neumáticos más grandes, debido a que necesita mucha más tracción, mientras que el alerón asegura mayor estabilidad a altas velocidades. Opcionalmente, con el paquete Z07 puede llevar rines de fibra de carbono de 20 pulgadas (50,8 cm) en el eje delantero y de 21 pulgadas (53,3 cm) en el trasero, equipo aerodinámico que crea 332 kg (732 libras) de carga aerodinámica a 299 km/h (186 mph), una revisión y mejoras en la suspensión, incluyendo el programa Magnetic Ride Control 4.0 (magnetoreológica), frenos Brembo carbono-cerámicos y neumáticos Michelin Cup 2 R ZP.
En cuanto a la planta motriz, vuelve el V8 naturalmente aspirado con código LT6 de cigüeñal plano que, según los ingenieros de la marca, sería el más potente de la historia en un auto de producción, hasta ese momento, desarrollando 670 HP (679 CV; 500 kW) y 460 lb·pie (624 N·m) de par máximo. Lo anterior gracias a un aumento en el régimen hasta las 8600 rpm y en la relación de compresión a 12.5:1, así como haber adoptado componentes de un auto de carreras, desde el sistema de aceite, hasta los de inducción y de escape.
Se ofrece 12 colores de carrocería, siete paquetes de rines, tres opciones de asientos con seis colores de cinturones de seguridad, siete colores de tapicería, dos paquetes de fibra de carbono y seis colores de pinzas de freno. Su producción se estaría realizando en las instalaciones de GM en Kentucky, al igual que el resto de la gama.

### Versión E-Ray

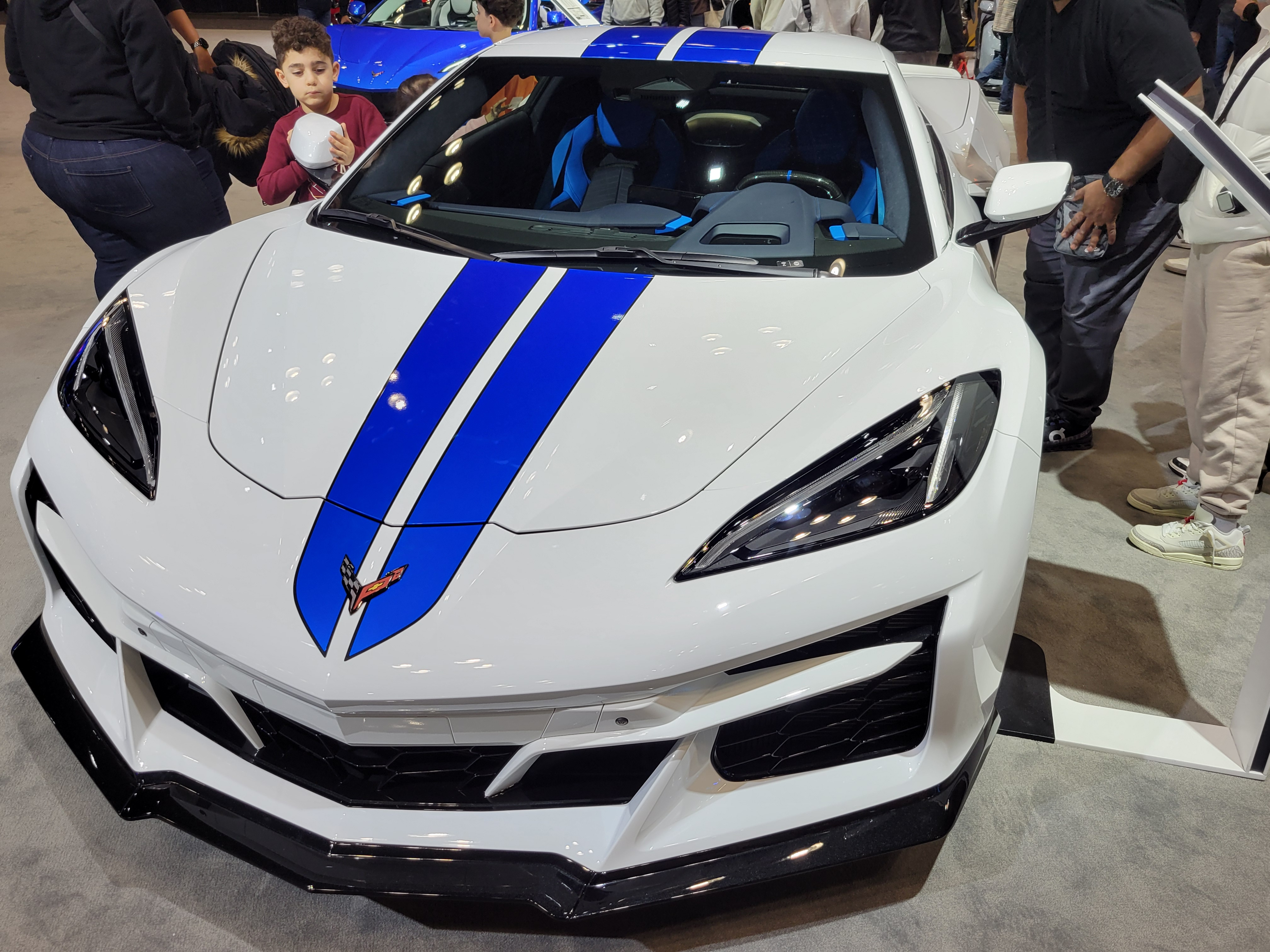
E-Ray cupé de 2024.

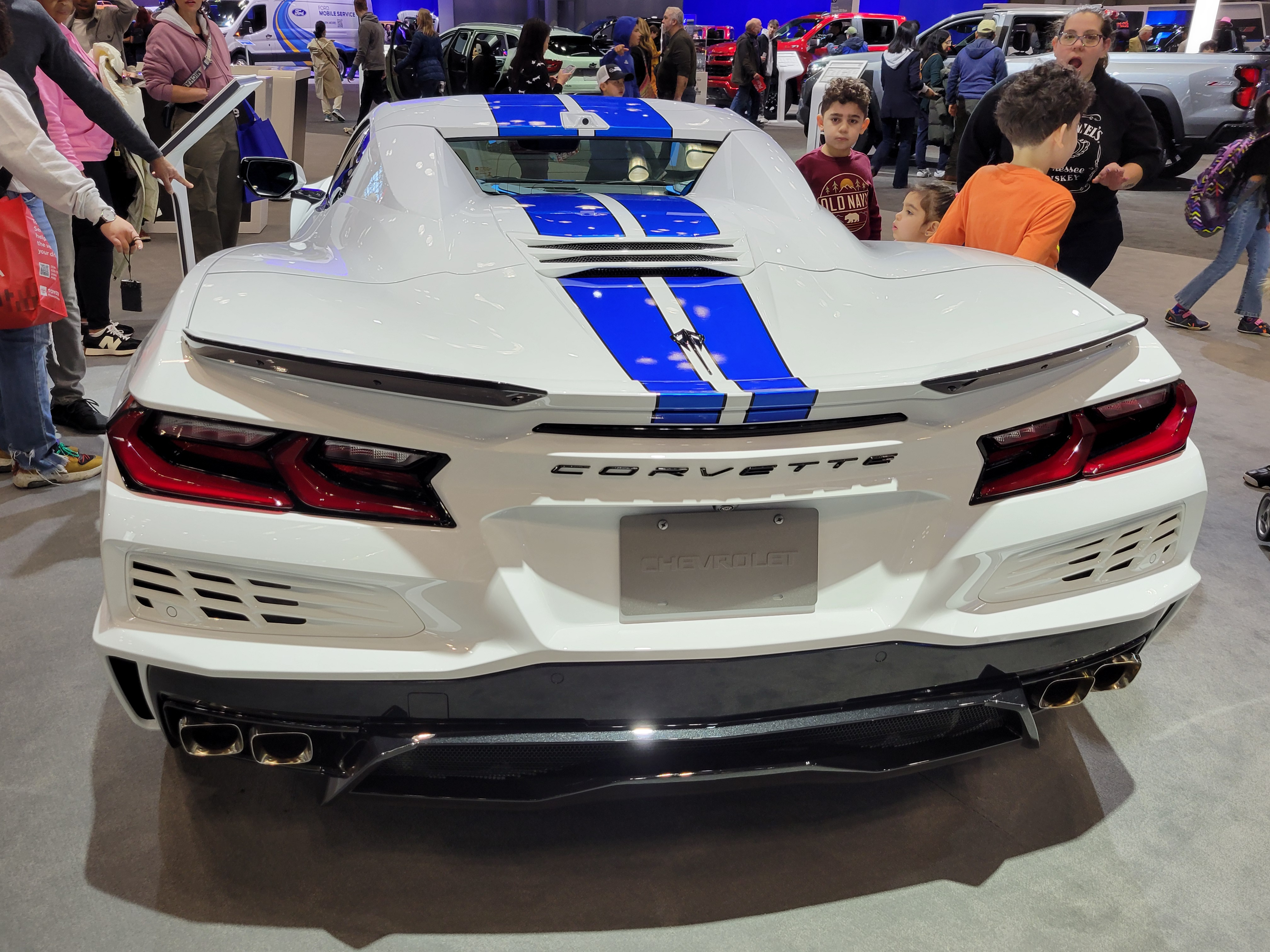
Vista trasera.

Según la revista Motor Trend, señalaba que Chevrolet había renovado los derechos para la denominación E-Ray en agosto de 2020, misma que les ha pertenecido desde hace varios años, aunque no la habían usado antes. Inicialmente se tenía planeado que fuese como un sustituto del Grand Sport, equipado con el mismo V8 base heredado del modelo convencional, pero agregando dos motores eléctricos en el eje delantero para bajas velocidades, o bien, ayudar con las altas demandas de potencia.
Posteriormente, a principios de 2023 fue lanzada la versión híbrida, equipado efectivamente con el mismo V8 del Stingray base que produce los mismos 495 HP (502 CV; 369 kW) y 470 lb·pie (637 N·m) de par máximo, pero agregando un motor eléctrico en el eje delantero que genera unos adicionales 160 HP (162 CV; 119 kW) para un total combinado de 655 HP (664 CV; 488 kW); y 125 lb·pie (169 N·m) de par máximo, lo que lo convierte así en un vehículo con tracción integral. Con todo esto, la mejora en su desempeño es de una aceleración de 0 a 60 mph (0 a 97 km/h) en 2.5 segundos, con lo cual es la versión más rápida en la historia de este modelo. Por el contrario, su capacidad de soportar fuerzas G en curva es menor que la de la versión Z06, además de sufrir un incremento de peso, al llegar hasta los 1712 kg (3774 libras).
En cuanto a su sistema eléctrico, tiene una pequeña batería de ion de litio de 1,9 kWh (7 MJ), la cual alimenta el motor de AC síncrono de imanes permanentes; una batería de ion de litio de 12 voltios separada que es compatible con el motor de arranque y parada del V8, además de otros accesorios. El paquete principal está montado en el túnel central que separa al piloto copiloto. El propio fabricante afirma que pesa alrededor de 45 kg (99 libras), con 80 bolsas provistas por LG Corporation, pero ensambladas por GM. Lo anterior no lo convierte en un híbrido enchufable, ya que está diseñado para cargarse y descargarse rápidamente, además de que, al agregar un puerto de carga, cables y componentes electrónicos adicionales, se estaría corriendo el riesgo de agregar todavía más peso. La asistencia eléctrica varía entre los seis modos de manejo a seleccionar.
Una de sus desventajas es que la batería no tiene un rango eléctrico tan largo, ya que su autonomía en modo solamente eléctrico es de unos pocos kilómetros. Por otra parte, tiene el sistema Stealth Mode, que le permite circular sin emisiones ni ruido a una velocidad de hasta 72 km/h (45 mph), aunado a que el V8 está ajustado con el sistema de desconexión de cilindros, por lo que puede funcionar con la mitad de estos.
Se ofrece en una amplia gama de 14 colores para la carrocería, rines de fibra de carbono opcionales, un paquete aerodinámico ligero, franjas Electric Blue exclusivamente para el primer año modelo, así como la posibilidad de acabados en color verde Artemis Dipped para los interiores.

### Versión ZR1
Los primeros rumores y expectativas suponían que, por el nivel de ingeniería tan extremo y radical detrás de este, lo pondría al nivel de algunos de los deportivos europeos más capaces. Presenta un cofre y splitter delantero más agresivos, techo de fibra de carbono, rines más vistosos y un gran alerón trasero. La parrilla delantera viene con tomas de aire más grandes en las esquinas de las defensas, así como una parte trasera bastante parecida a la del Z06, en forma de escape cuádruple en línea, para soportar las altas exigencias de carga aerodinámica. Su V8 de 5463 cm³ (5,5 L; 333,4 plg³) ha sido designado LT7, que de hecho es una evolución del LT6 de cigüeñal plano heredado del Z06, pero agregando dos turbocompresores. Su lanzamiento oficial fue el 25 de julio de 2024 y es considerado como el más avanzado y de más altas prestaciones en la historia. Este es capaz de desarrollar 1064 HP (1079 CV; 793 kW) y 828 lb·pie (1123 N·m) de par máximo, gracias a varias mejoras y revisiones realizadas, como una nueva cámara de combustión más grande, nuevos cabezales, ajustes a la inducción y apertura de válvulas, un nuevo sistema de inyección de gasolina, así como un novedoso sistema para imitar la acción de un anti-lag, aunque la relación de compresión baja a 9.8:1.
Esta versión estaría disponible en cupé tradicional con un peso de 1665 kg (3671 libras), o bien, descapotable que llegará a los 1705 kg (3759 libras). Está equipado con neumáticos Michelin Pilot Sport 4S, junto con frenos carbono-cerámicos de 15,7 pulgadas (39,9 cm) en el eje delantero y de 15,4 pulgadas (39,1 cm) en la parte trasera con nuevos ductos de refrigeración. Con esto, según la marca afirma que podrá pasar de 129 a 322 km/h (80 a 200 mph) y frenar de nuevo desde 129 km/h (80 mph) en 24.5 segundos. Para mantener el peso bajo, el techo también es de fibra de carbono, mientras que sus rines de 20 pulgadas (50,8 cm) o los opcionales de 21 pulgadas (53,3 cm), pueden ser de fibra de carbono o de aluminio. Otra opción es el paquete ZTK, que agrega un enorme alerón de fibra de carbono ajustable, el cual podrá quitarle velocidad punta, pero que le dará mucha más velocidad en curva, ideal en situaciones de circuito.
Su diseño interior no tiene cambios mayores, solamente unas nuevas placas en el volante, un medidor de presión extra para los turbos, estriberas y algunos elementos que muestran más métricas de desempeño en el panel de instrumentos y pantalla central. Se espera que mantenga la misma pantalla central de 8 pulgadas (20,3 cm), incluyendo la del panel de instrumentos de 12 pulgadas (30,5 cm), así como una amplia serie de otros elementos de conectividad.

### Producción
La producción total para el modelo 2020 ha sido de 20,368, de los cuales 16,787 (82.4%) fueron ordenados en carrocería cupé y 3,581 (17.6%) descapotables. La opción 3LT fue el paquete más popular con un 46.4%, mientras que el Torch Red (rojo antorcha) fue el color más popular con un 25.2%. Estos totales también incluyen aquellas unidades vendibles de preproducción que fueron construidas antes de que empezaran los pedidos por parte de los clientes en febrero.
El modelo 2021 estaba planeado para que empezara su producción el 8 de diciembre de 2020.
| Año modelo      | Stingray | Stingray     | Z06   | Z06          | Total   |
| Año modelo      | Cupé     | Descapotable | Cupé  | Descapotable | Total   |
| --------------- | -------- | ------------ | ----- | ------------ | ------- |
| 2020            | 16,787   | 3,581        |       |              | 20,368  |
| 2021            | 15,112   | 11,104       |       |              | 26,216  |
| 2022            | 13,451   | 12,380       |       |              | 25,831  |
| 2023            | 24,834   | 22,538       | 3,109 | 3,304        | 53,785  |
| Total acumulado | 70,184   | 49,603       | 3,109 | 3,304        | 126,200 |

### Motores
| Código de motor y versión | Cilindrada                   | Diámetro x carrera               | Relación de compresión | Distribución                                     | Alimentación                             | Potencia máxima                      | Par máximo                       |
| ------------------------- | ---------------------------- | -------------------------------- | ---------------------- | ------------------------------------------------ | ---------------------------------------- | ------------------------------------ | -------------------------------- |
| LT2 2020                  | 6162 cm³ (6,2 L; 376 plg³)   | 103,25 x 92 mm (4,06 x 3,62 plg) | 11.5:1                 | OHV 2 válvulas por cilindro a la cabeza, con VVT | Inyección directa, naturalmente aspirado | 490 HP (497 CV; 365 kW) @ 6450 rpm   | 465 lb·pie (630 N·m) @ 5150 rpm  |
| LT2 Z51                   | 6162 cm³ (6,2 L; 376 plg³)   | 103,25 x 92 mm (4,06 x 3,62 plg) | 11.5:1                 | OHV 2 válvulas por cilindro a la cabeza, con VVT | Inyección directa, naturalmente aspirado | 495 HP (502 CV; 369 kW) @ 6450 rpm   | 470 lb·pie (637 N·m) @ 5150 rpm  |
| LT2 E-Ray                 | 6162 cm³ (6,2 L; 376 plg³)   | 103,25 x 92 mm (4,06 x 3,62 plg) | 11.5:1                 | OHV 2 válvulas por cilindro a la cabeza, con VVT | Inyección directa, naturalmente aspirado | 655 HP (664 CV; 488 kW) @ 6450 rpm   | 595 lb·pie (807 N·m) @ 5150 rpm  |
| LT6 Z06                   | 5463 cm³ (5,5 L; 333,4 plg³) | 104,25 x 80 mm (4,10 x 3,15 plg) | 12.5:1                 | DOHC 4 válvulas x cilindro, con VVT              | Inyección directa, naturalmente aspirado | 670 HP (679 CV; 500 kW) @ 8400 rpm   | 460 lb·pie (624 N·m) @ 6300 rpm  |
| LT7 ZR1                   | 5463 cm³ (5,5 L; 333,4 plg³) | 104,25 x 80 mm (4,10 x 3,15 plg) | 9.8:1                  | DOHC 4 válvulas x cilindro, con VVT              | Inyección directa biturbo                | 1064 HP (1079 CV; 793 kW) @ 7000 rpm | 828 lb·pie (1123 N·m) @ 6000 rpm |

## Ediciones especiales y derivados
Entre algunos de los otros modelos que están basados en el Corvette desde los últimos diez años, ya sea usando su misma mecánica, reinterpretación y modernización de su arquitectura, sin tratarse meramente de réplicas (aunque también existan algunas), destacan principalmente: Arash AF10, Spada Codatronca, Callaway Corvette, Corvette de Art Morrison, Dragon Roadster, Eadon Green Zeclat, Equus Throwback, SV9 Competizione, entre otros.

## En competición
En 1999, Chevrolet comenzó a competir oficialmente en campeonatos de gran turismos con el Corvette, que fue desarrollado por Pratt & Miller de Míchigan para GM Racing, el cual tomó la base del C5 cupé y se le acopló una evolución del motor de serie convenientemente adaptado a carreras. En las 24 Horas de Le Mans logró seis victorias en la clase GT1 (2001, 2002, 2004, 2005, 2006 y 2009) y dos en la clase GTE-Pro (2011 y 2015). En las 24 Horas de Daytona de 2001 logró la victoria absoluta, superando a los prototipos.
El C5R nació del deseo de General Motors de participar con un coche competitivo en las carreras de Gran Turismo no solo en EUA, sino también con la vista puesta en Europa. El objetivo era demostrar que el nuevo Corvette C5 no era solo una carrocería con dos asientos y un motor inmenso, sino un deportivo en toda regla capaz de enfrentarse a las grandes marcas europeas.
El éxito en competición vino de la mano del C6.R y de una nueva versión Z06-R, que competía en el Campeonato Europeo FIA de GT3. Desarrollado en Países Bajos y fabricado en Alemania por la división europea de Callaway, este modelo contó con diversos hándicaps impuestos por la federación, pero todavía así lograba ganar el campeonato en su segunda participación en la temporada 2007.
En la American Le Mans Series, el Corvette logró ocho campeonatos de equipos de la clase GT1 desde 2001 hasta 2008 y dos en la clase GT en 2012 y 2013. Además, fue campeón de la clase GT1 de la European Le Mans Series en 2008 y 2009.
Ha sido coche de seguridad (pace car) en numerosas ediciones de las 500 Millas de Indianápolis. El C3 lo fue en 1978, el C4 convertible en 1986 y 1994, el C5 en 1998, 2002 y 2004, el C6 desde 2005 hasta 2008, el C6 ZR1 en 2011, el C7 Corvette Stingray en 2013 y el C7 Z06 en 2015.
El C7.R fue toda una estrella durante las temporadas 2014 y 2015, cuando logró victorias de su clase tan importantes como las 24 Horas de Daytona o las 12 Horas de Sebring. Aunque a simple vista puede parecer un C7 ensanchado con un impresionante kit (paquete) aerodinámico, los C7.R de Pratt & Miller son auténticas ases del circuito con un extenso listado de modificaciones. Aunque conserva gran parte del bastidor de aluminio original del Corvette, este fue fuertemente renovado y ensanchado para acoger ejes más grandes con un nuevo esquema de suspensión, además de la indispensable jaula de seguridad. La carrocería es completamente nueva y estaba realizada en fibra de carbono y, aunque no lo parece, tiene una silueta ligeramente distinta a la de la versión de calle. Bajo el cofre delantero cuenta con un V8 de 5,5 litros derivado del V8 LS7 de 7,0 litros, que entrega alrededor de 500 HP (507 CV; 373 kW).
En el mismo evento donde se pudo conocer a la variante descapotable del C8, Chevrolet aprovechó para presumir el desarrollo de su variante de competencia C8.R que lucharía de inicio en el International Motor Sports Association (IMSA) WeatherTech SportsCar Championship, con una primera cita en las legendarias 24 horas de Daytona en enero de 2020. En tal campeonato se competiría contra europeos de renombre como el BMW M8 GTE y Porsche 911 RSR en la categoría GTLM. En tal evento presentaron dos autos: el número 3 y 4, donde el 3 lleva un esquema de color similar al de los últimos años en el que el amarillo domina por toda la carrocería, mientras que el número 4 lleva una carrocería dominada por el color plata y con acentos amarillos, para hacer homenaje a los antiguos conceptos.

## En la cultura popular
- Un Grand Sport de 1963 color gris plateado, aparece en la película Fast Five.[154]
- Ha aparecido en varias series de videojuegos de carreras, tales como: Need for Speed, Forza, Asphalt, Gran Turismo, Corvette de TDK Mediactive,[155] entre otros. En particular, un Corvette Stingray también aparece en Hot Wheels: World Race por el 35 aniversario de Hot Wheels, el cual es pilotado por el personaje "Mark Wylde".[156]
- Un Stingray Concept aparece como el modo alterno del Autobot Sideswipe en la película Transformers: la venganza de los caídos.[157]
- Un C7 Stingray 2014 verde y negro aparece en la cinta Transformers: la era de la extinción, siendo el modo alterno del Autobot Crosshairs.[158]
- El cantante Prince interpretaba la canción llamada "Little Red Corvette" (pequeño Corvette rojo), que se estrenó el 9 de febrero de 1983.[159]
- En la serie de televisión The A-Team, el personaje Face (Fénix en España), tiene un C4 de 1984 que aparece en varios episodios.[160]